# Seznam památek v Miroslavských Knínicích
Tento seznam zahrnuje kulturní památky, pomníky a kříže, sakrální či pohřební stavby a jiné výrazné historické stavby nacházejících se na území katastru obce Miroslavské Knínice (asi 10 km jižně od Moravského Krumlova).

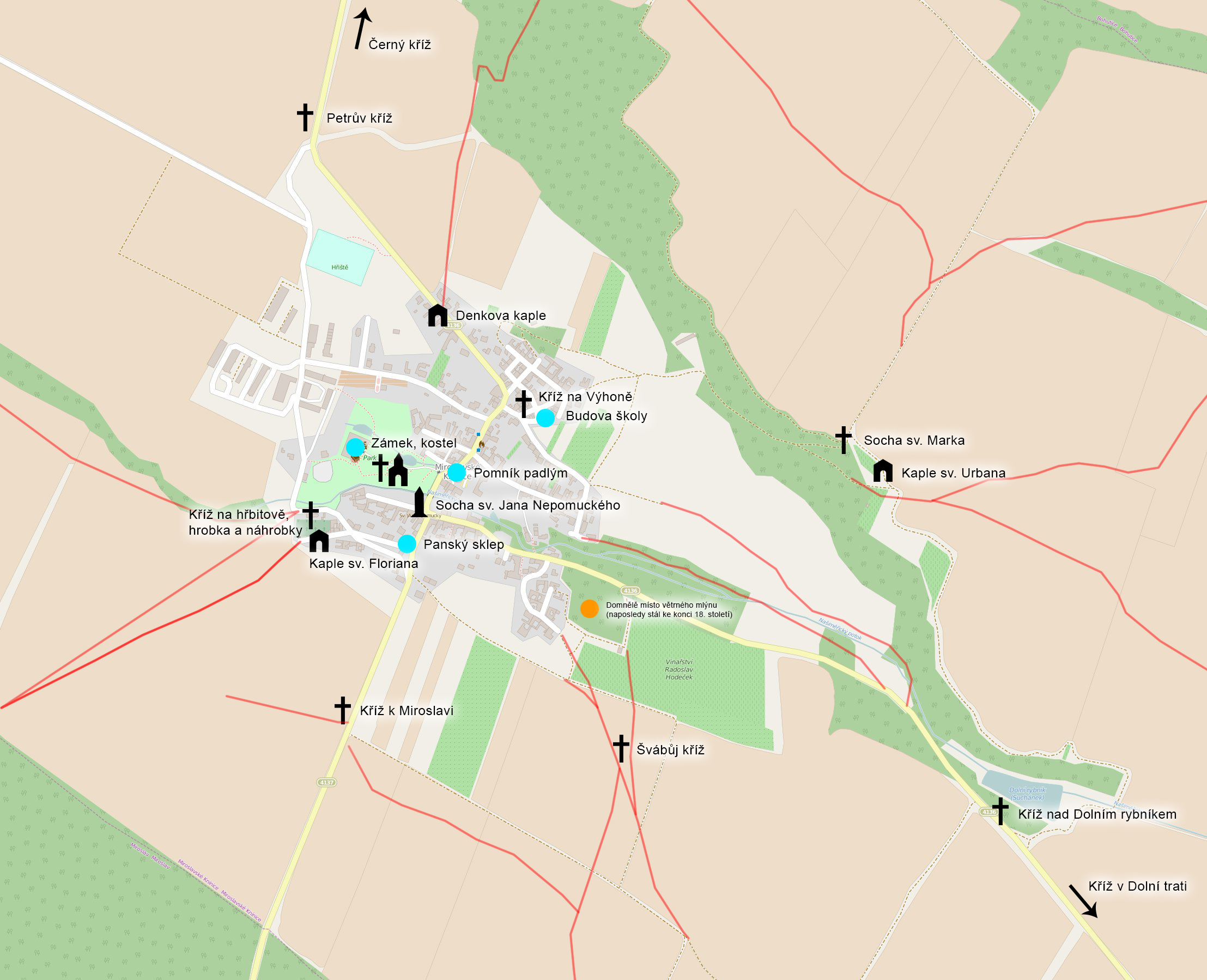
Památky v Miroslavských Knínicích. Červeně jsou vyznačeny zaniklé cesty

## Kulturní památky

### Knínický zámek
Zámek je v Ústředním seznamu kulturních památek České republiky v evidenci jako kulturní památka pod rejstříkovým číslem 38117/7-6571.

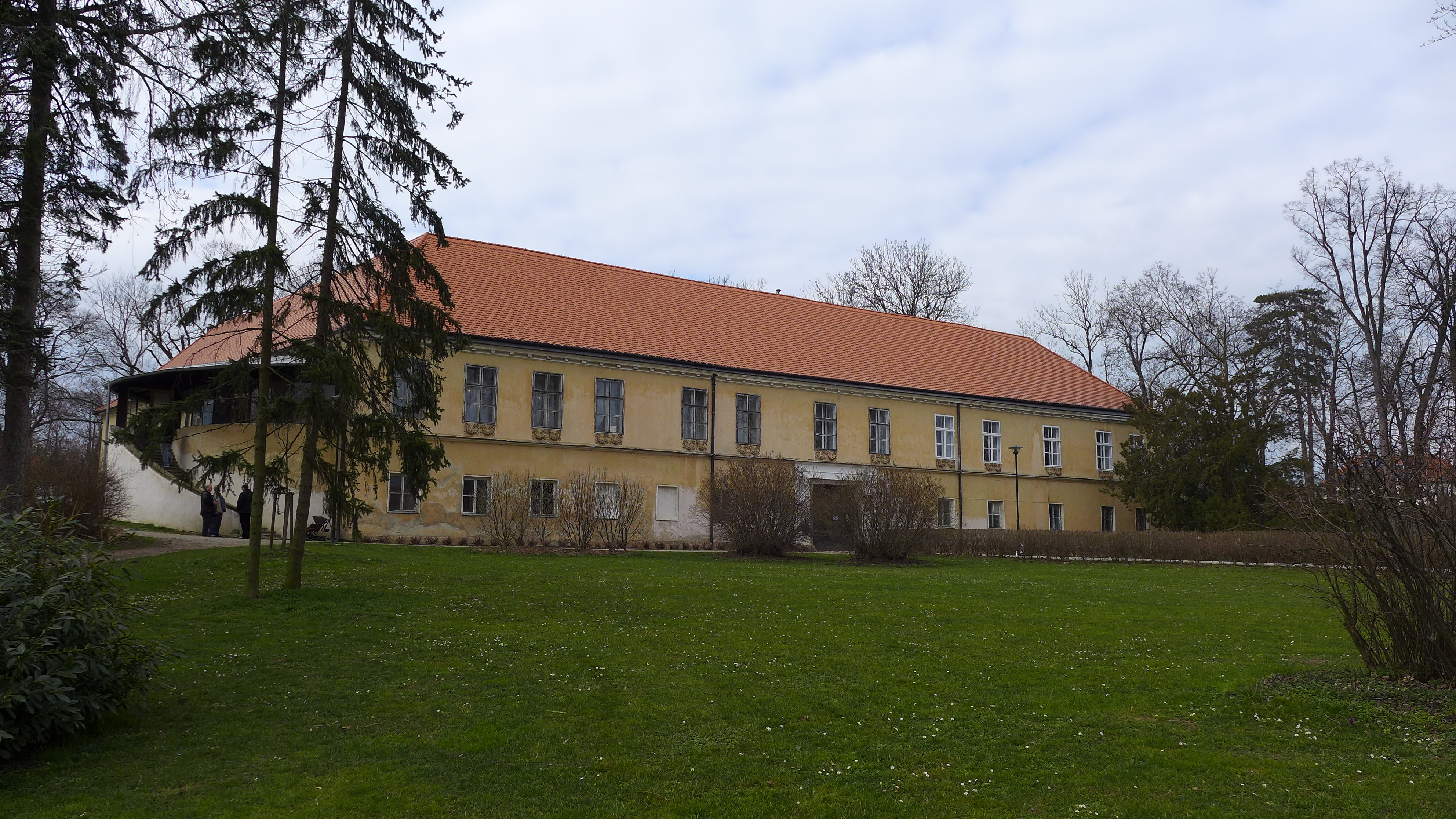
pohled na zámek
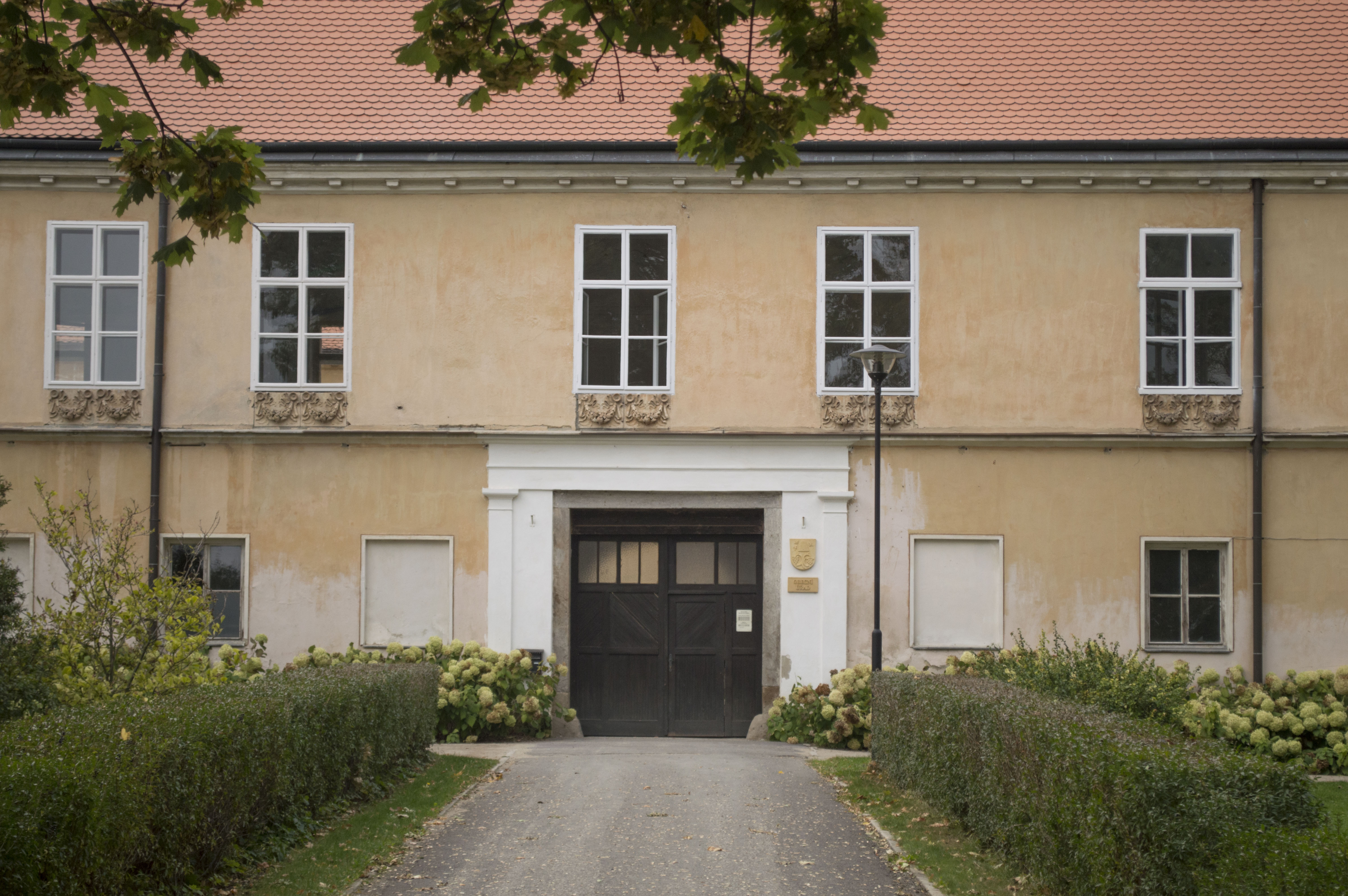
brána zámku
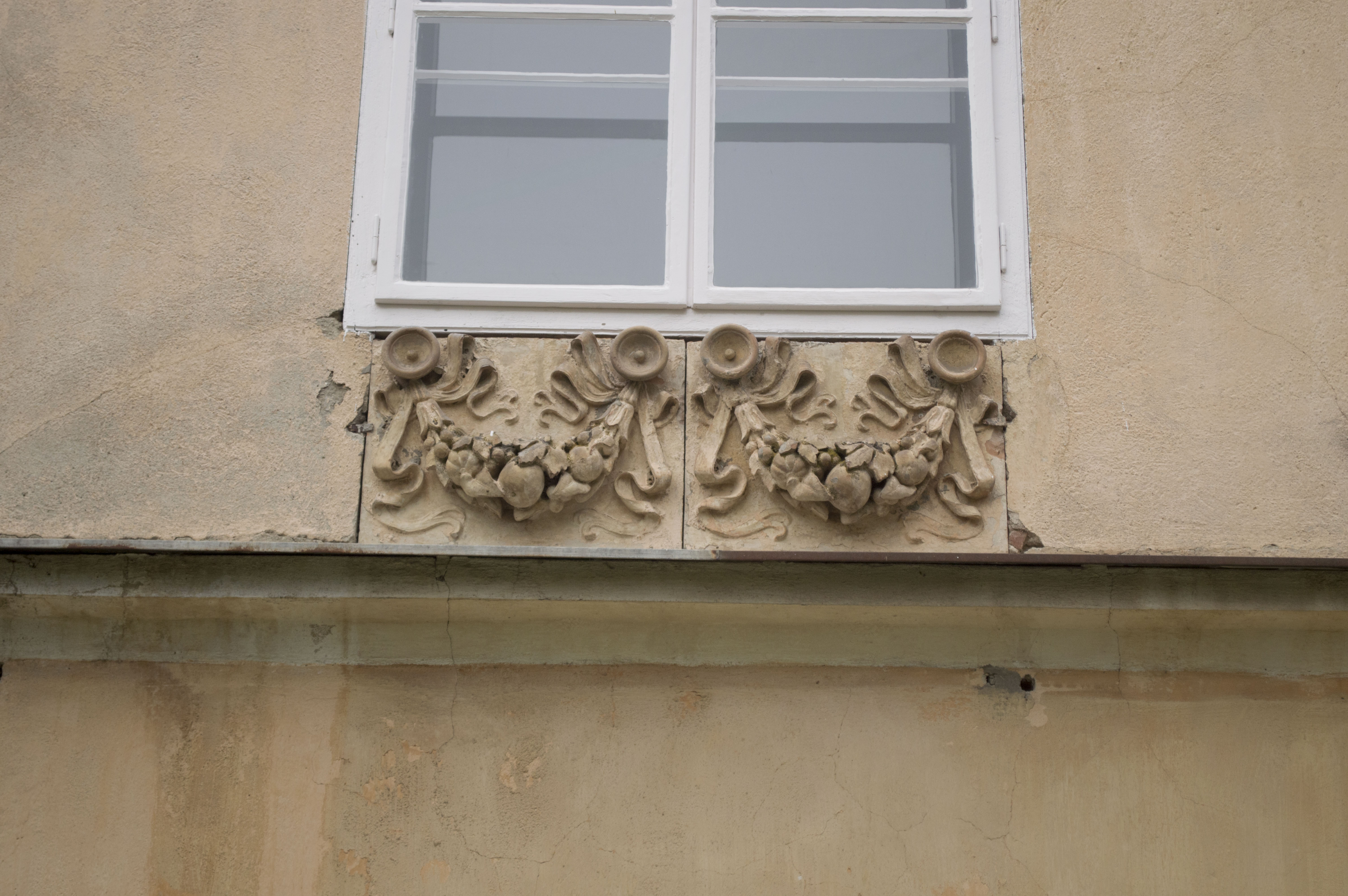
detail okna s girlandou
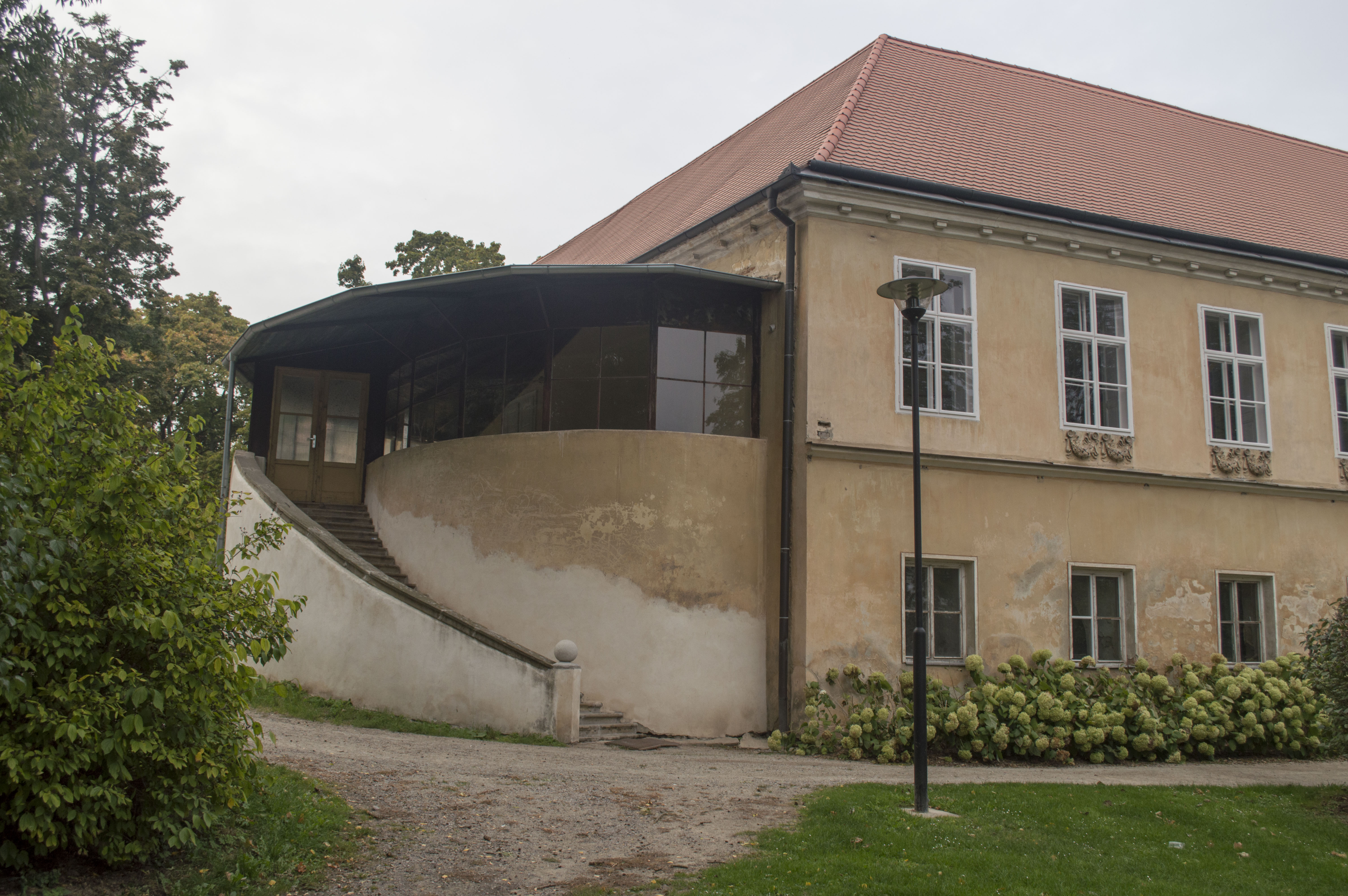
veranda zámku
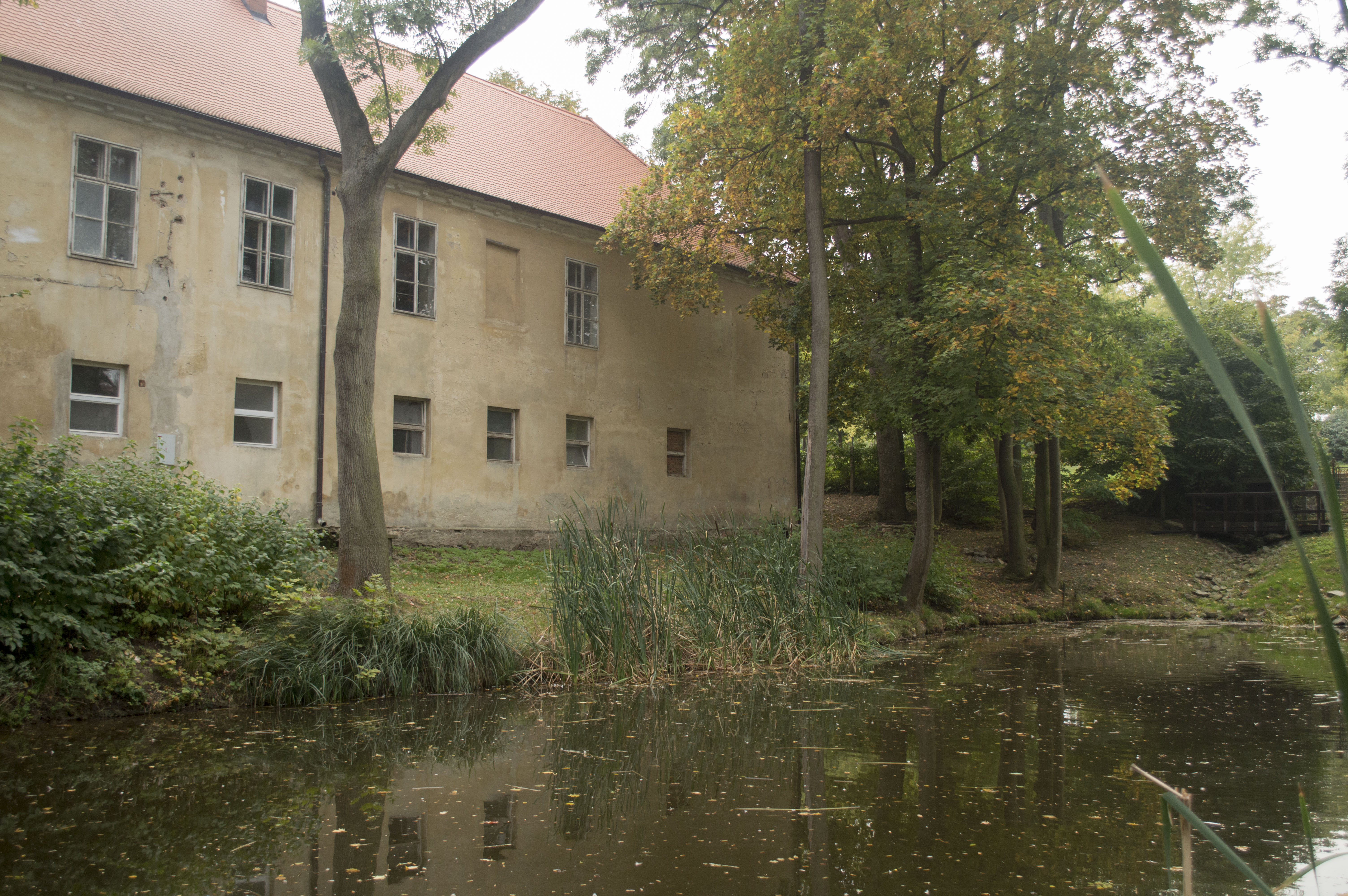
zámek s vodní nádrží
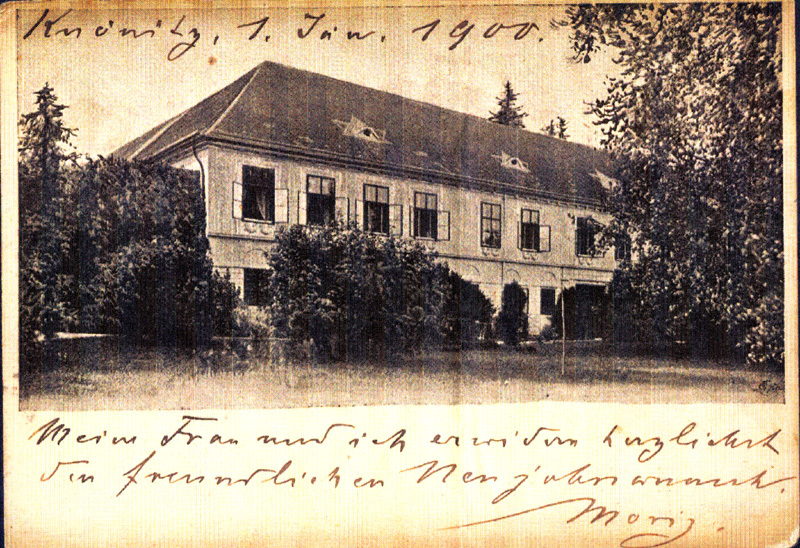
Zámek na fotografii z roku 1900
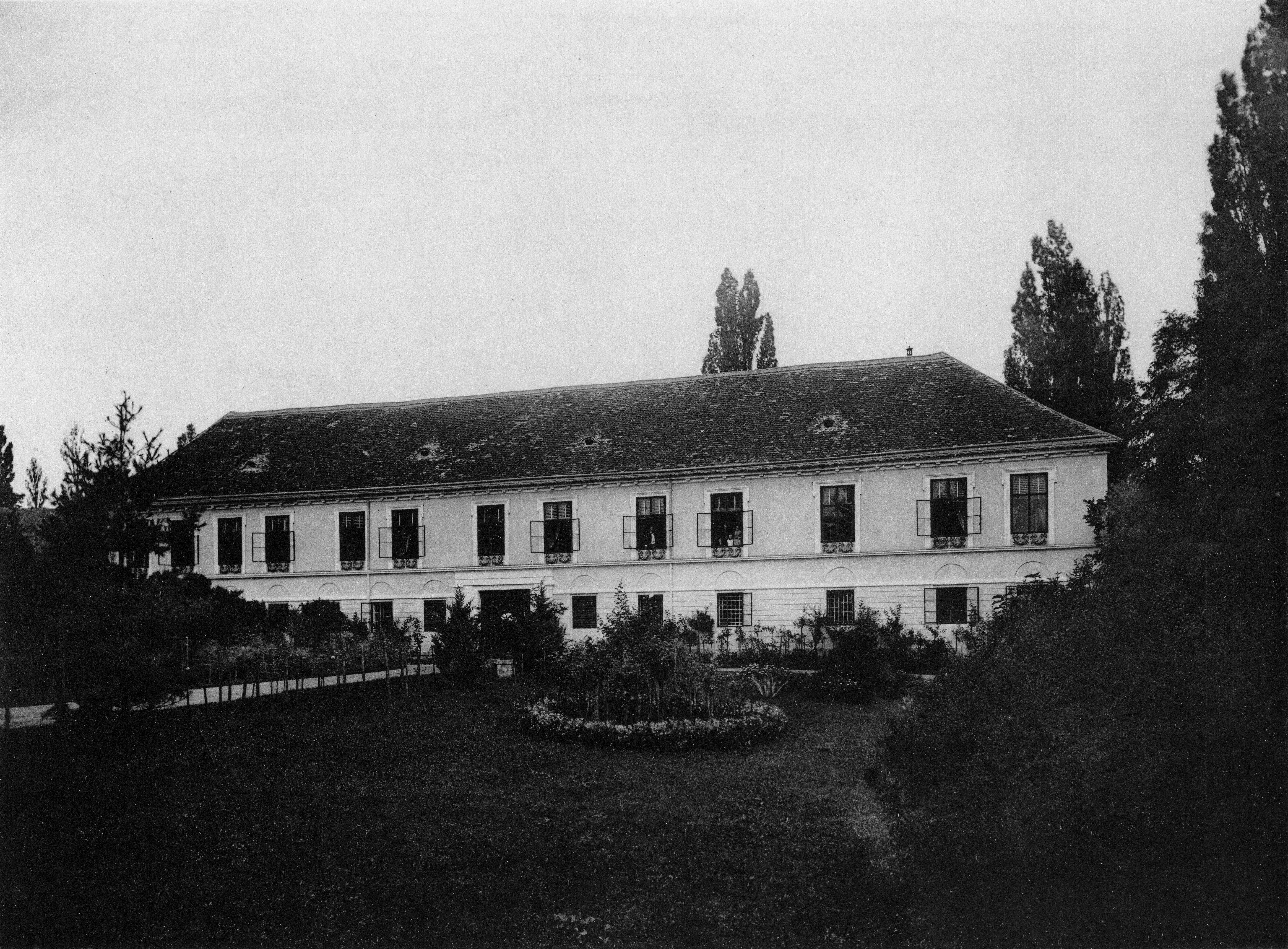
Zámek v roce 1888

### Filiální kostel svatého Mikuláše
Raně gotický kostel z 3. čtvrtiny 13. století nacházející se v zámeckém parku. Jeho vznik je spojen se sousedící tvrzí (dnešní zámek) jehož majitelem je roku 1270 uváděn Jaroslav z Knínic. Kostel byl původně v raně gotickém stylu se hřbitovem v okolí. Na boku lodě je dochován kamenný portál z 2. poloviny 15. století. Sakristie a věž jsou nejspíše z 16. století. Během úprav roku 1802 byla v lodi vytvořena nová okna (možná na místě původních), západní vchod a obnovena či vytvořena kruchta s bočním schodištěm. V roce 1677 nechal majitel Jan Filip Verdenberg ulít sanktusníkový zvon. V roce 1809 přešly Knínice pod vlastnictví Emanuela Bartensteina, který o rok později změnil park podle dobového vkusu. O rok později tedy zanikl místní hřbitov, který byl nahrazen novým v místech kaple sv. Floriana.

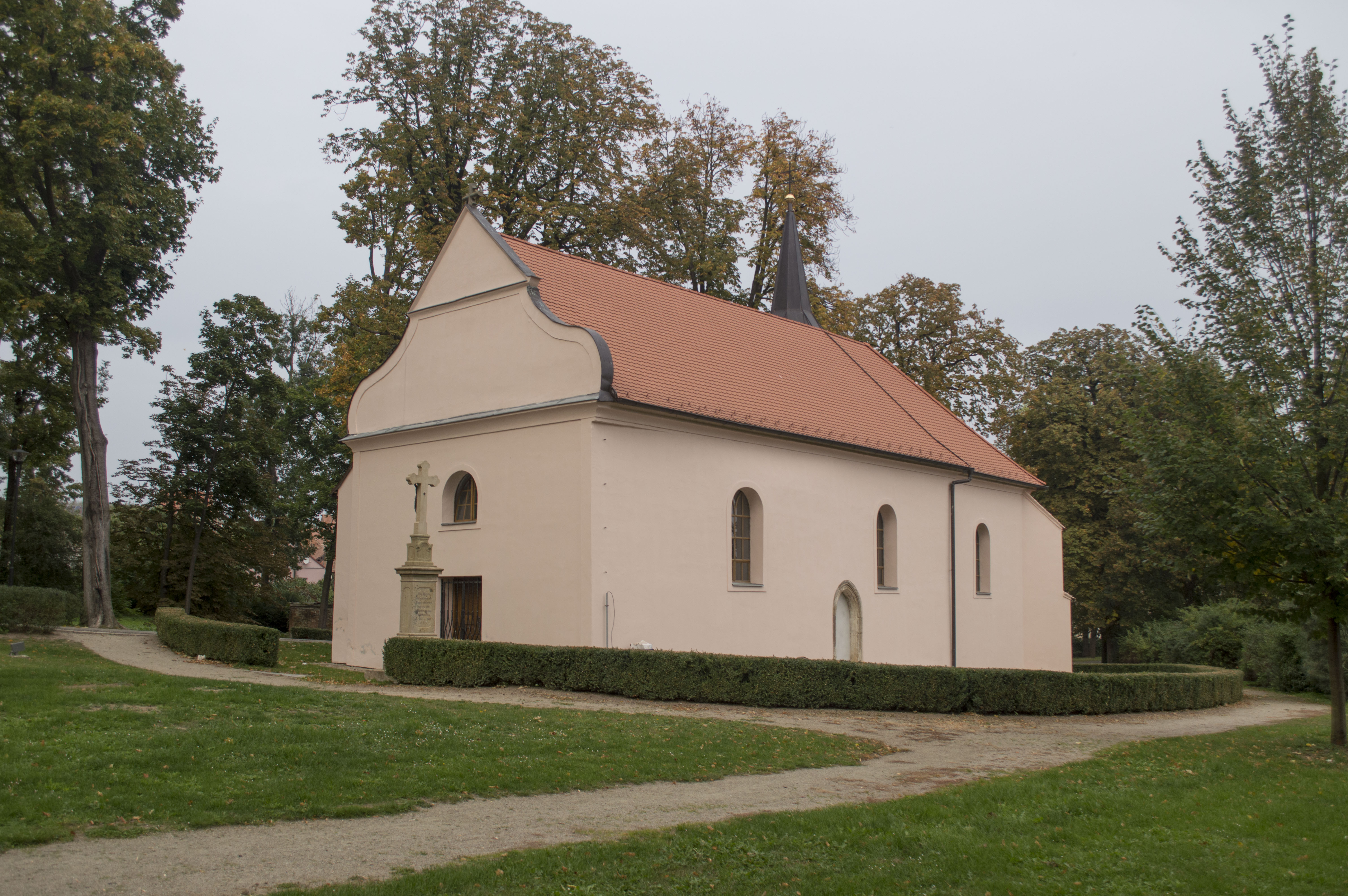
pohled na kostel ze středu parku
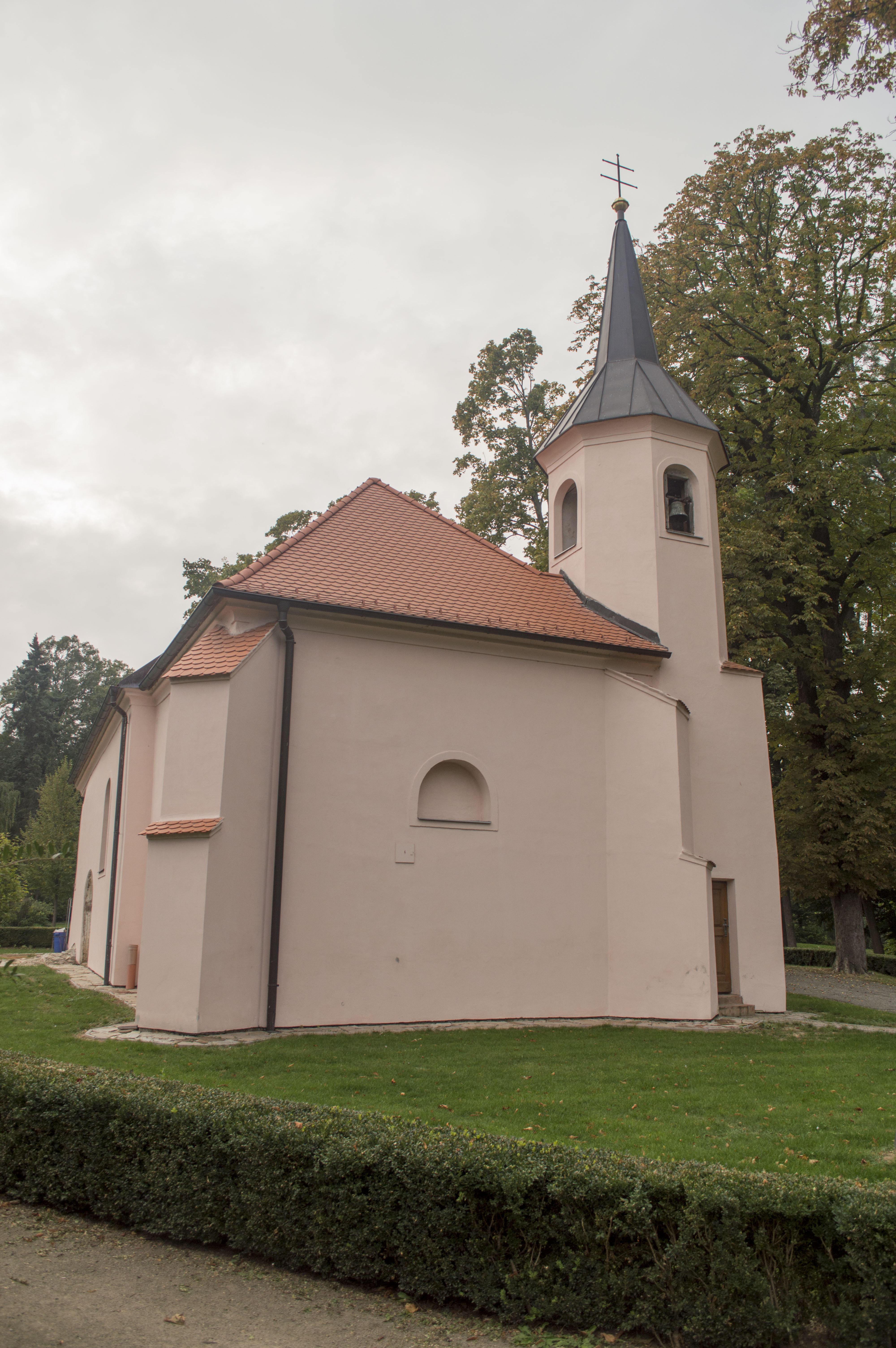
pohled od požární nádrže
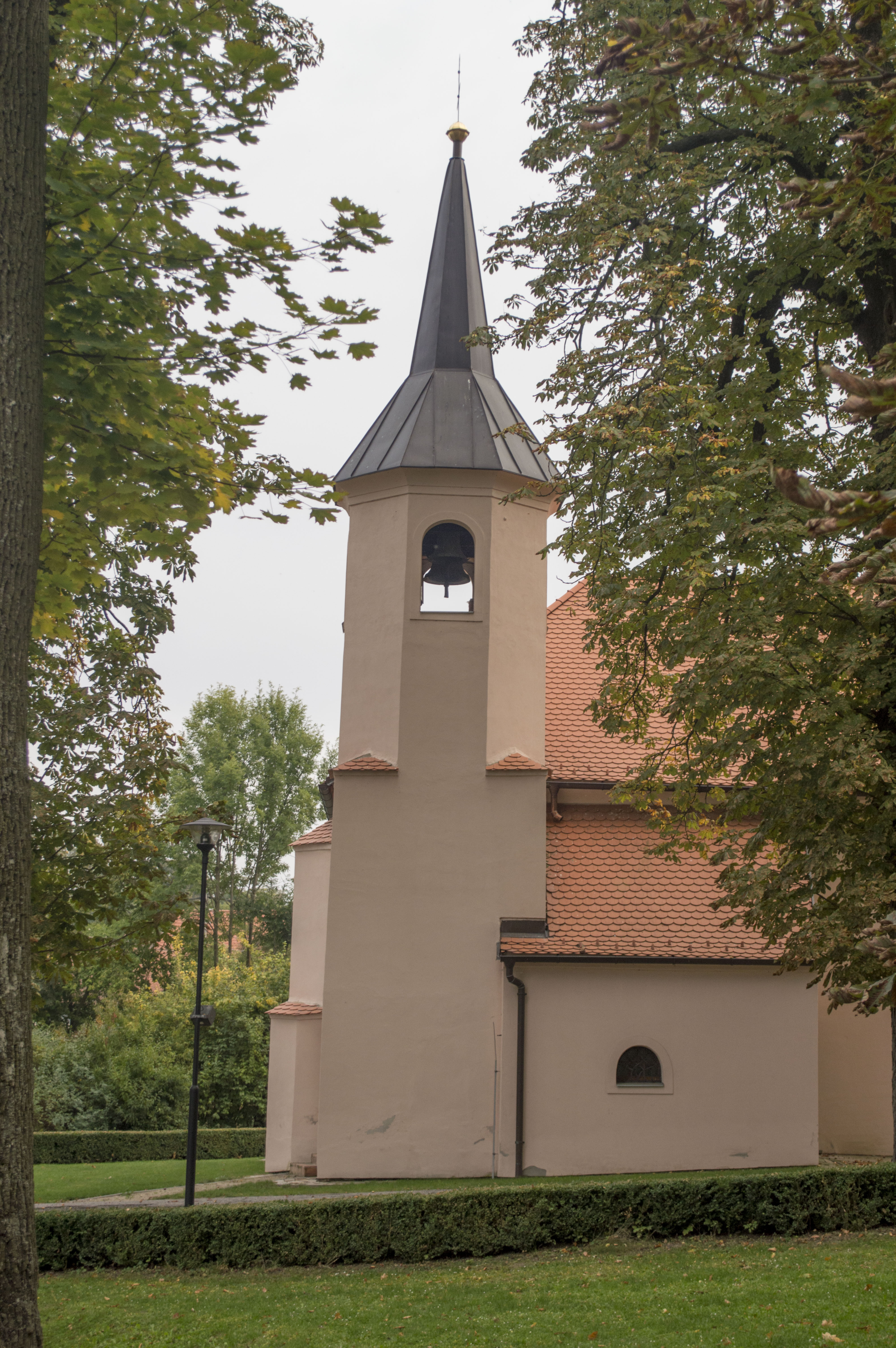
boční pohled na věž
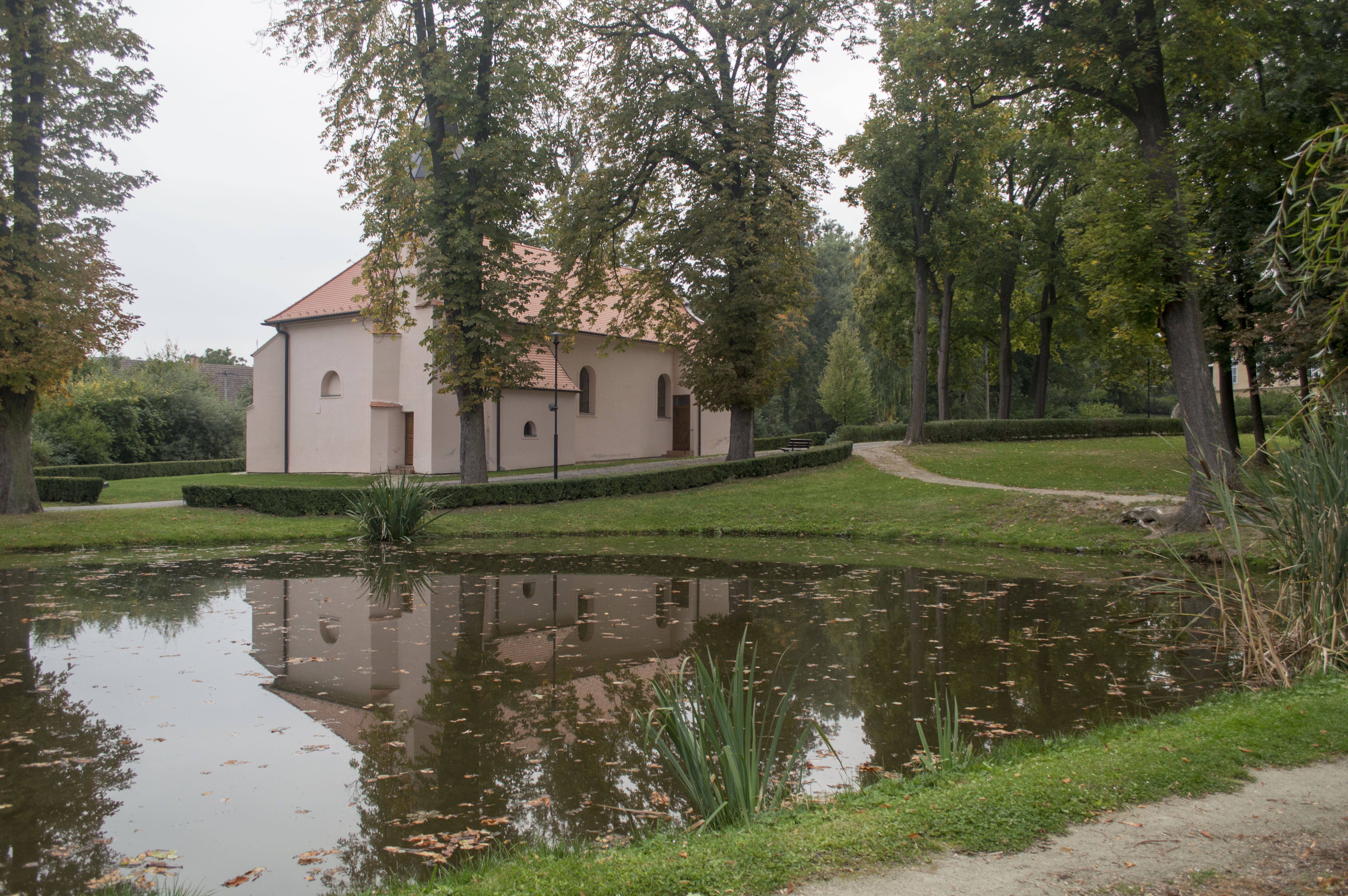
pohled na kostel i s vodní nádrží
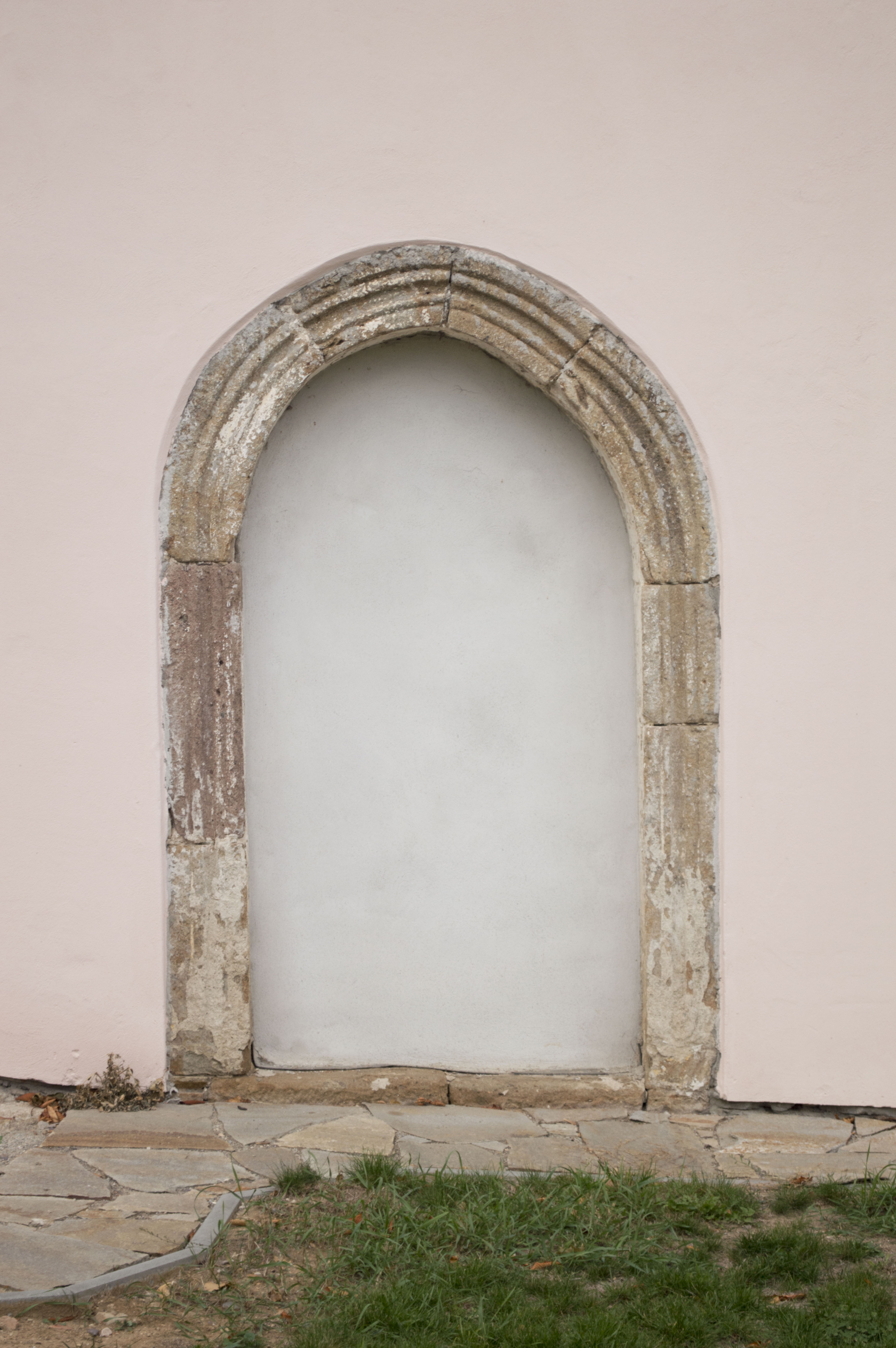
pozdně-gotický portál kostela
půdorys kostela

### Socha svatého Jana Nepomuckého
Pískovcová socha s podstavcem stojící v centru obce na jižní straně mostu přes Našiměřický potok. V roce 1838 ji nechala vytesat a postavit místní farnice Eleonora Čurdová (asi 1771 – 1842) u kameníka Jakuba Majera z Nové Vsi, který ve vsi zhotovil již roku 1820 kříž (viz níže). Na podstavci je z přední strany nápis (věnování): „Wystaweni s nakladem Eleonory Curdowe ke cti a chwale Boží a spaseni dusší gegí 1838“. Na levé boční straně je nápis (modlitba ke světci): „Swaty Jene Nepomucky ty pro stalau tagnost spowedlnickau oslawen gsy korunau wečné slawy. Pros za nas bychom y my te slawy účastni byly. Amen“. Čurdová nechala sochu postavit sobě na památku a ke spasení své duše, souvislost to má s nepřízní jejího osudu, jelikož se v mládí provdala za starého vdovce a po jeho smrti již byla příliš stará na to, aby její další manželství bylo požehnáno dětmi. Památka byla restaurována Alexandrem Kozlovem v roce 2009. Socha je v Ústředním seznamu kulturních památek České republiky v evidenci jako kulturní památka pod rejstříkovým číslem 29203/7-6575.

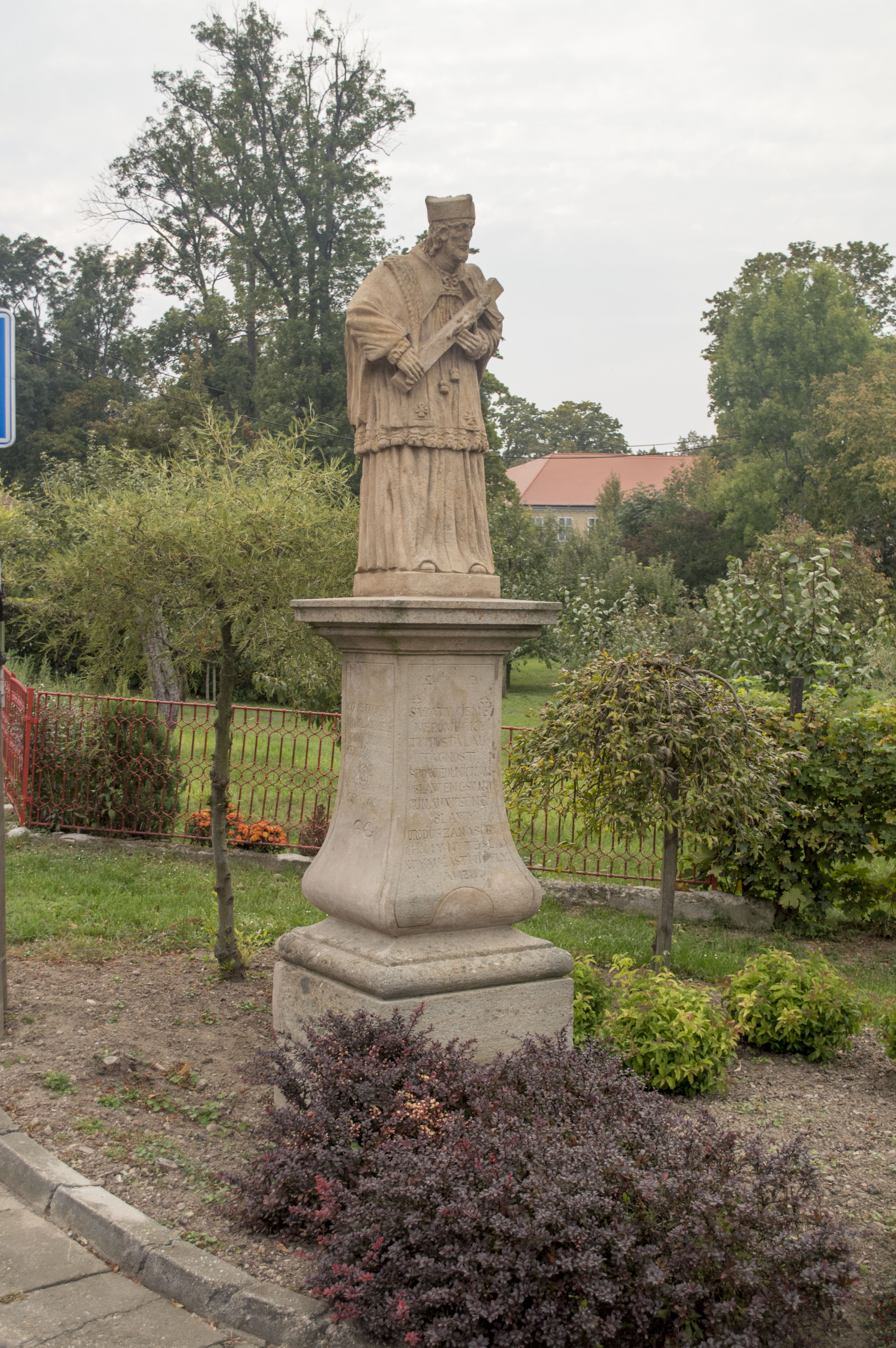
pohled zepředu
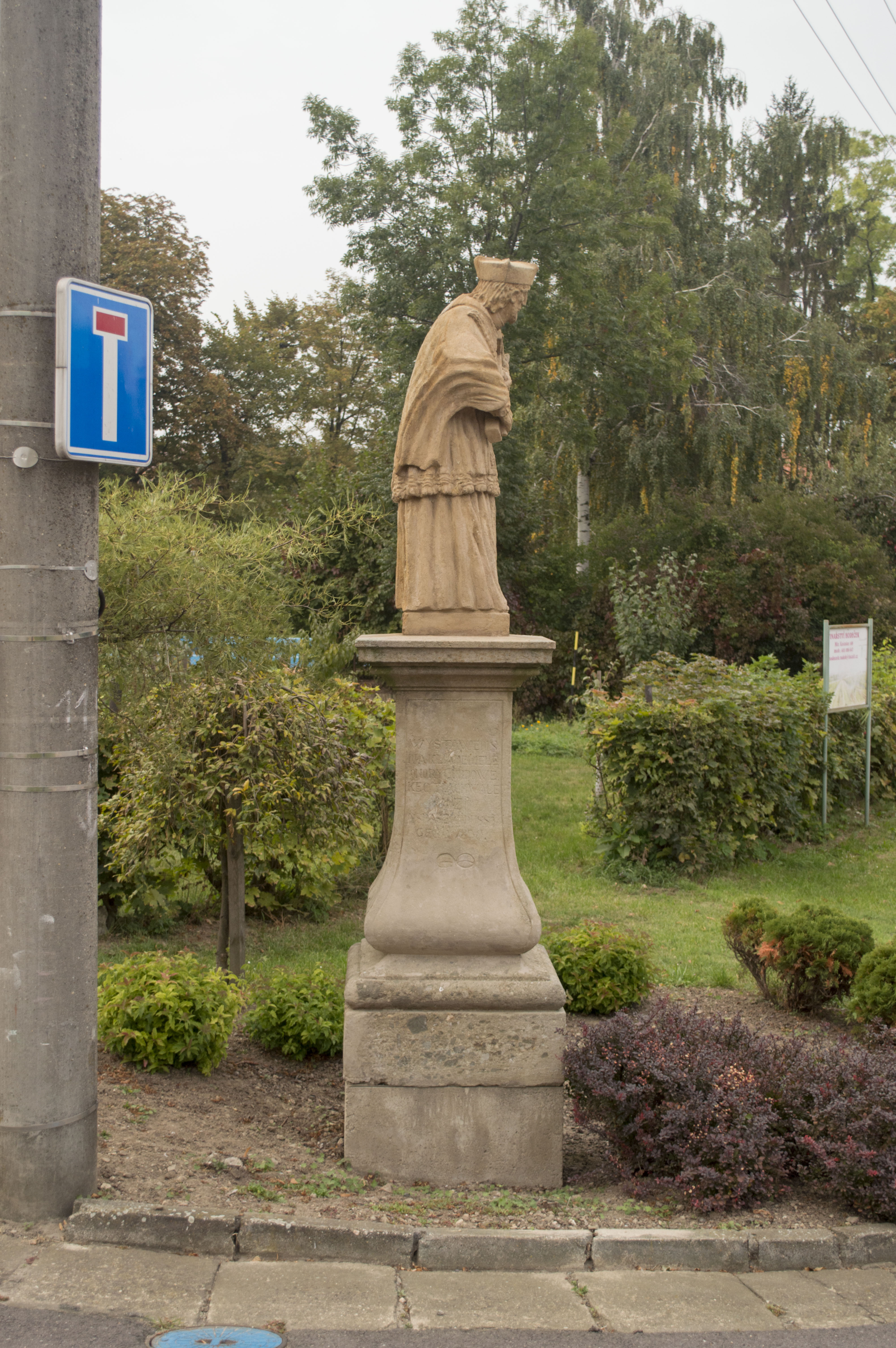
boční pohled
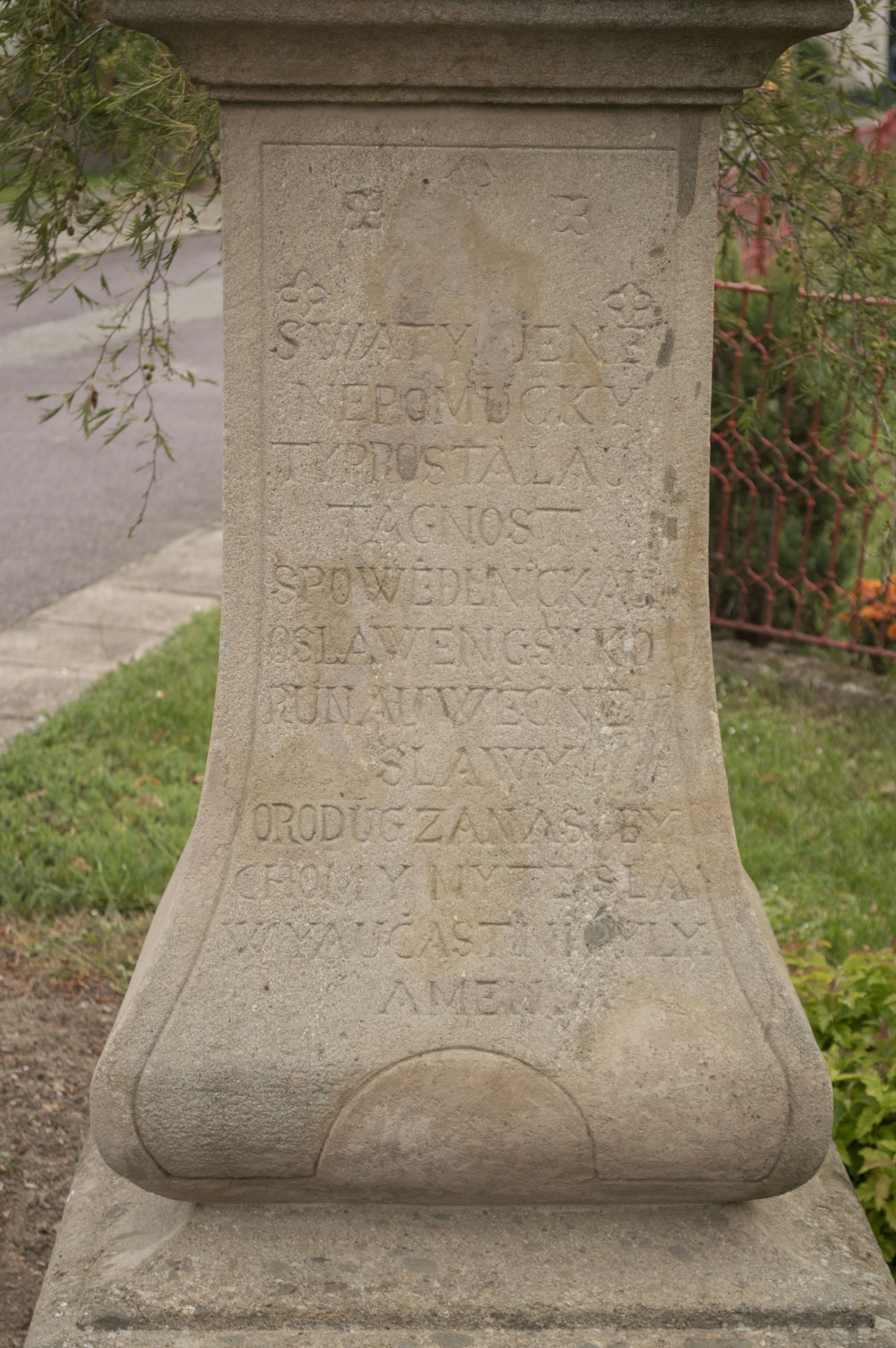
nápis zepředu
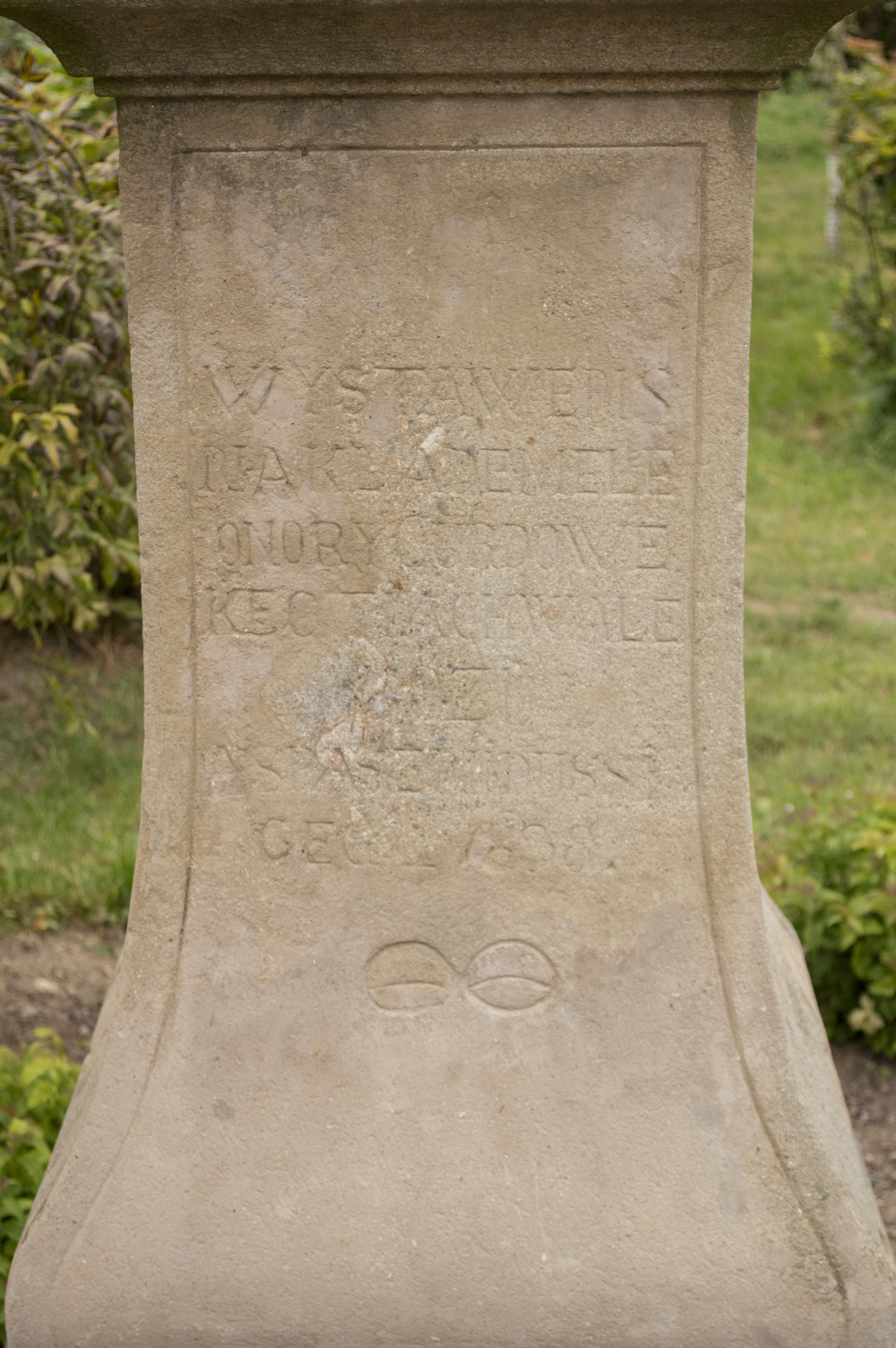
nápis z boku

### Hlavice v zámeckém parku
Pískovcový kámen opracovaný do krychlové hlavice s náběhem na válcový dřík, výška asi 35 cm. Podle Bohumila Samka jde nejspíše o podstavec románské křtitelnice, zřejmě z nejranější doby existence kostela. Delší dobu se kámen nacházel poblíž kostela u cesty k zámku, během úprav parku roku 2011 byl přesunut do zámku. Objekt byl roku 1971 zapsán do seznamu kulturních památek pod evidenčním číslem 6572 památkářkou Alenou Foltýnovou (Horynovou), která hlavici datovala do první poloviny 17. století.

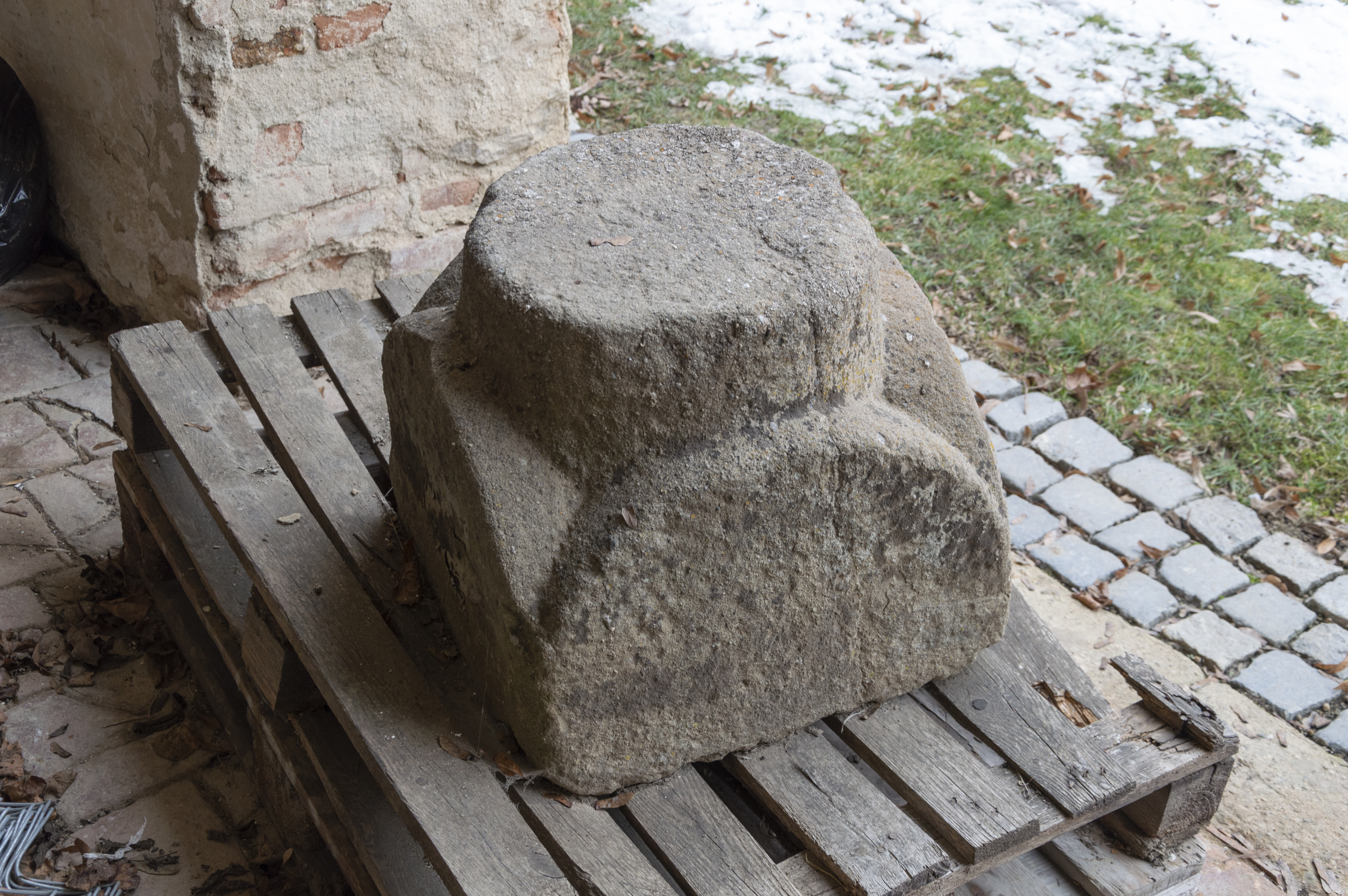
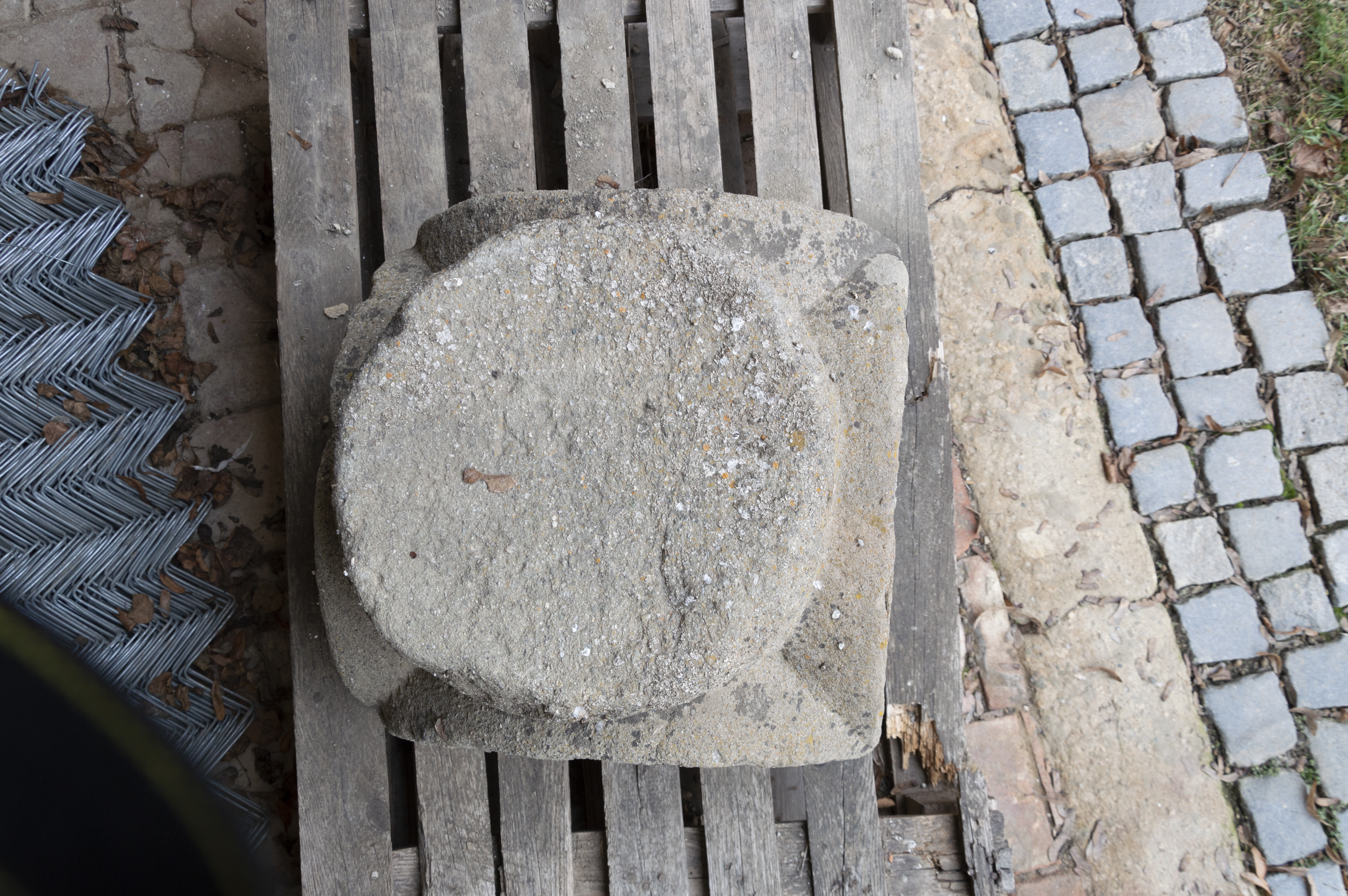

### Kamenná křtitelnice
Křtitelnice z roku 1641 nacházející se v kostele. Objekt byl v seznamu kulturních památek.

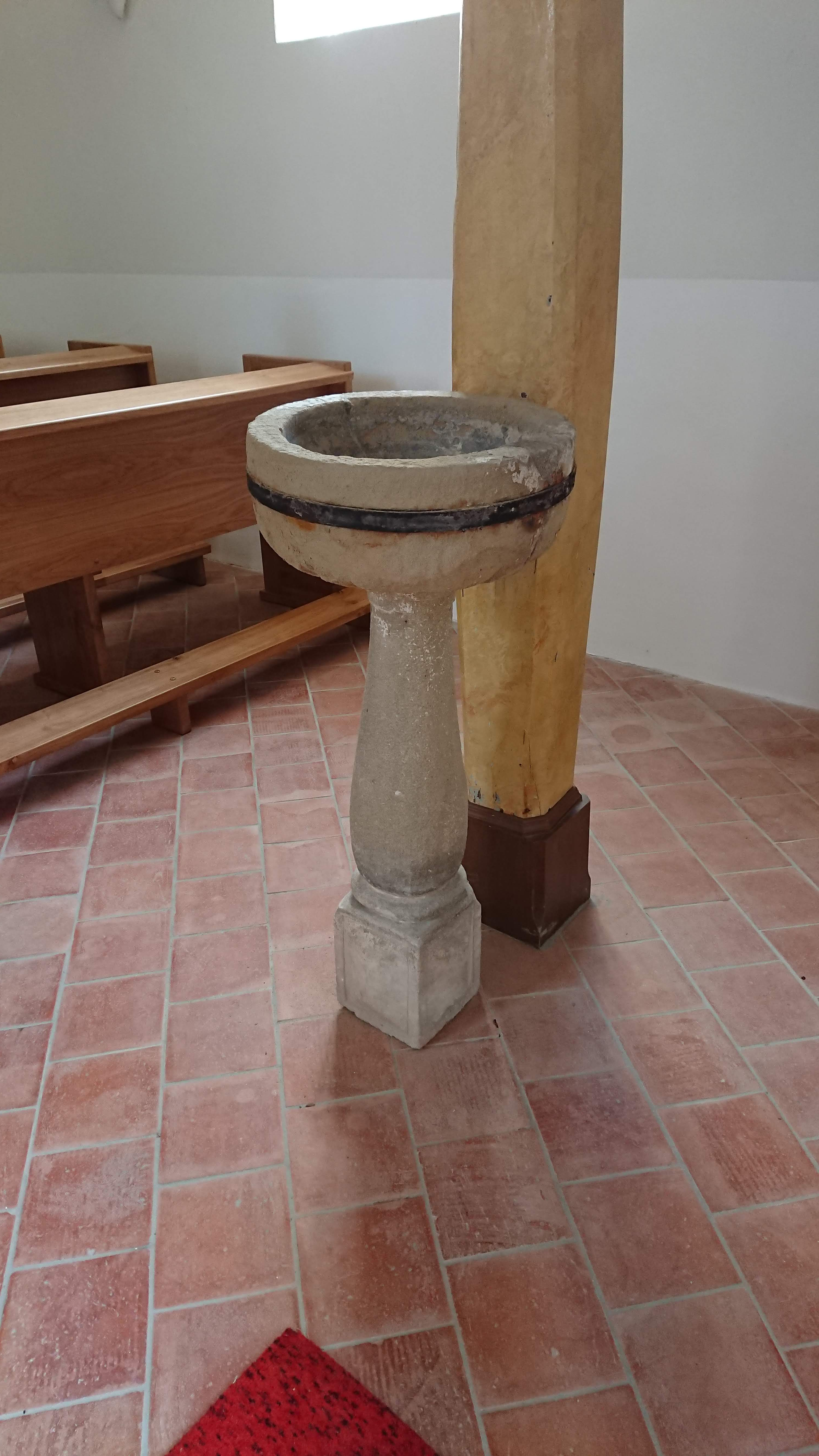
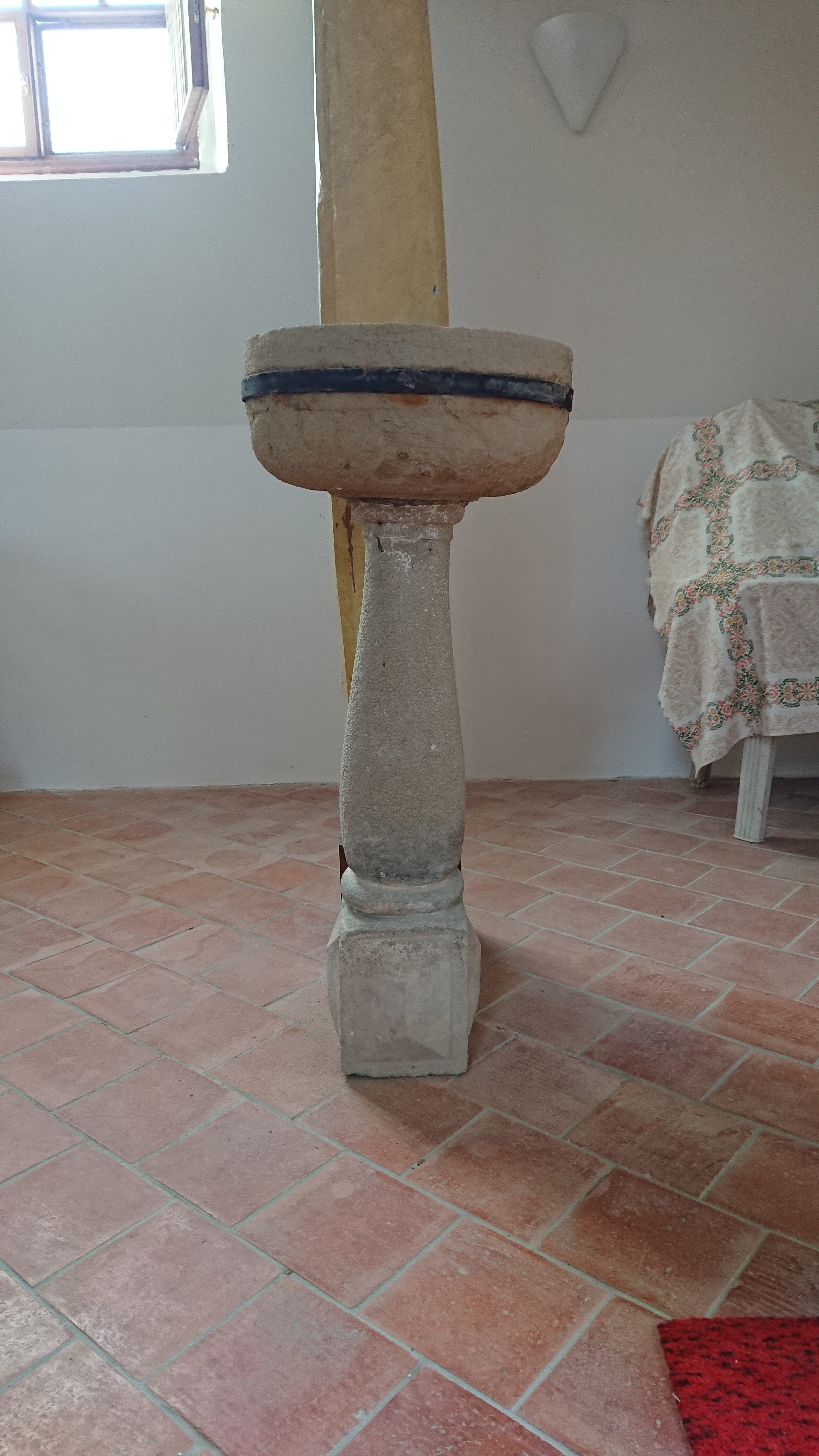

## Sakrální stavby

### Denkova kaplička
Kaple stojící na cestě do Moravského Krumlova mezi domy č. 178 a 183. Vchod je opatřen kovovou mříží, štít je ozdoben na vrcholu křížem a na okrajích koulemi. Uvnitř jsou barvotiskové obrazy, nad oltářem Piety, na levé stěně sv. Josefa s Ježíškem a na pravé straně obraz Marie. V roce 1902 kapli nechala postavit Maria Denková (majitelka gruntu) a vybavit obrazem Bolestné Matky Boží. Kaple byla roku 2017 opravena. 

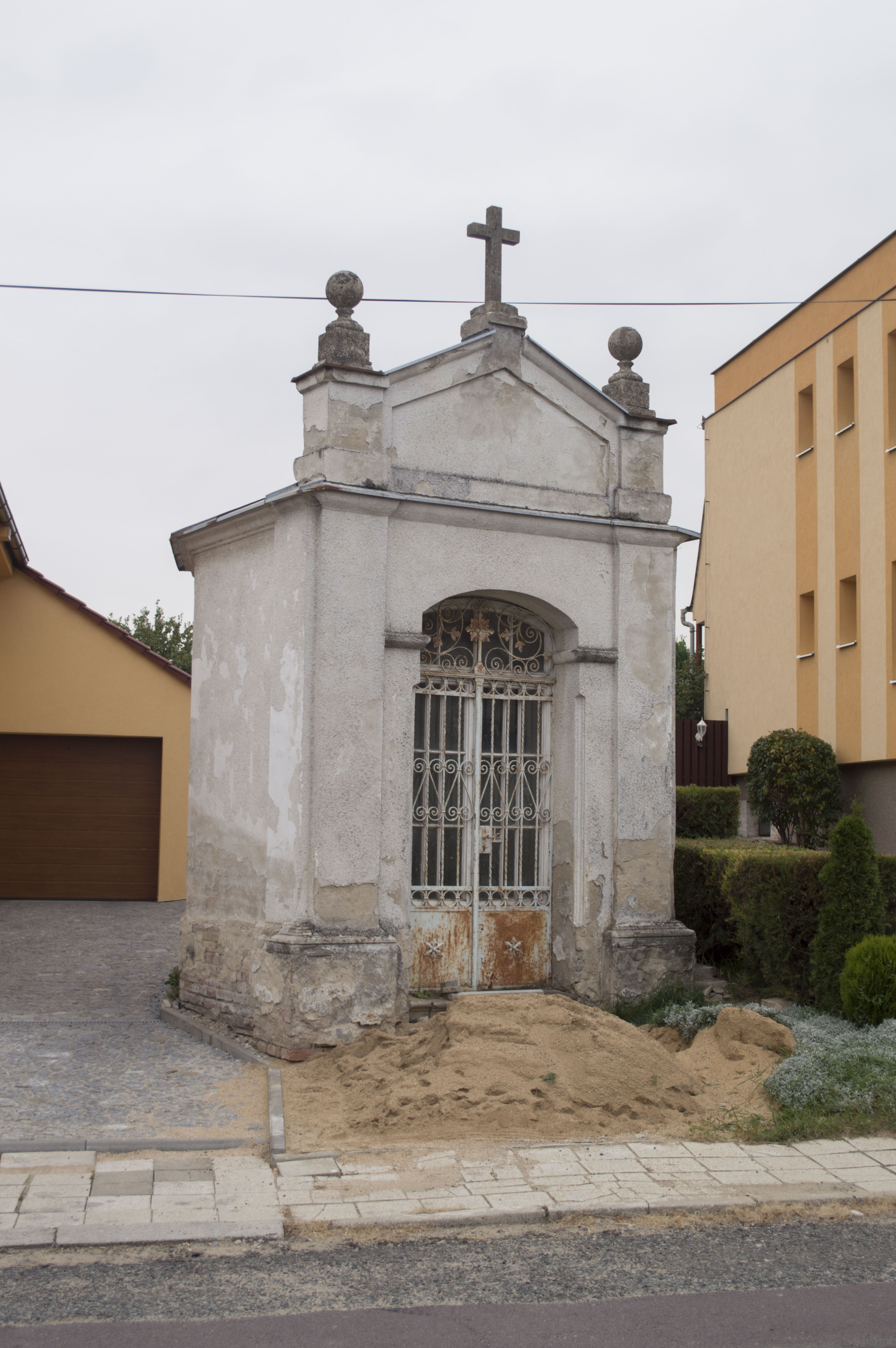
pohled na kapli
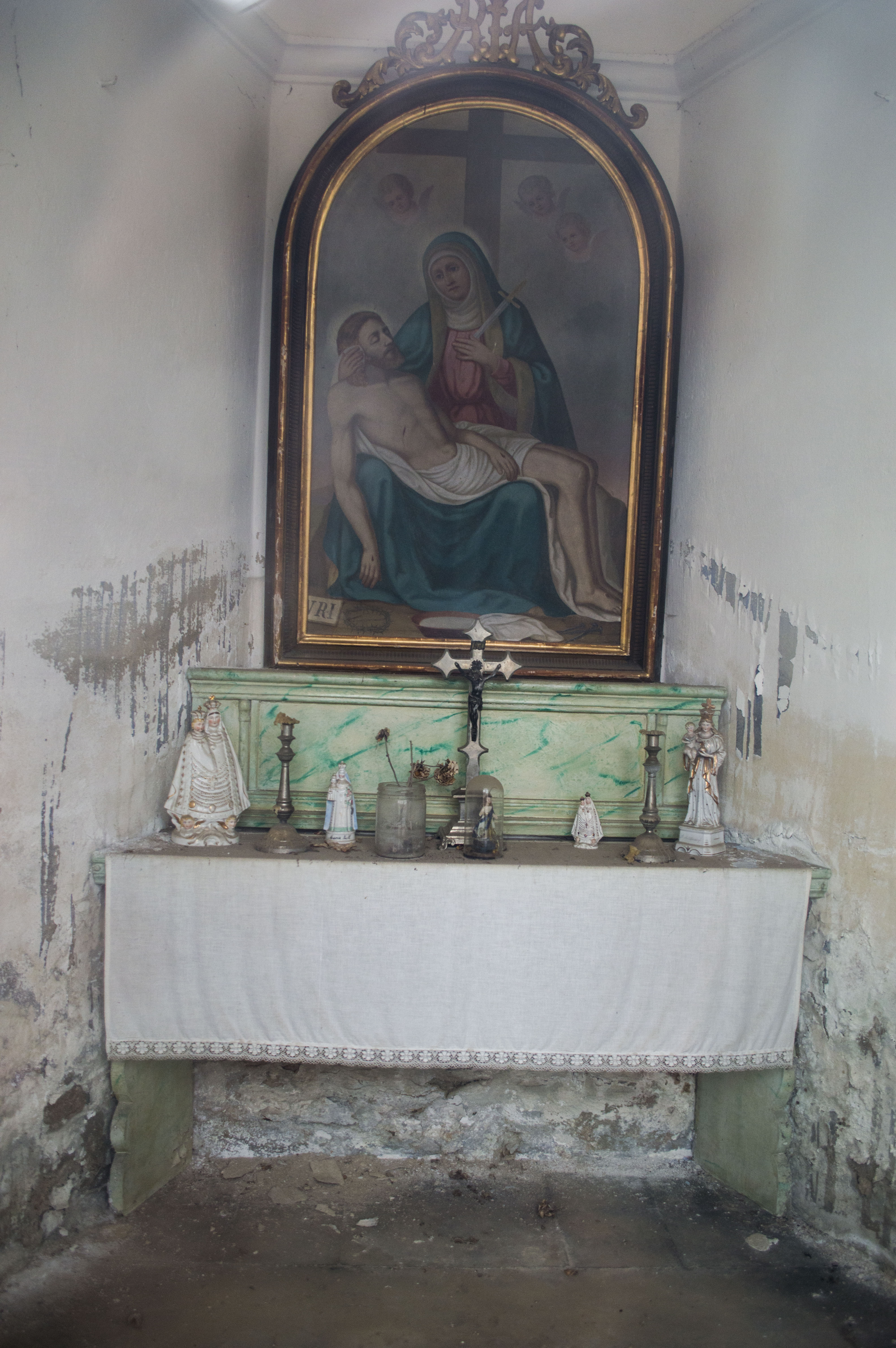
interiér kaple

### Kaple svatého Floriana
Budova stojící před hřbitovem u jeho vchodu. Doba vzniku není známa, doložena je však její existence již v roce 1825 na indikační skice stabilního katastru. Na mapě prvního vojenského mapování z let 1764–1768 se v těchto místech nachází sakrální stavba, může se jednat o tuto kapli. Uvnitř kaple je obraz ve výklenku, dva kříže ve skleněné báni, dva kamenné sloupky s květináči, malá socha a velká socha Panny Marie v papírové klenbě. Kaple je klenuta křížovou klenbou.

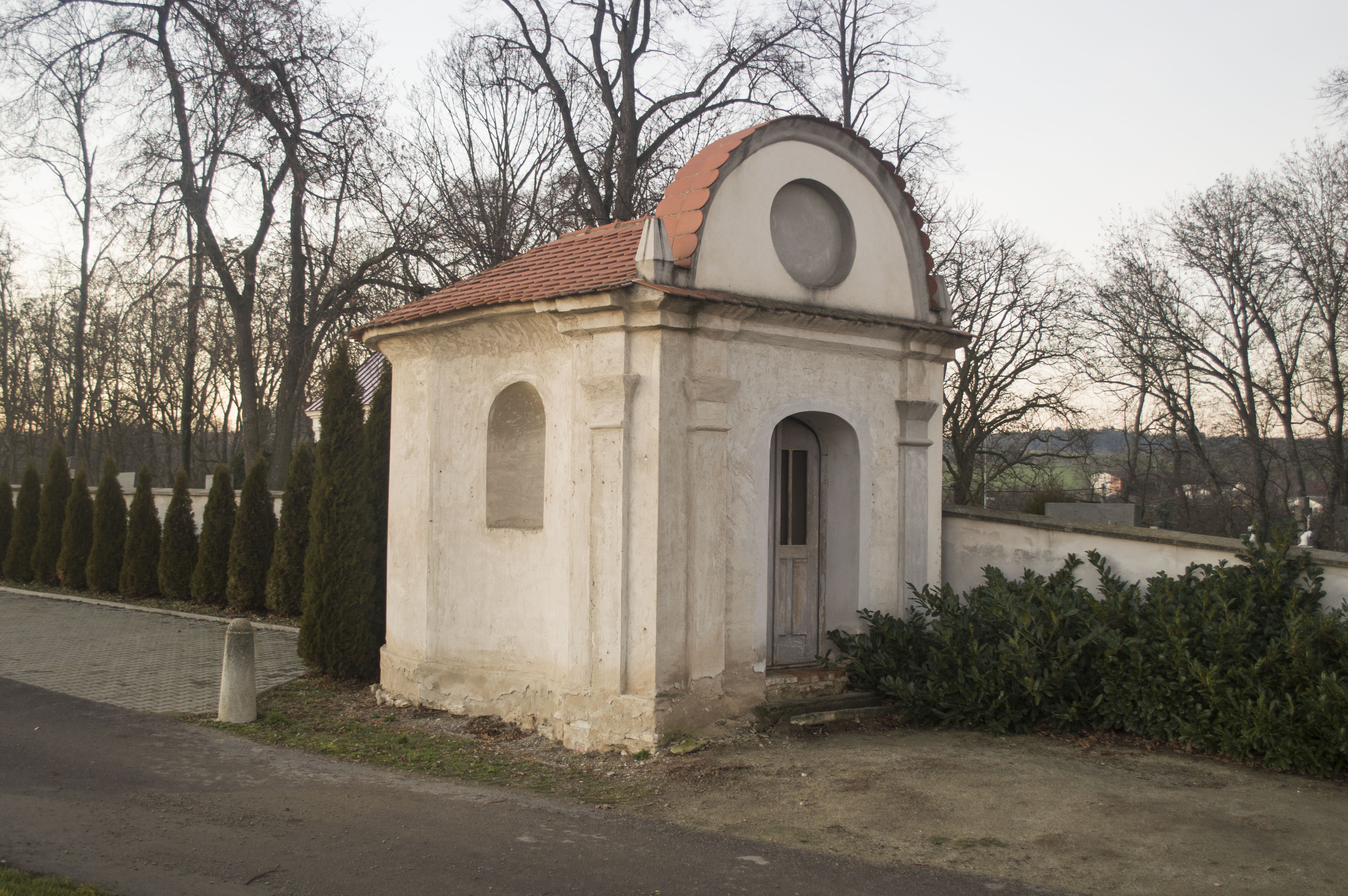
pohled na kapli
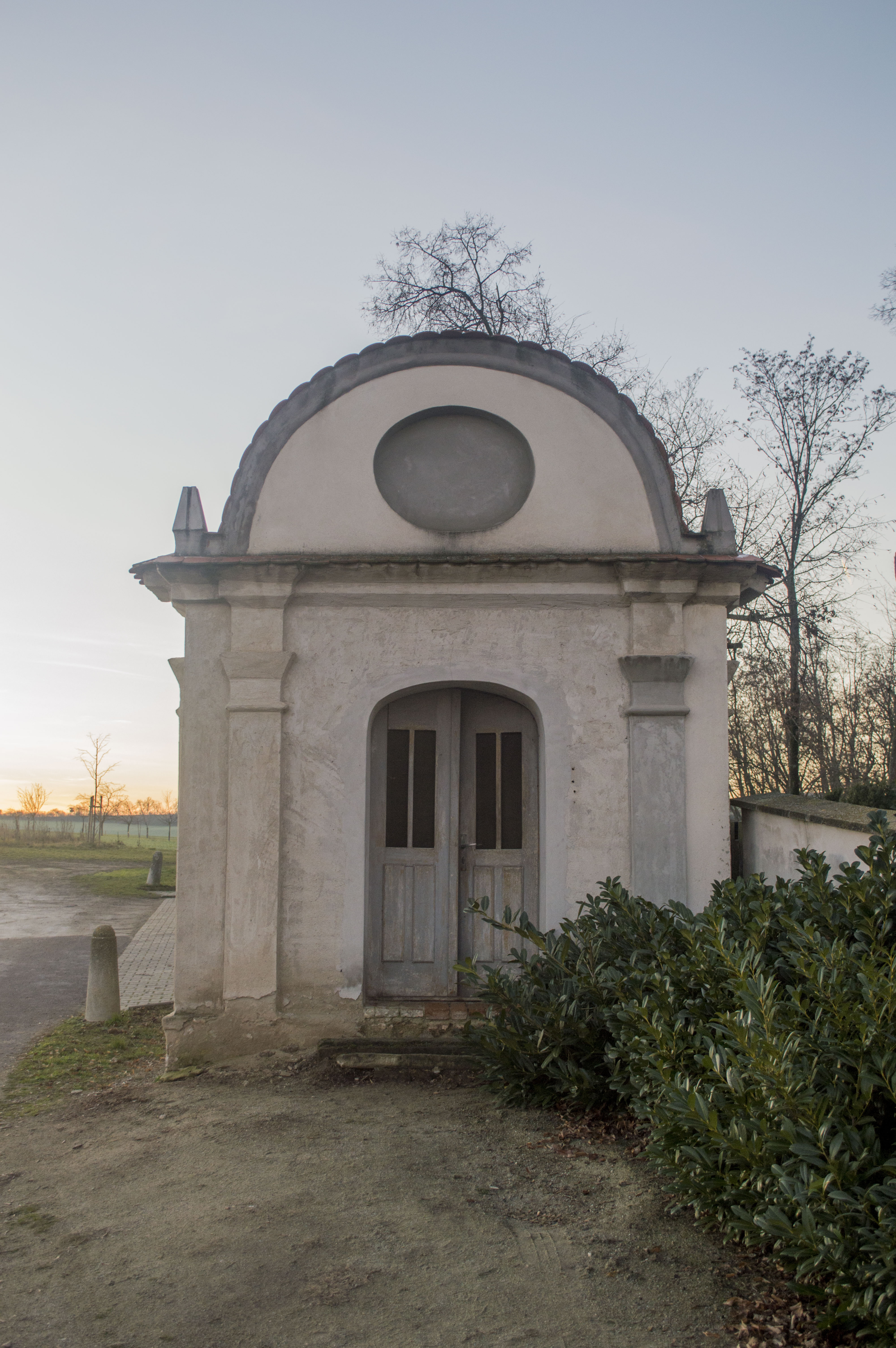
čelní pohled
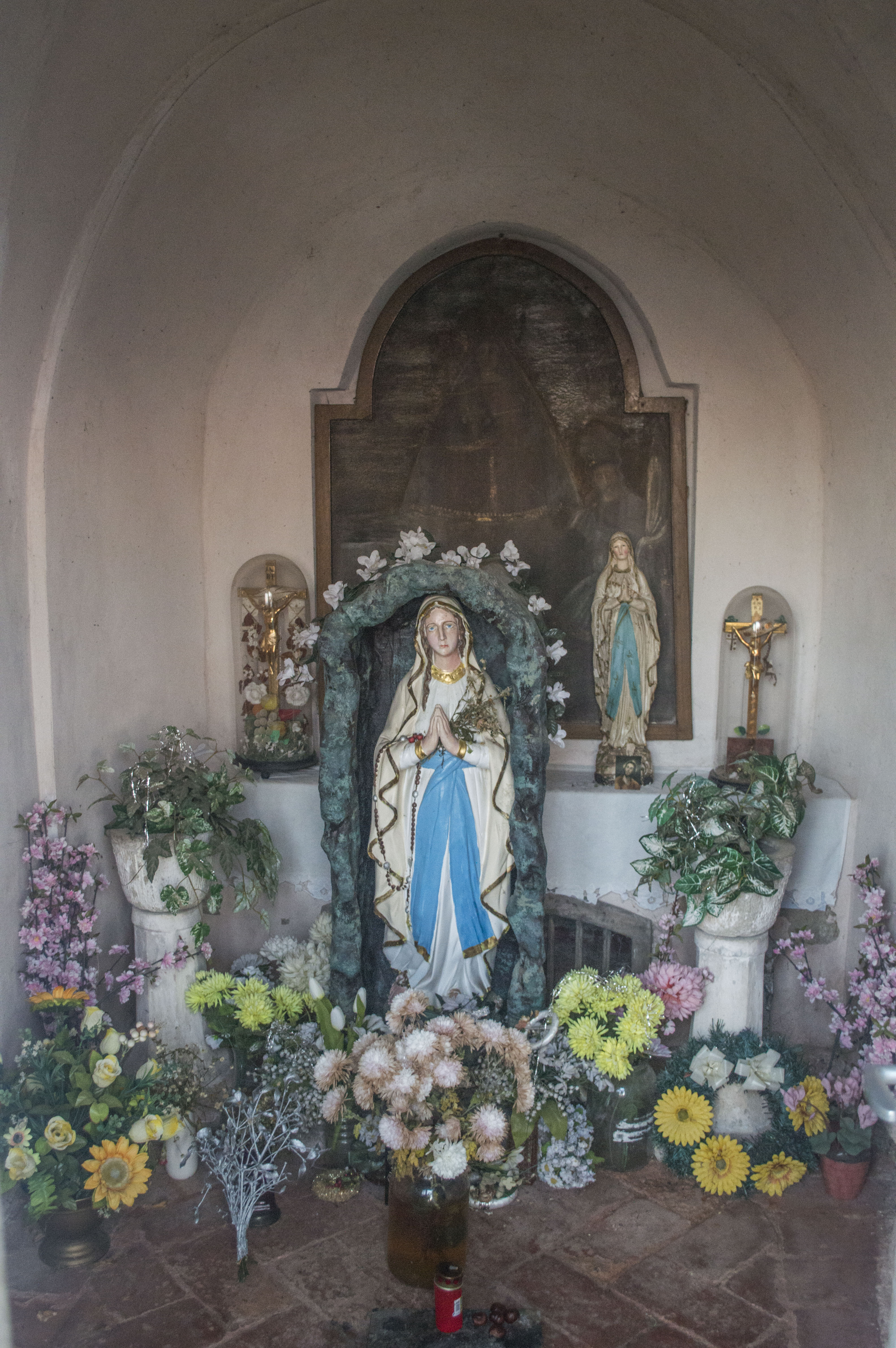
interiér kaple
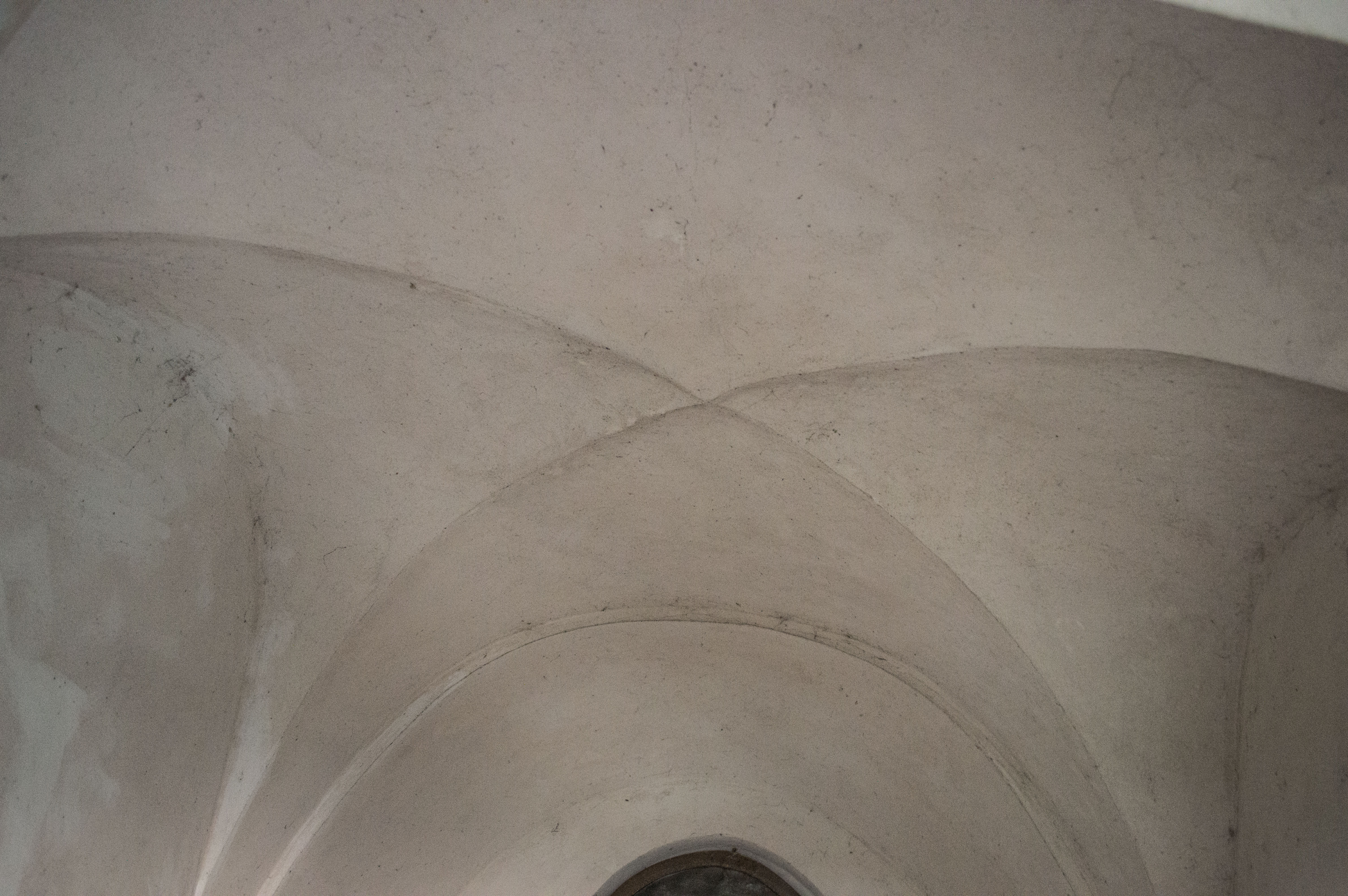
klenba
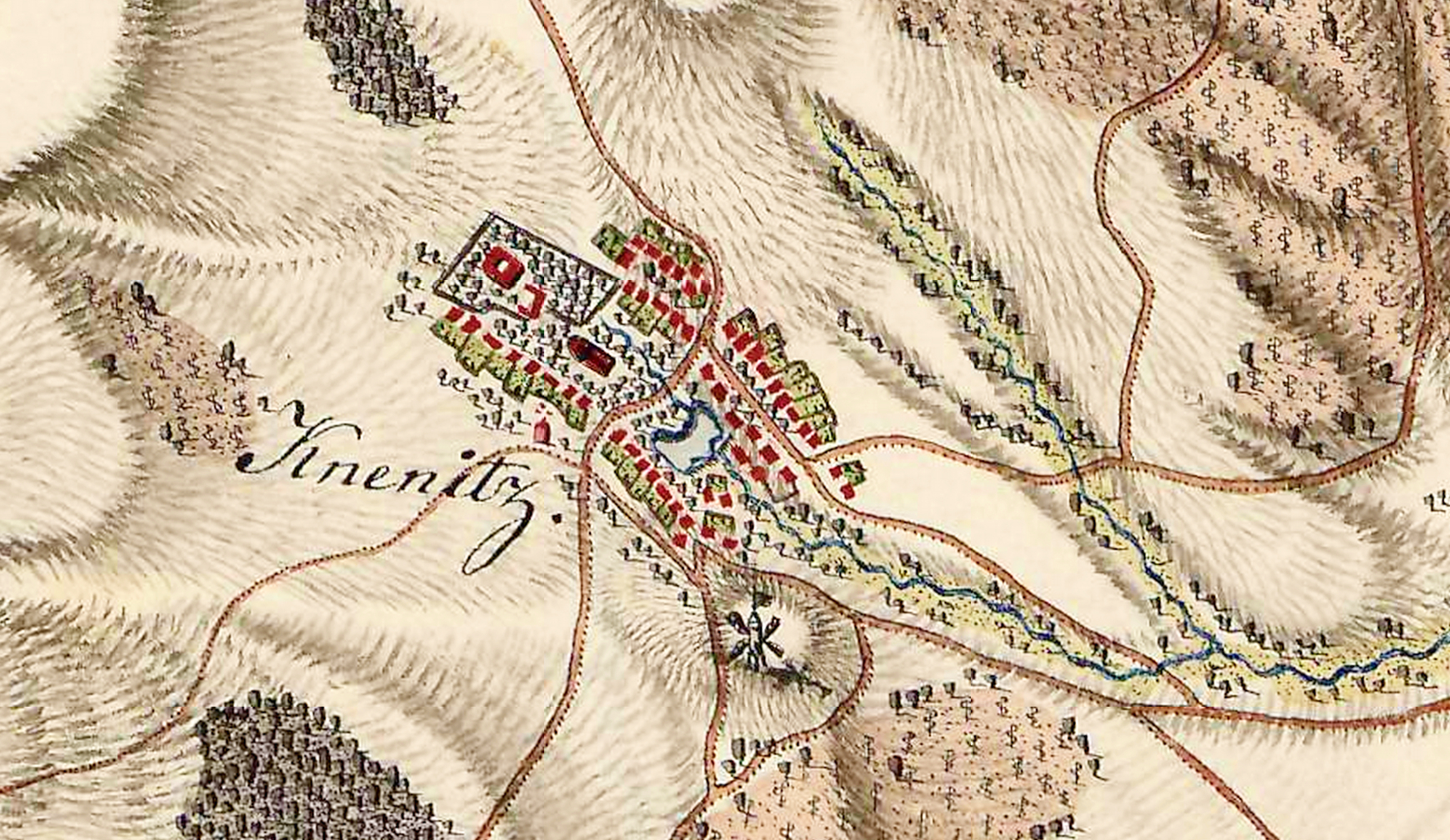
Knínice na mapě 1. vojenského mapování

### Kaplička svatého Urbana
Malá kaplička stojící poblíž sochy sv. Marka, asi 850 metrů východně od centra obce. Stavbu realizoval místní vinařský spolek v roce 2016, která byla 17. 9. 2016 posvěcena. V okolí bylo postaveno ohniště a posezení ze starého vinařského sudu.

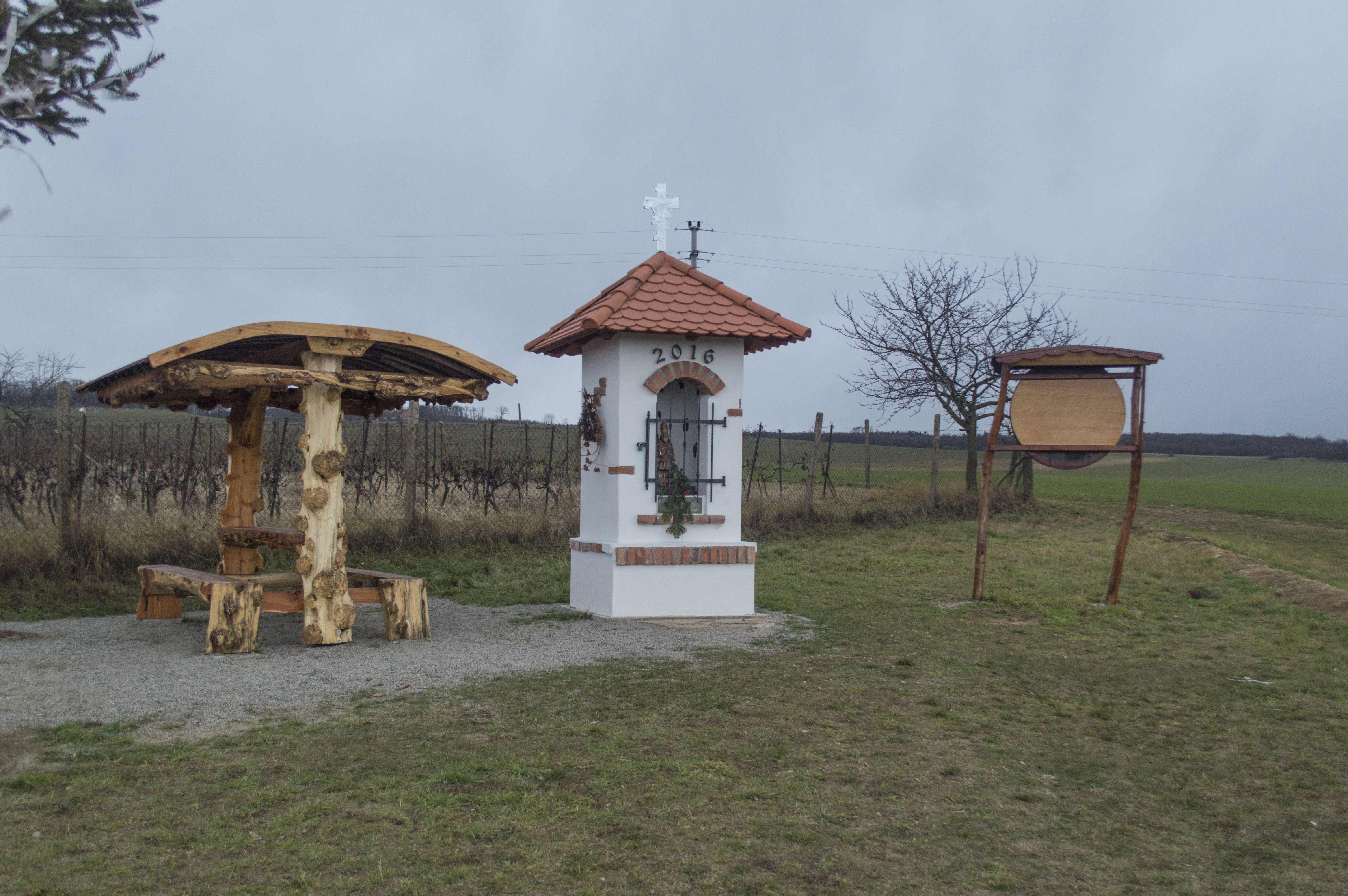
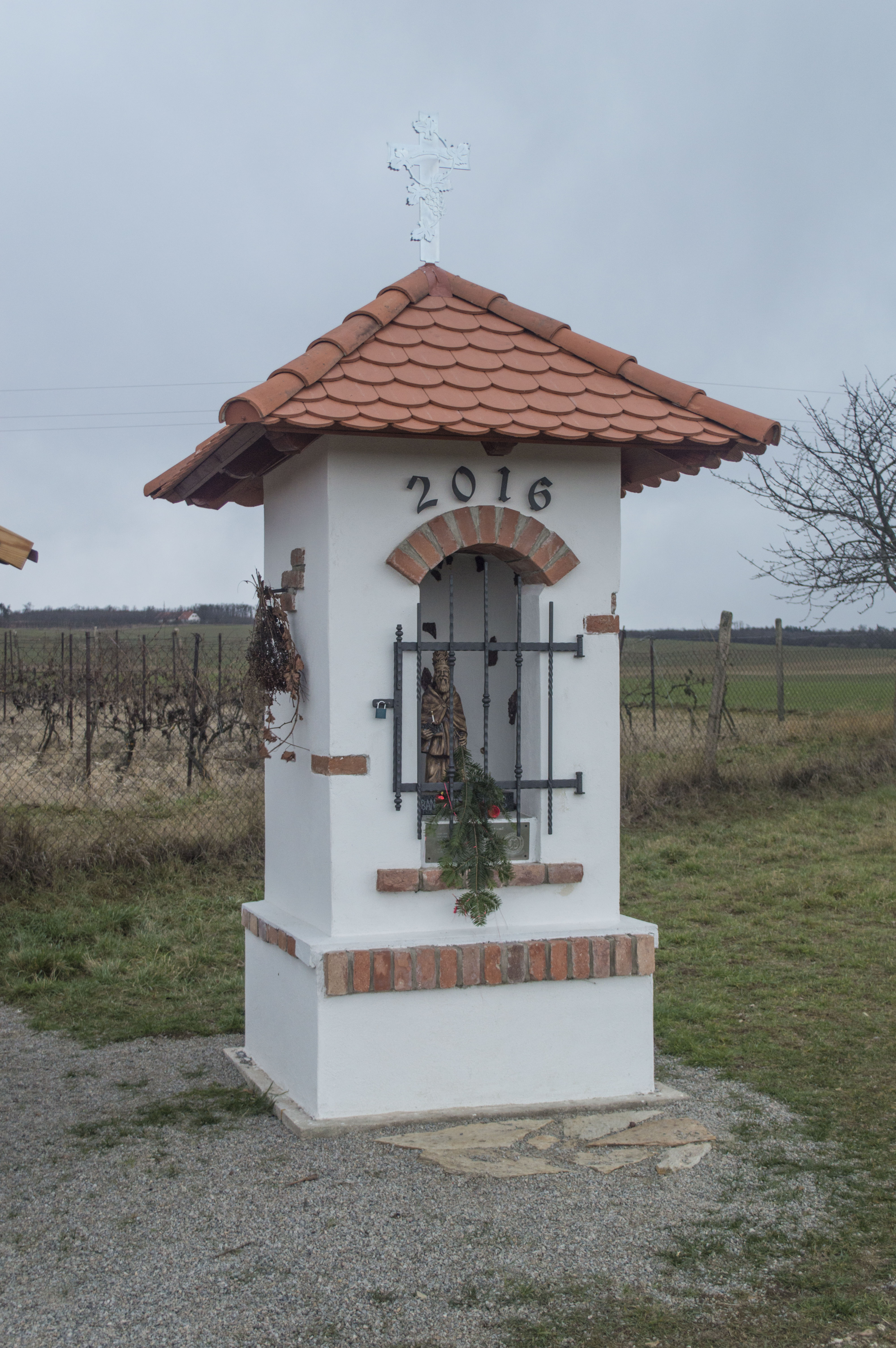
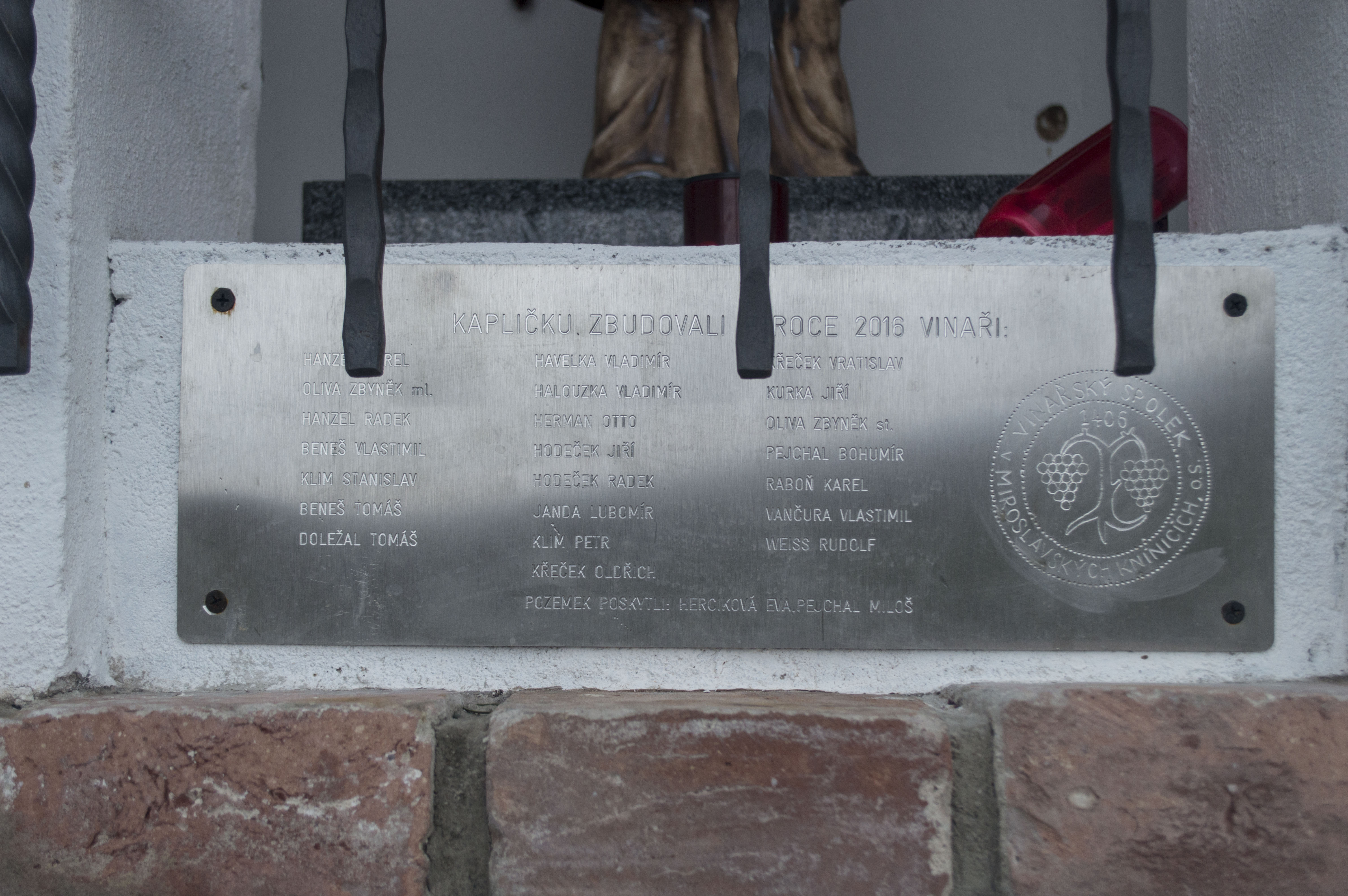

## Pohřební stavby a hroby

### Rodinná hrobka Schustlerů a Scholzů
Neogotická hrobka, ve které jsou pohřbeni vlastníci velkostatku a zámku: Moritz Scholz (1856–1895), Hermina Schustler (1861–1941), Gabriele Schustler (1900–1911), Johann Gurniak (1818–1887), Emilie Gurniak (1828–1907). Obec roku 2015 nechala hrobku zrekonstruovat.

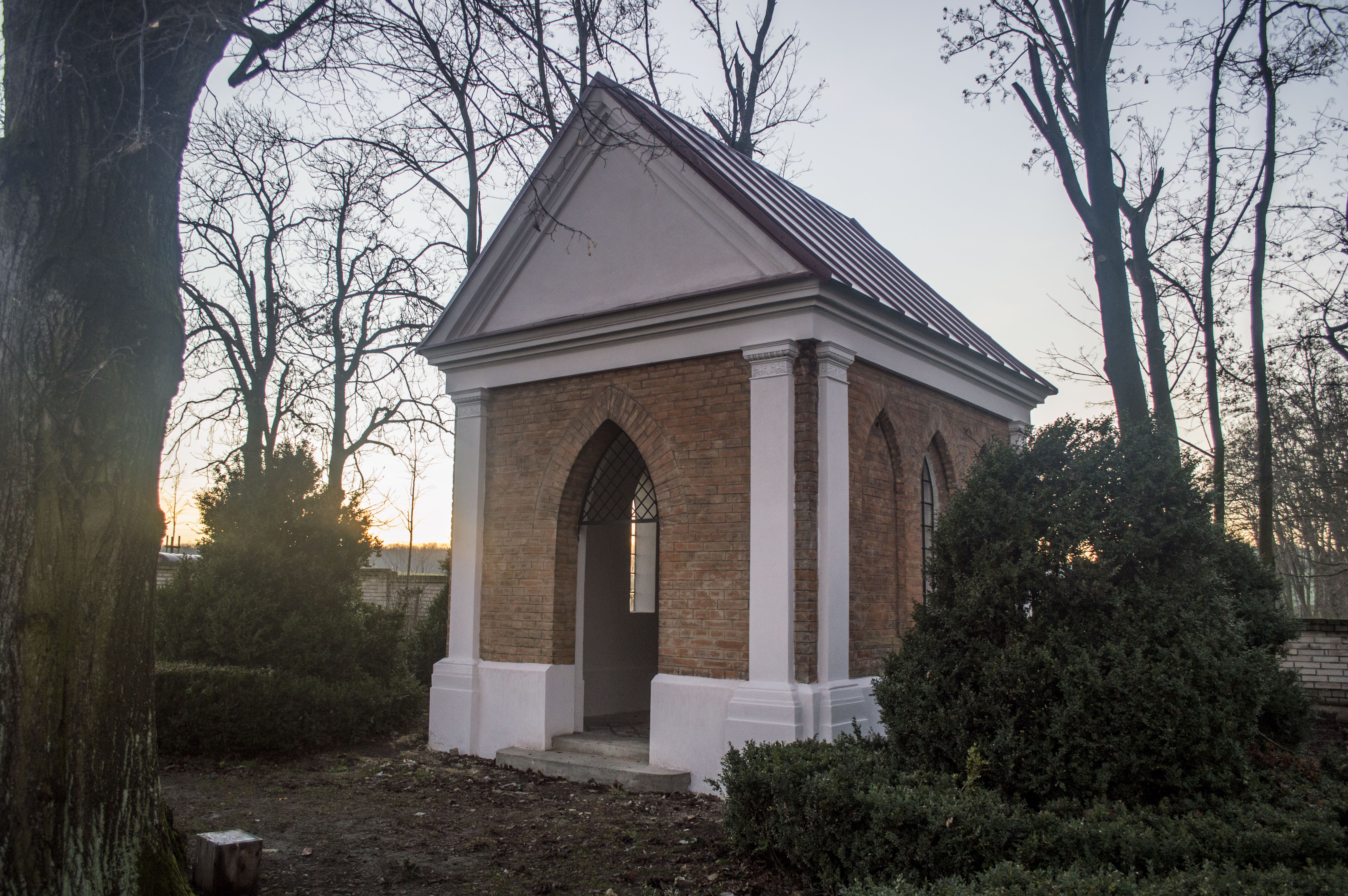
pohled na kapli (po rekonstrukci)
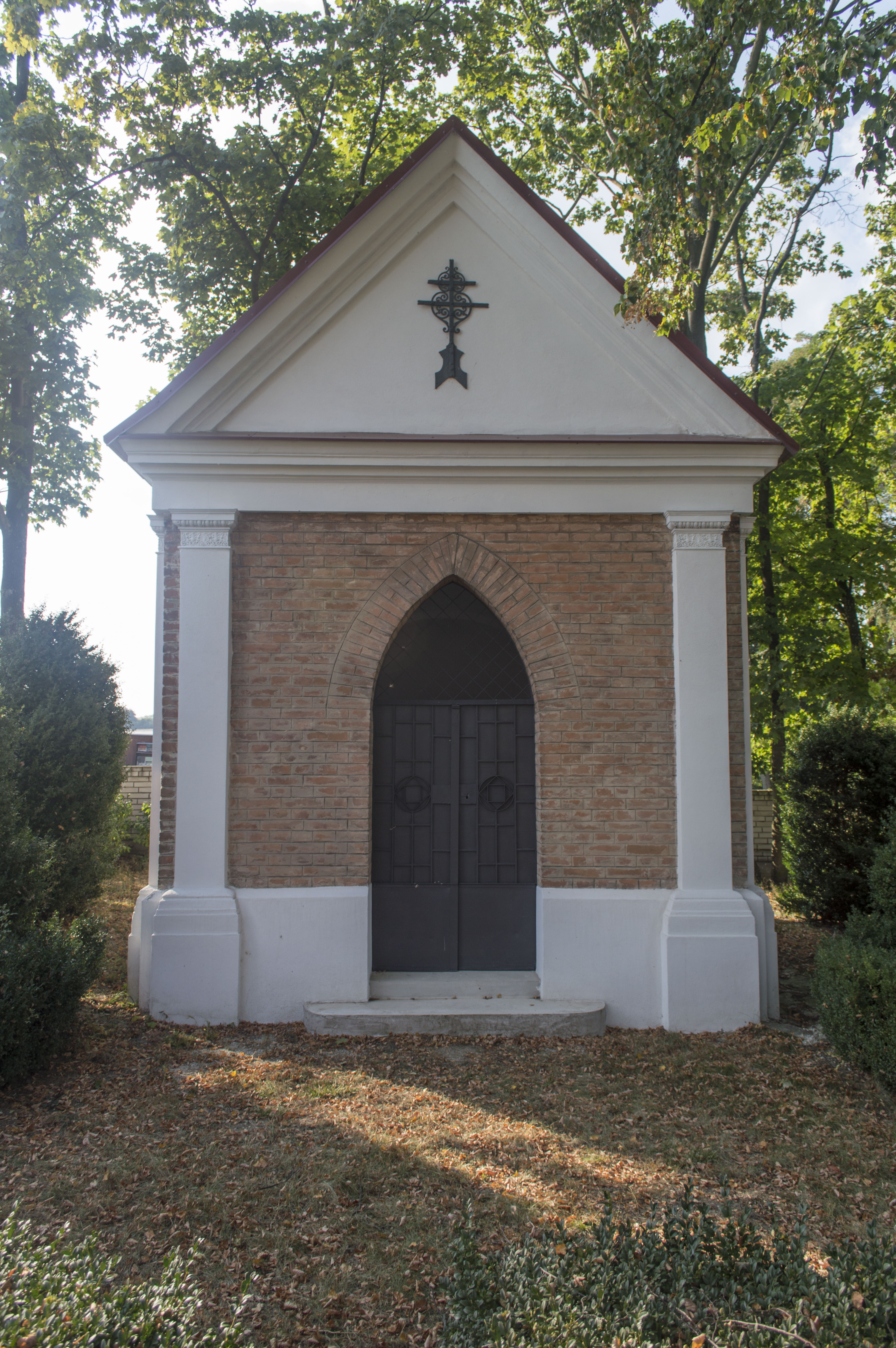
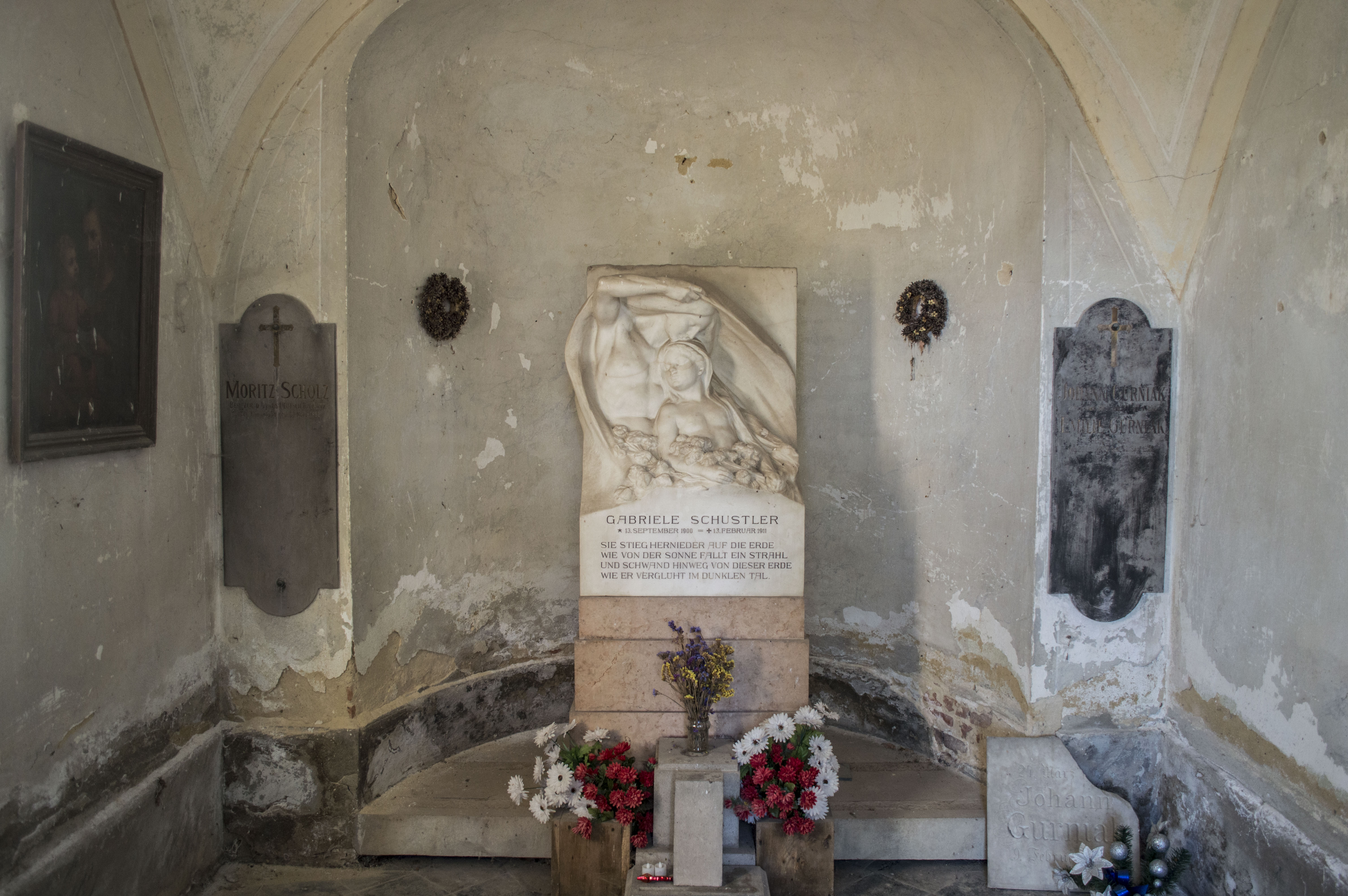
interiér kaple
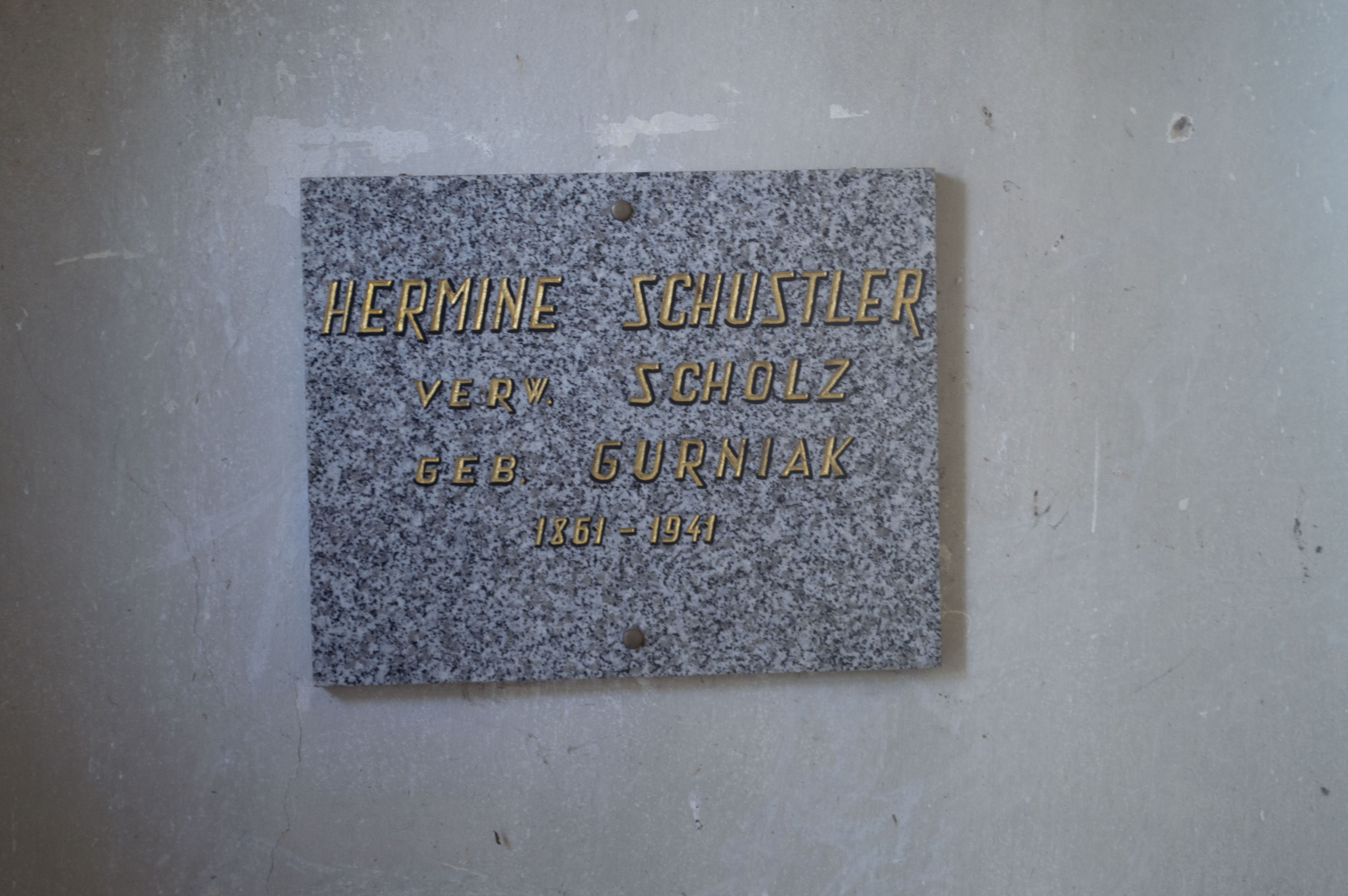
Náhrobek Hermíny Schustler
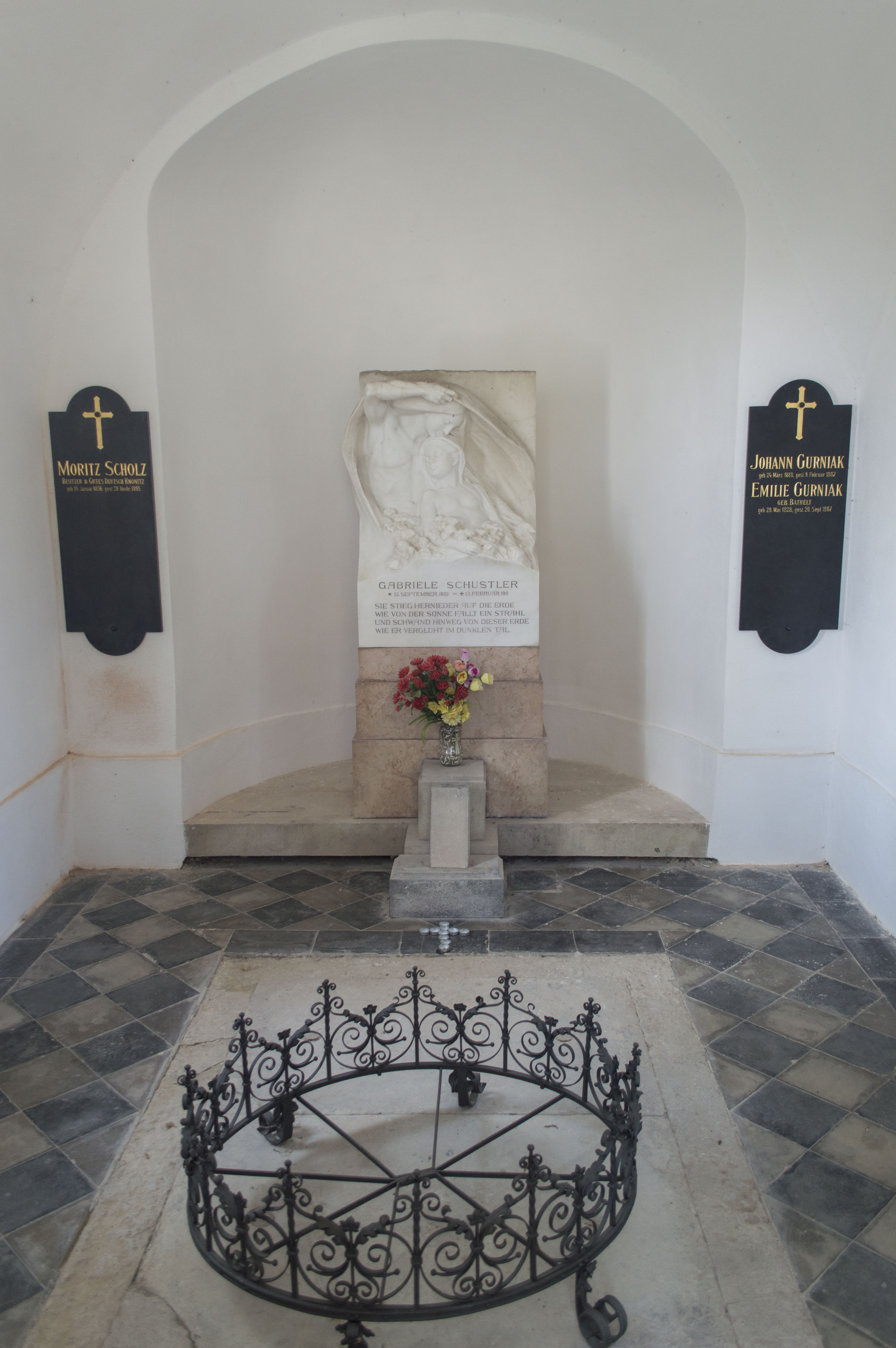
Interiér po opravě

### Náhrobek Alžběty Bartenstein
Neogotický náhrobek Alžběty von Bartenstein rozené Roden von Hirzenau (29. ledna 1776–13. června 1844), vdovy majitele panství, který se nachází na hřbitově. Náhrobek je poškozen, avšak roku 2016 byl povrch kamene zakonzervován.

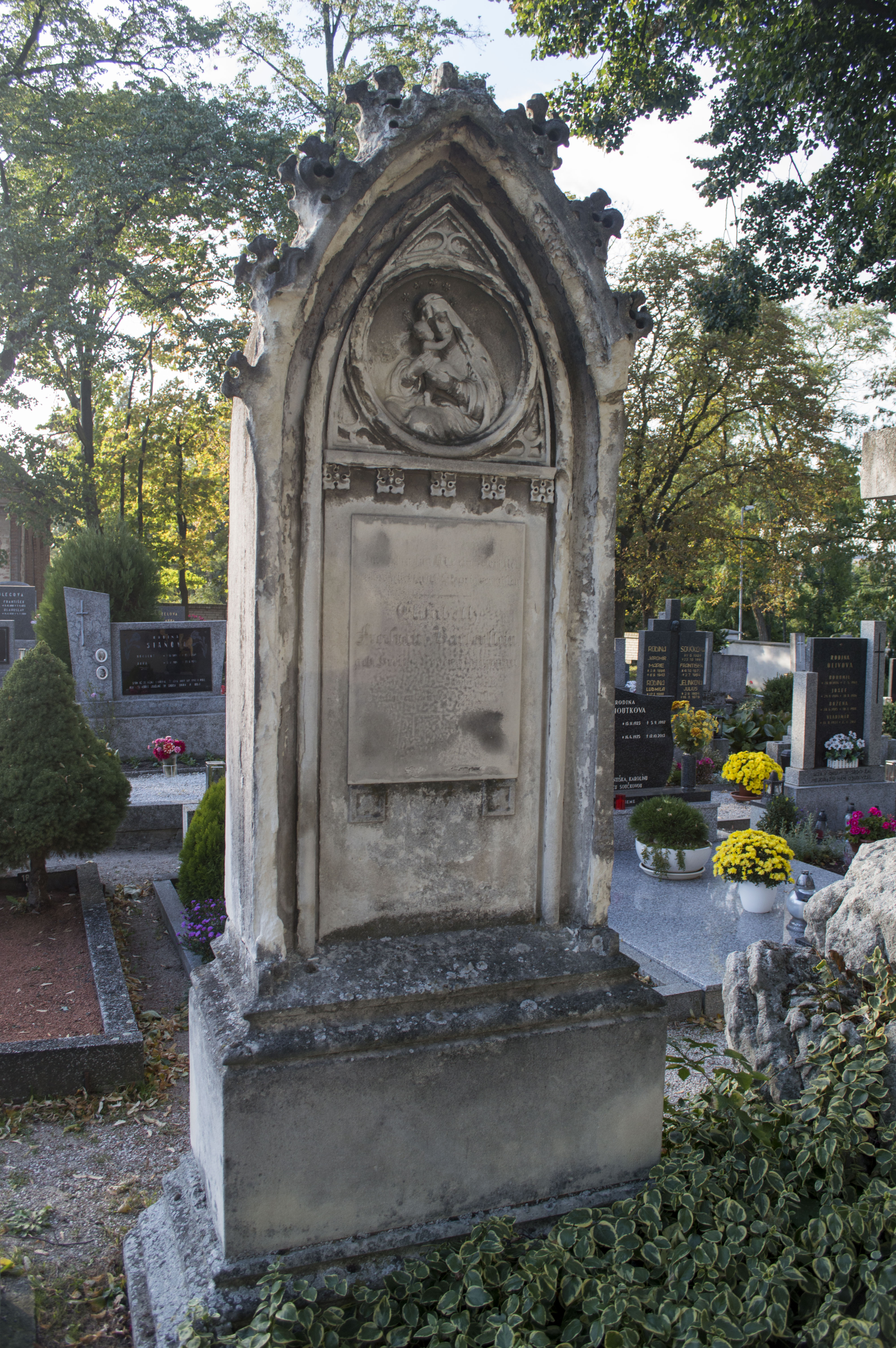
Před opravou
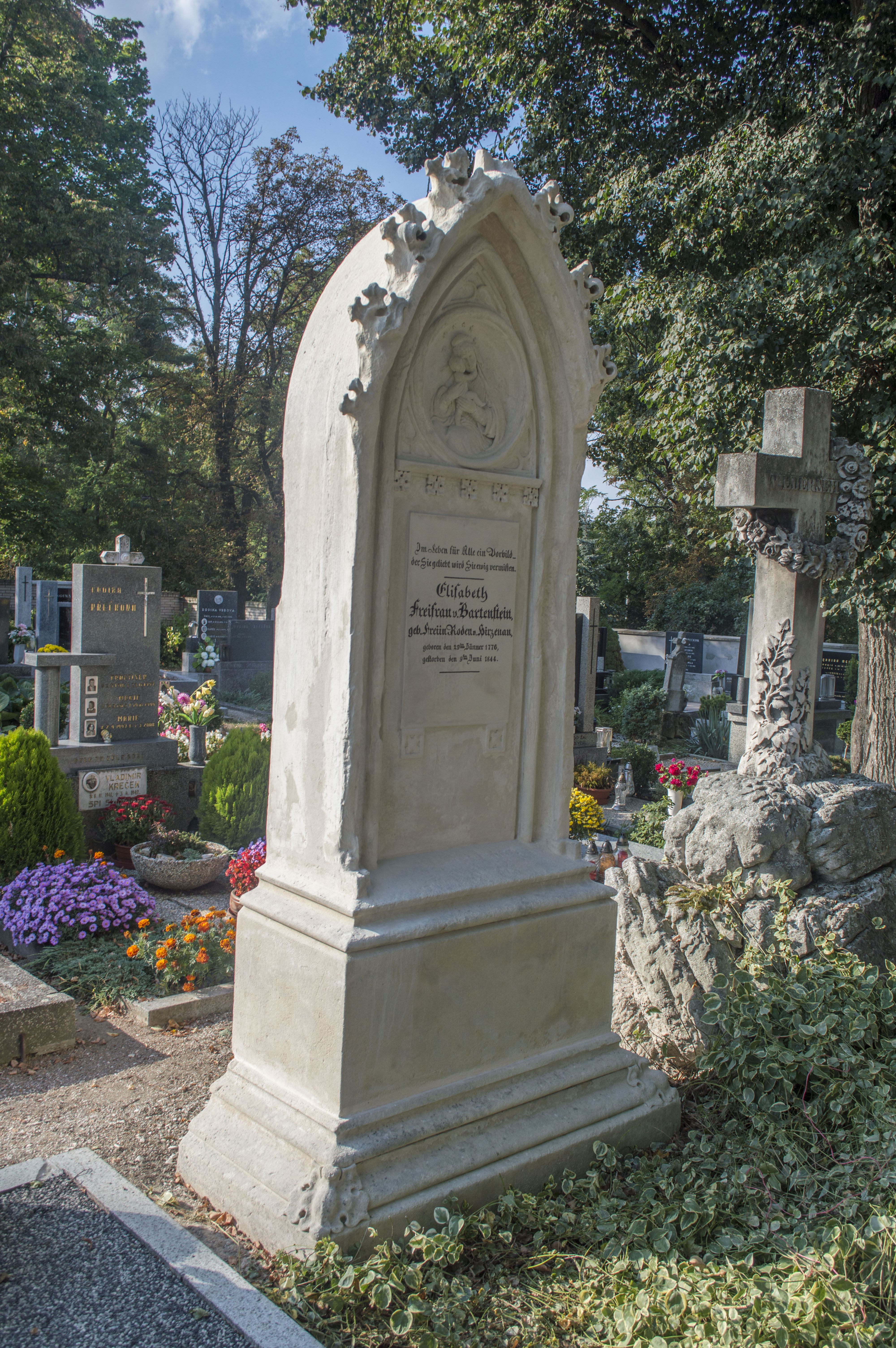
Pomník po opravě
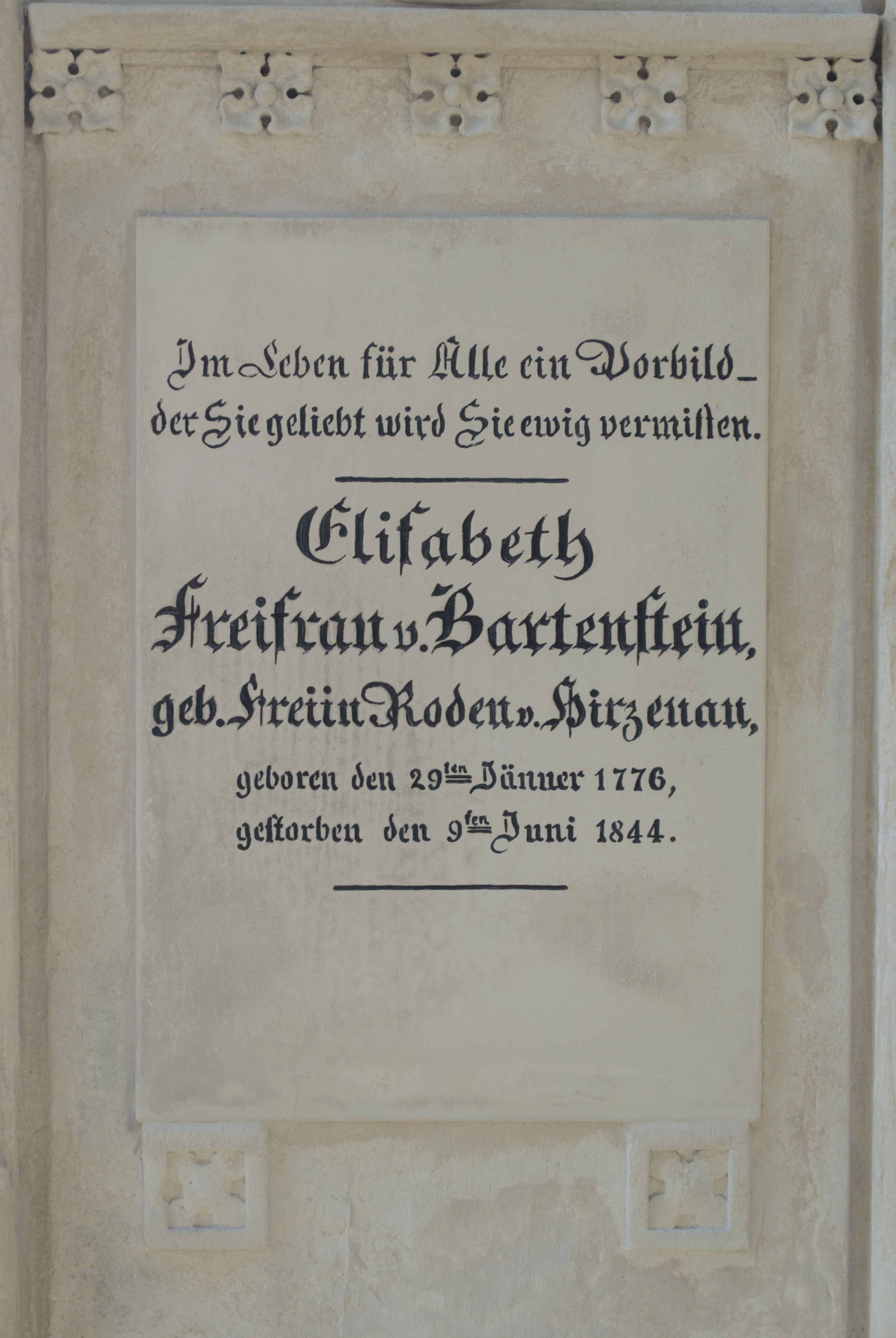
Nápis
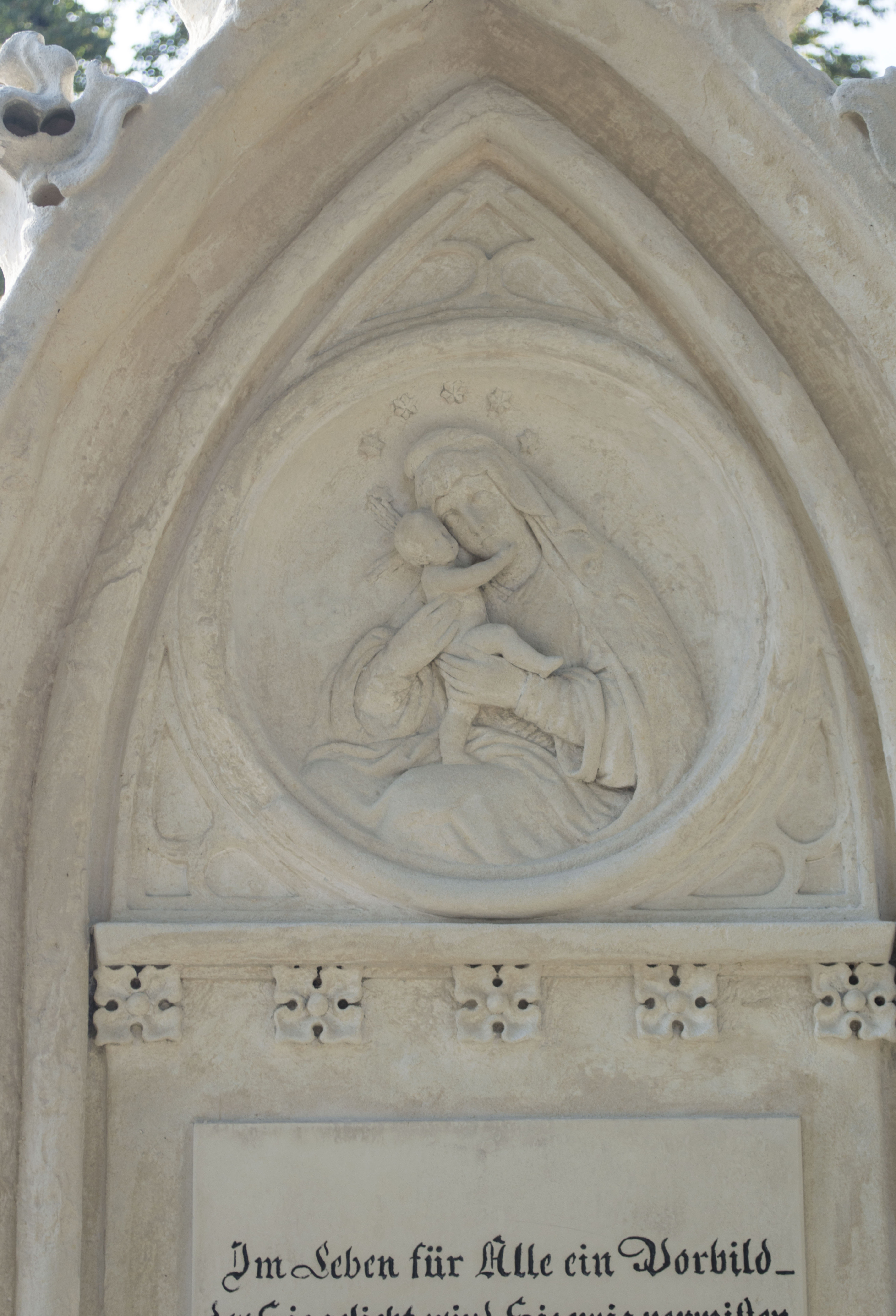
Detail reliéfu

### Memoriální kříž rodu Bartensteinů
Kamenný kříž s věncem a podstavou ve tvaru skály nacházející se na hřbitově. Pravděpodobně upomíná vymření posledního šlechtického rodu, který vlastnil místní zámek, se smrtí jeho posledního člena Arnošta von Bartensteina, který zemřel v roce 1866 stejně jako jeho otec Josef. Kříž byl očištěn a konzervován.

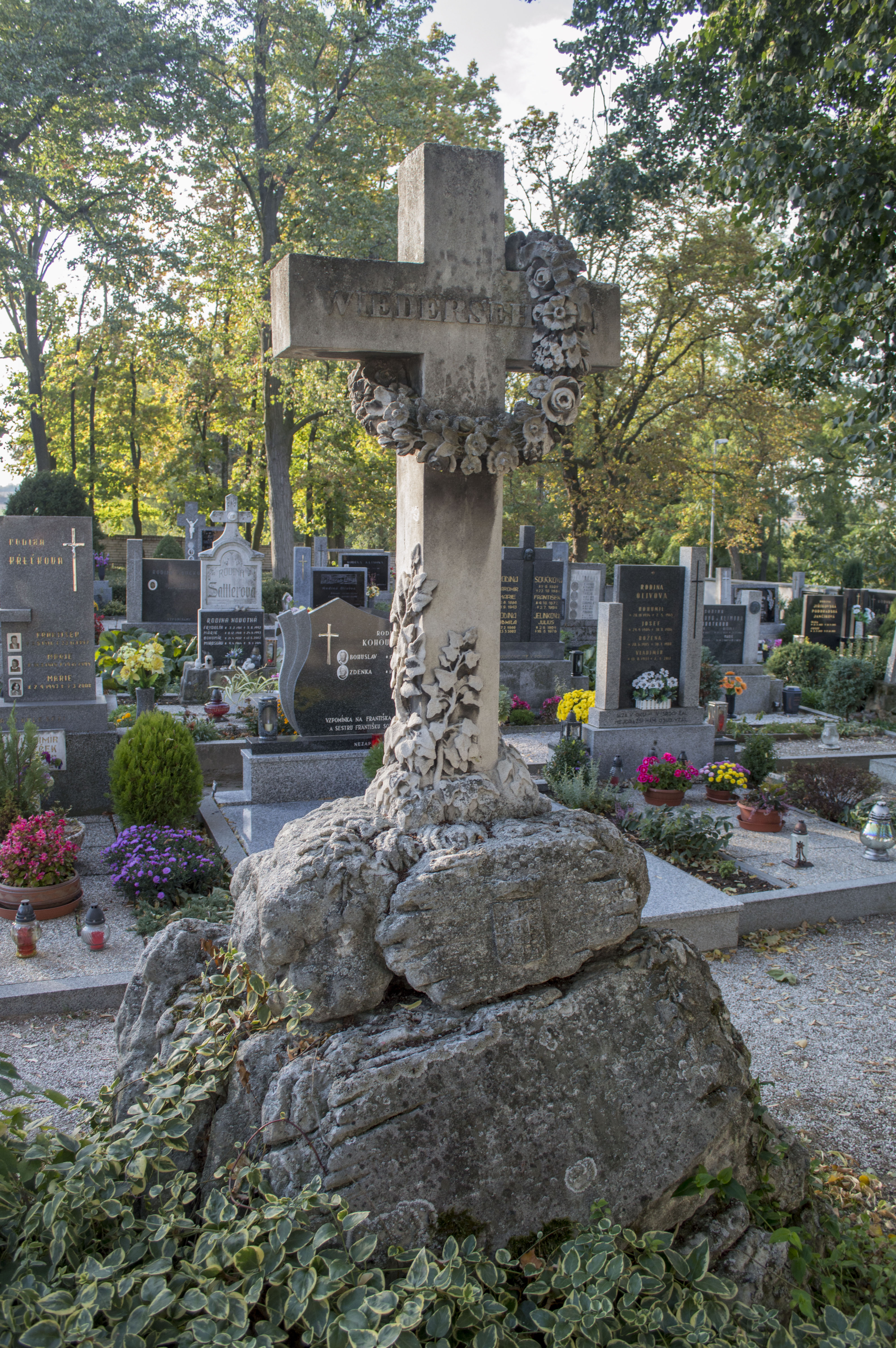
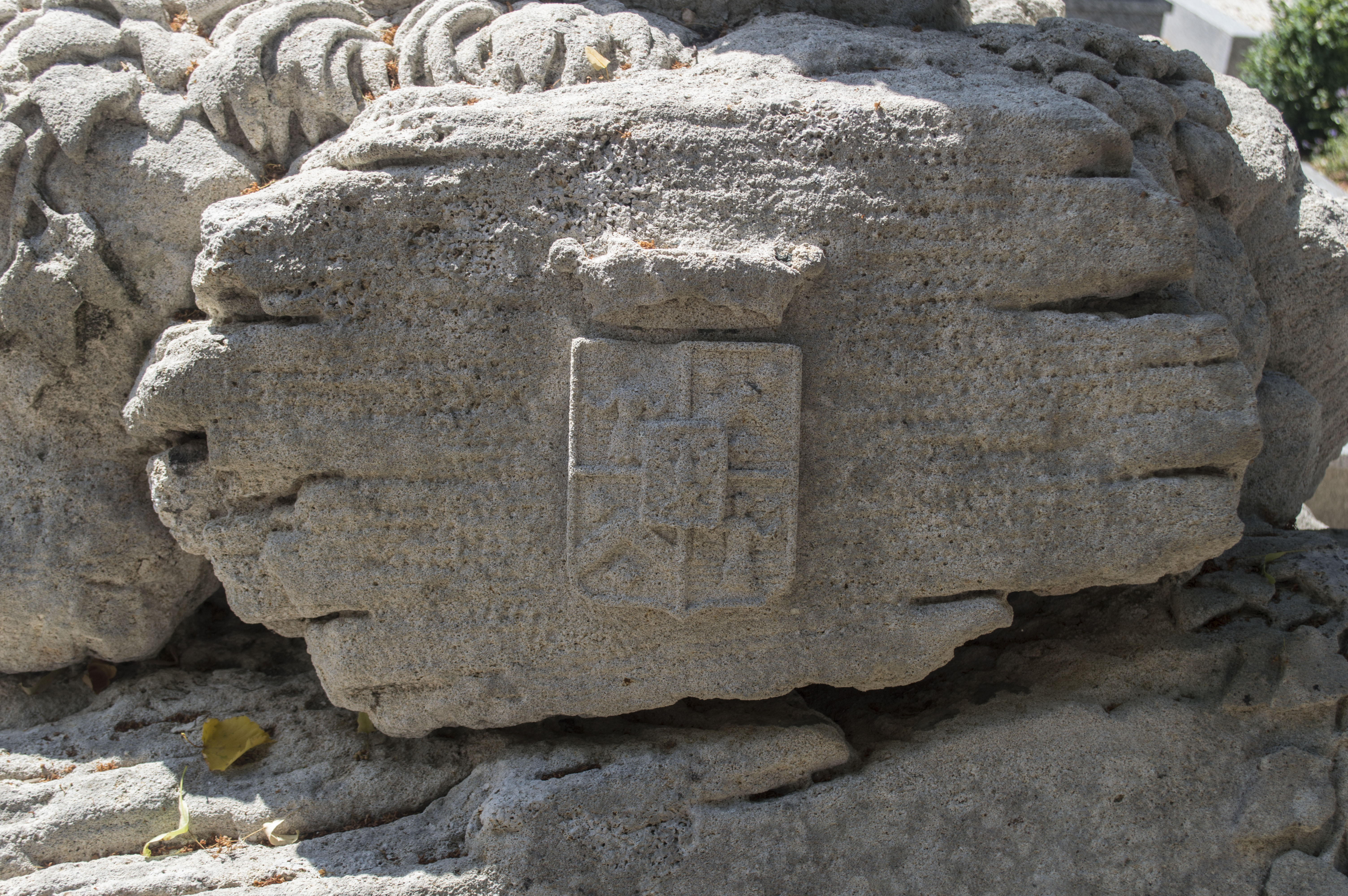
Detail erbu
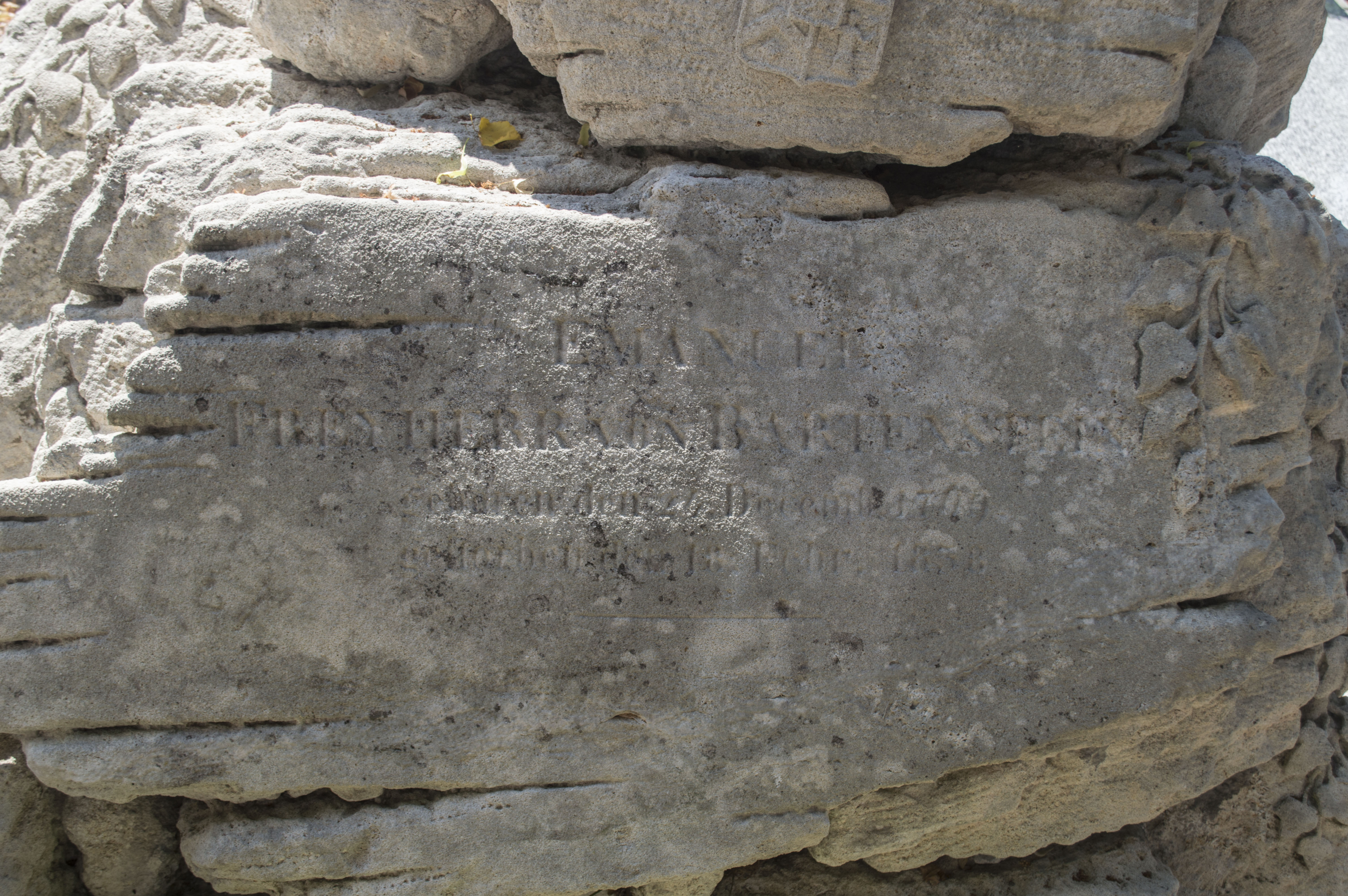
Nápis

### Pomník Jana a Marie Barteinsteinů
Kamenný empírový náhrobek s břidlicovou deskou s nápisy. Johann Nepomuk von Bartenstein (29. května 1771, Vídeň – 13. června 1843, Baaden) a Maria von Bartenstein roz. von Keefs (4. října 1773, Vídeň – 10. července 1842, Vídeň).

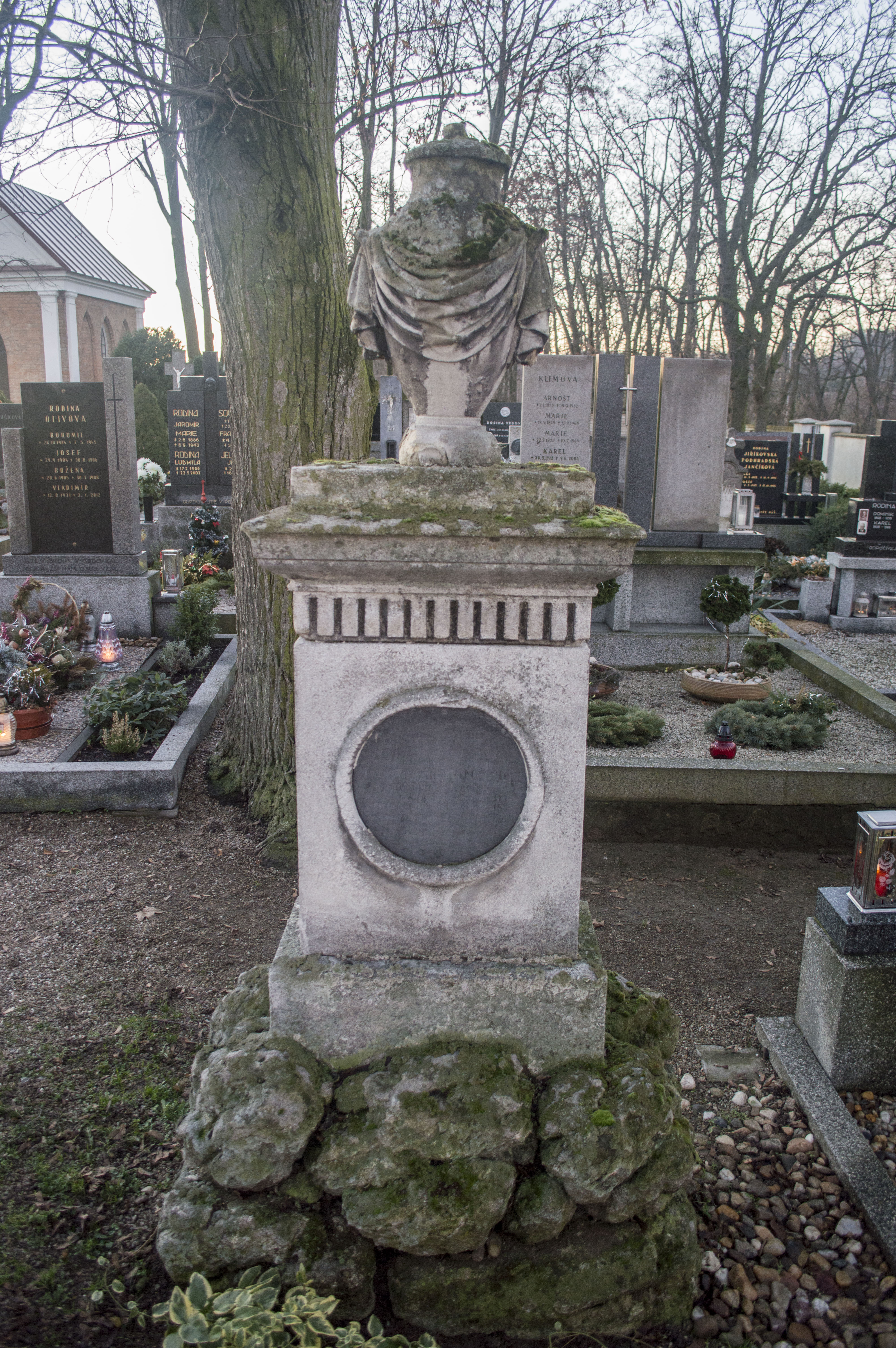
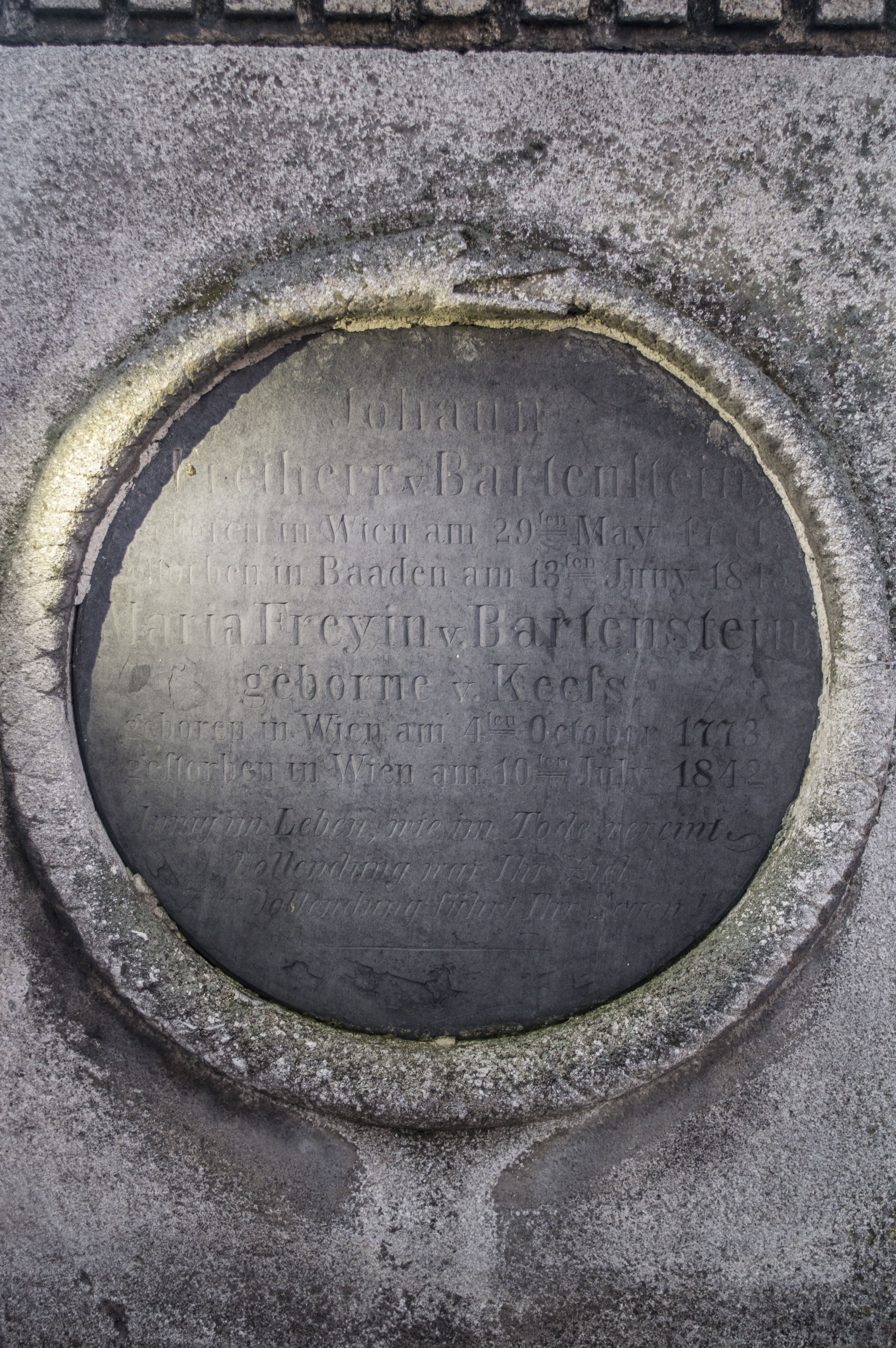
detail desky

## Kříže a pomníky

### Pomník obětem 1. světové války
Pomník obětem první světové války nacházející se na kraji návsi před domem č. 114. Tvoří jej socha vojáka tisknoucího k sobě děvčátko, za niž je náhrobek s fotografiemi a jmény padlých. Do vršku náhrobku je vytesána helma. Na podstavci sochy je nápis: „Naším padlým vojínům věnují spoluobčané. 1914–1915“. Vlevo od pomníku je malý pomník se jmény padlých ve druhé světové válce. Pomník byl v roce 2015 restaurován Alexandrem Kozlovem.

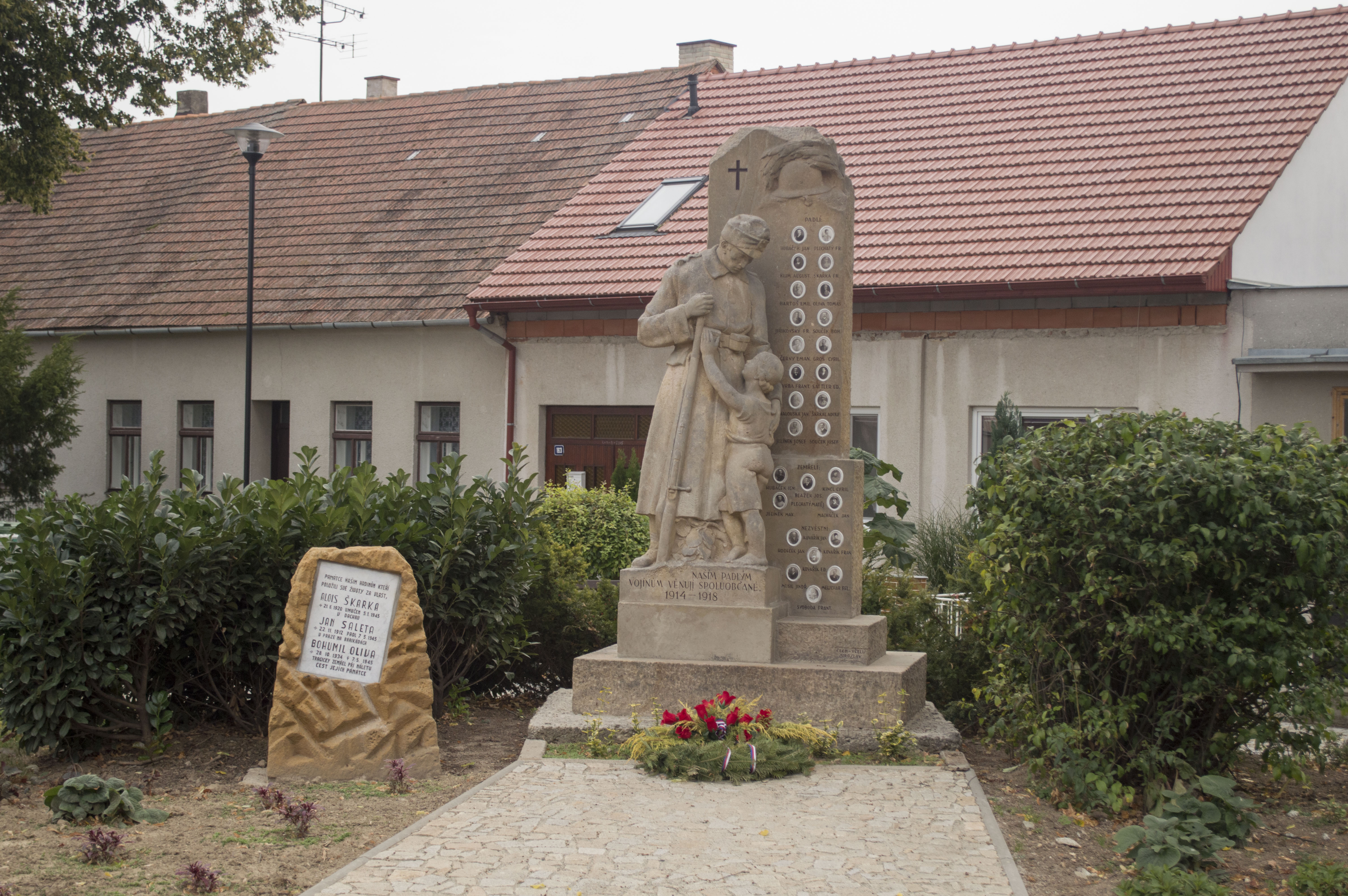
celkový pohled na pomníky
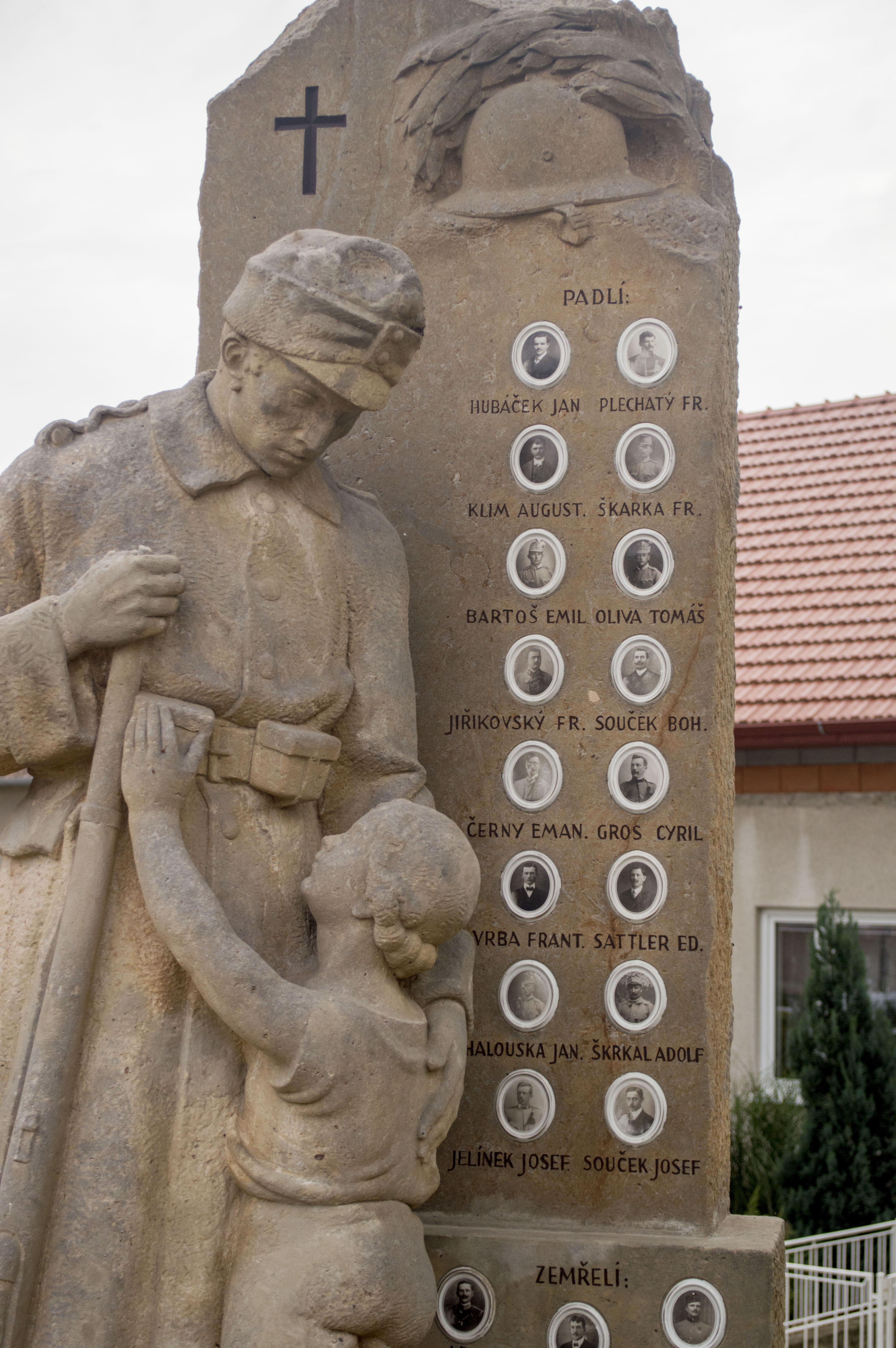
vrchní část pomníku obětem 1. sv. v.
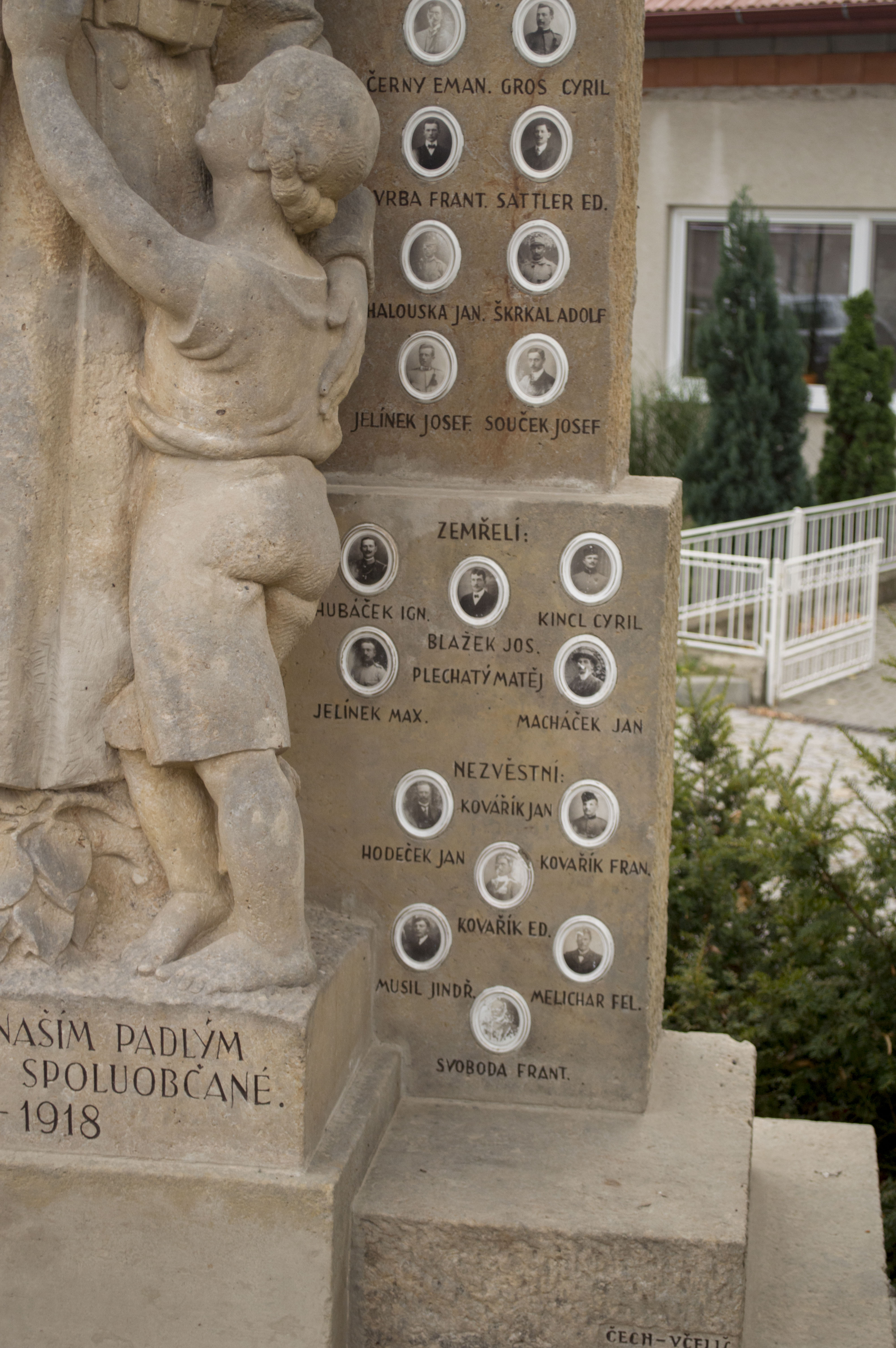
spodní část pomníku obětem 1. sv. v.
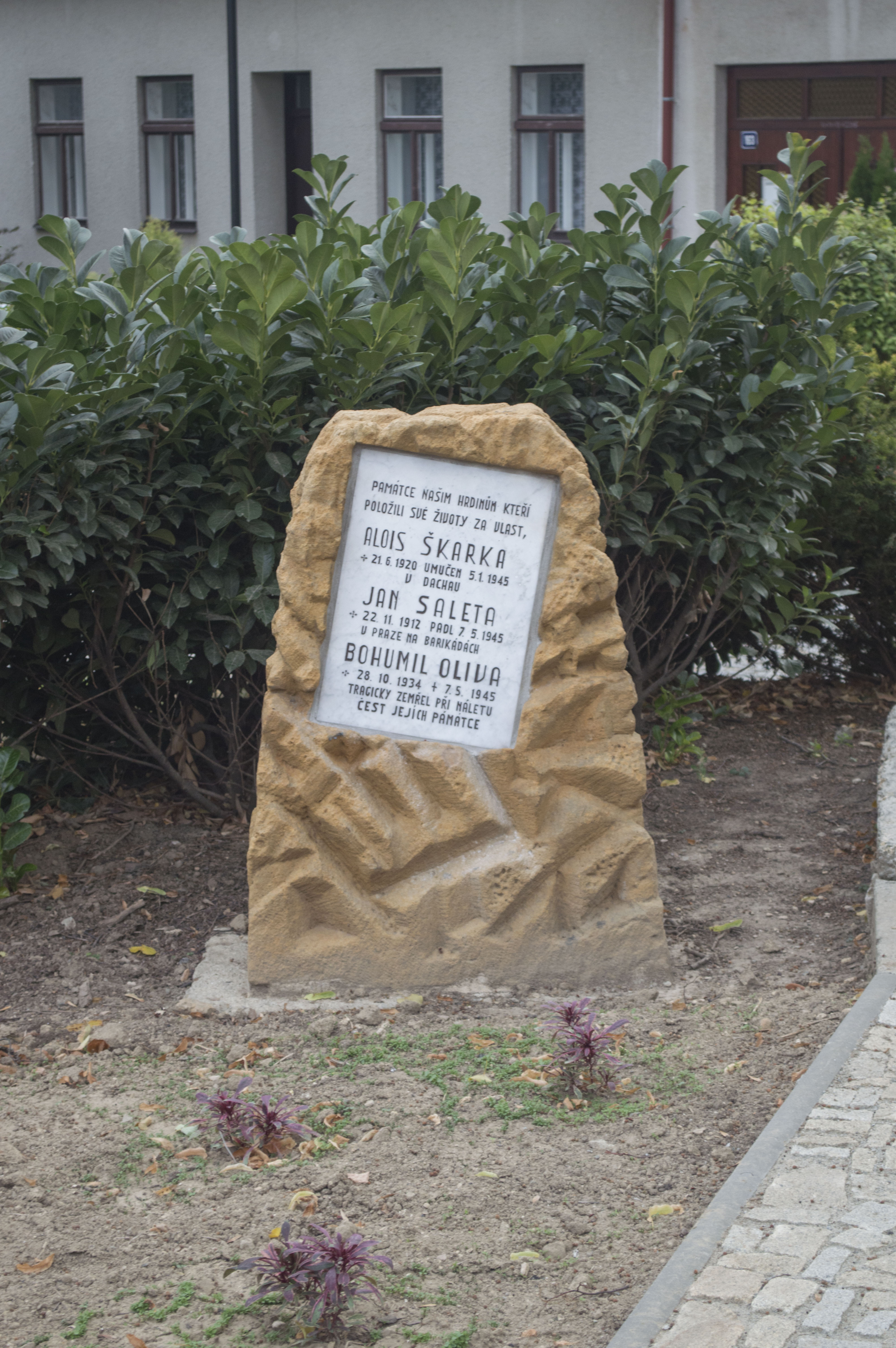
pomník obětem 2. sv. v.

### Socha svatého Marka se lvem
Stavba stojící poblíž rozcestí tří polních cest u lesíka, na rozhraní polních tratí Přední Muší hájky a Zolos, asi 750 metrů východně od centra obce v akátovém porostu. Kamennou sochu sv. Marka se lvem a podstavcem nechali v létě 1887 postavit bratři Josef a František podle poslední vůle jejich otce Jiřího Křečka (čtvrtláník z domu č. 40), který zemřel 24. října 1884. Socha byla dne 25. září 1887 na žádost potomků a celé obce slavnostně posvěcena. V příloze kroniky je poznamenáno: „Stovky držitelů drobných parcel chodívaly kdysi ke svatymo Marko prosit o úrodu. Dnes jsou Zolose, Krendle, Horní a Dolní Mošov od sv. Marka až k hýjovně v jednom lánu“. Pod sochou je napsáno: „Svatý Marku oroduj za nás“. Na podstavci je nápis: „Obětován ku cti-a chvále Boží-od manželů-JIŘÍHO a EVY-KŘEČEK-1887.“

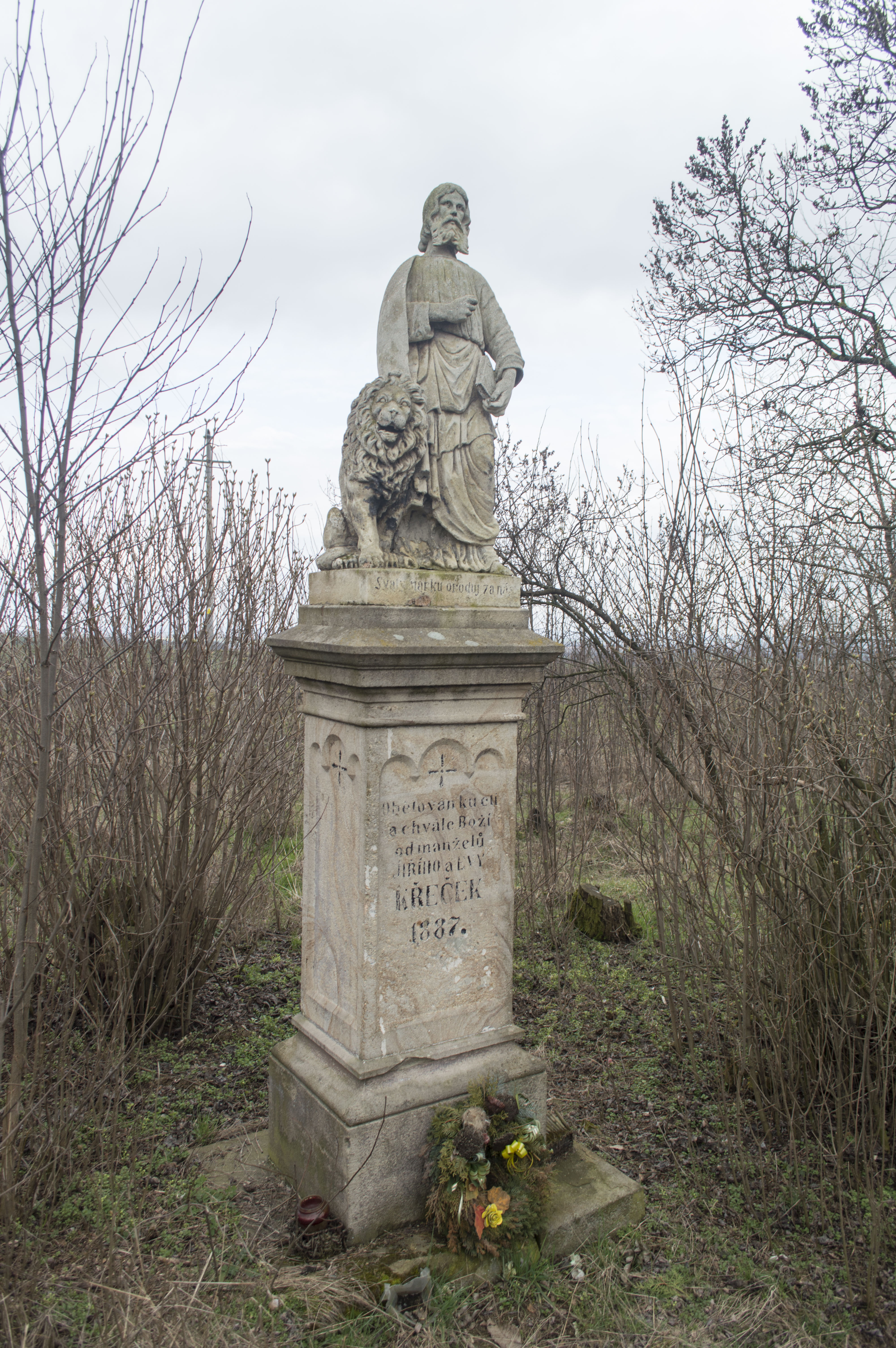
celá stavba
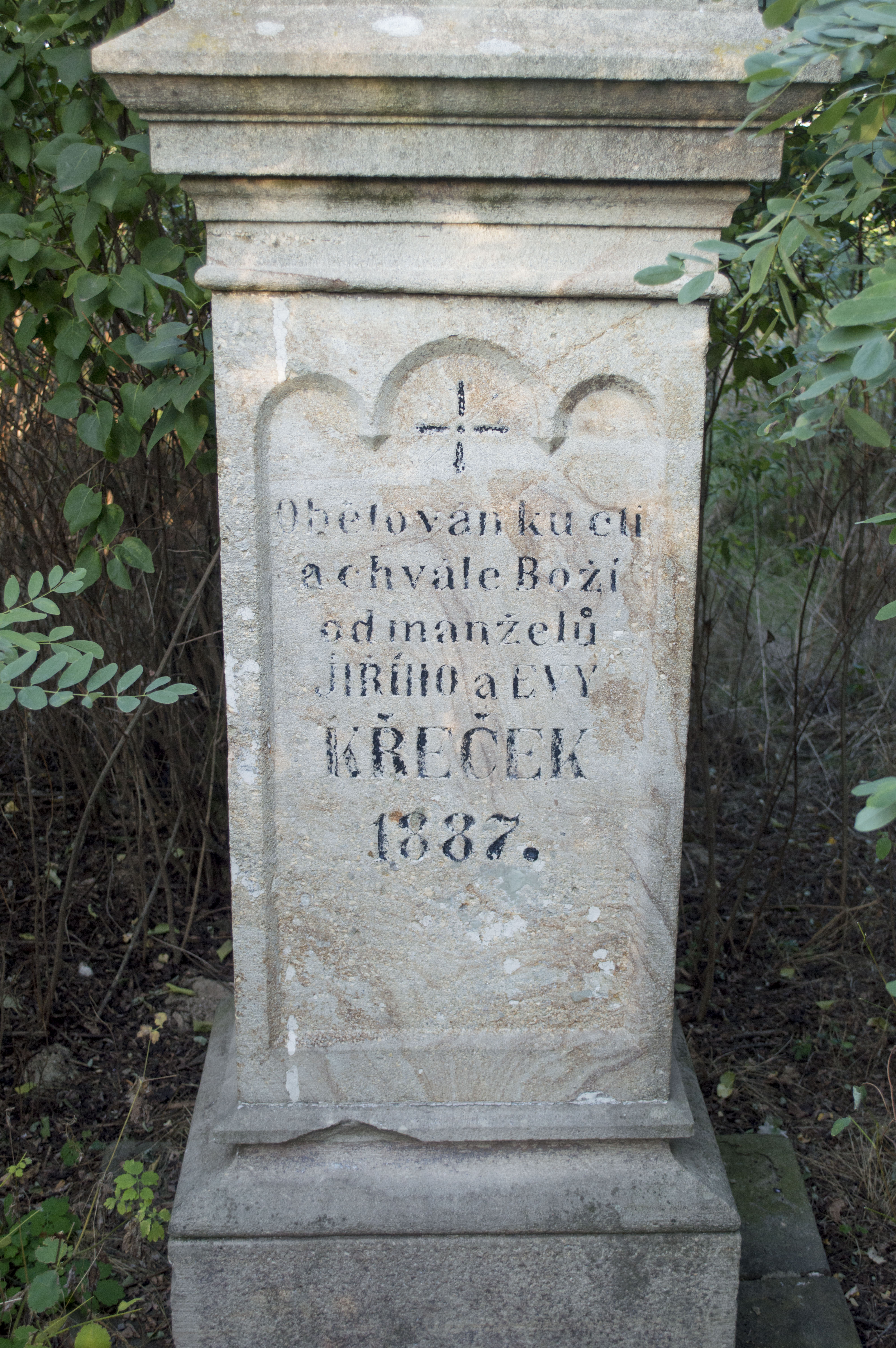
detail nápisu
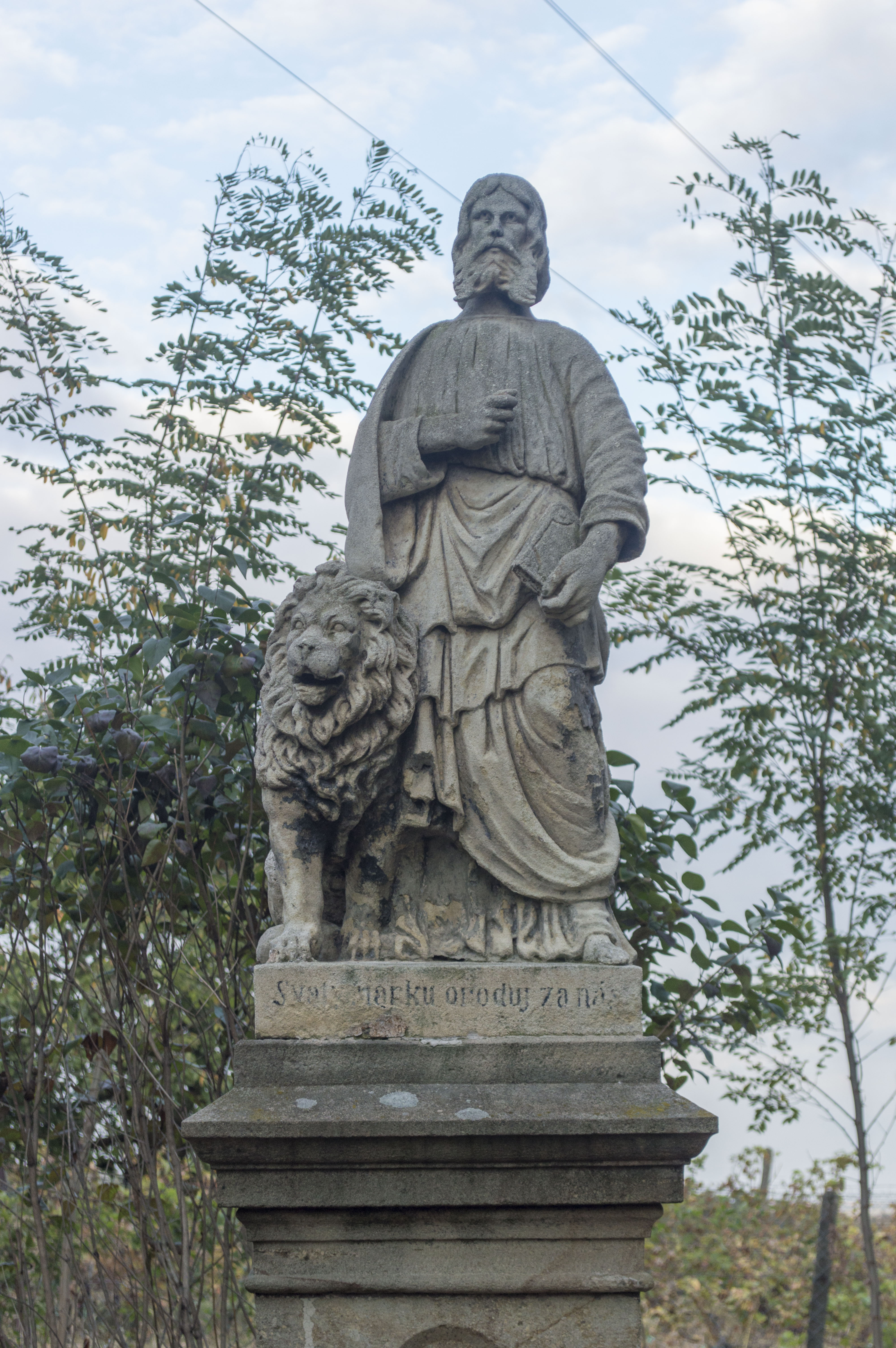
Socha zepředu
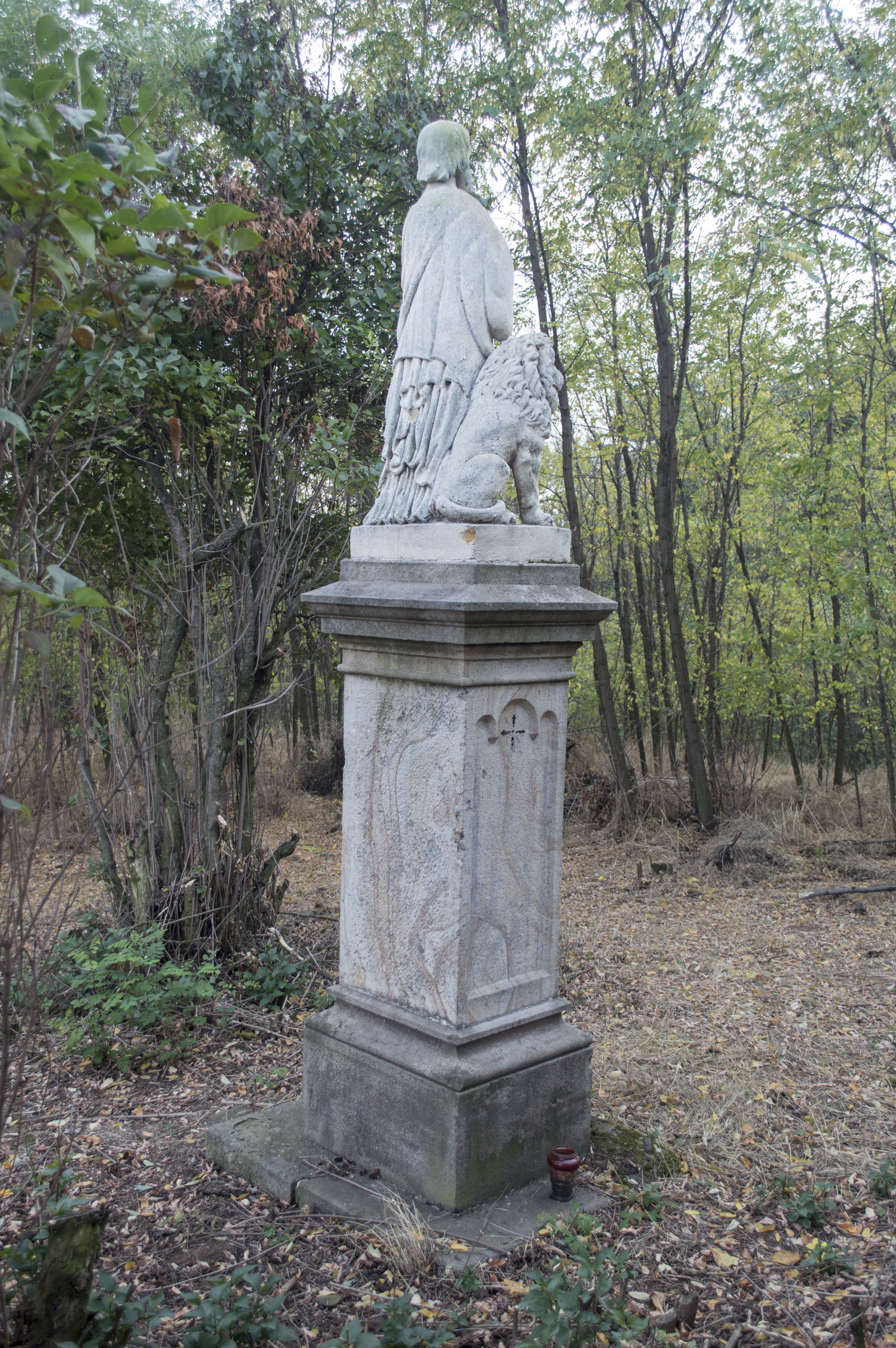
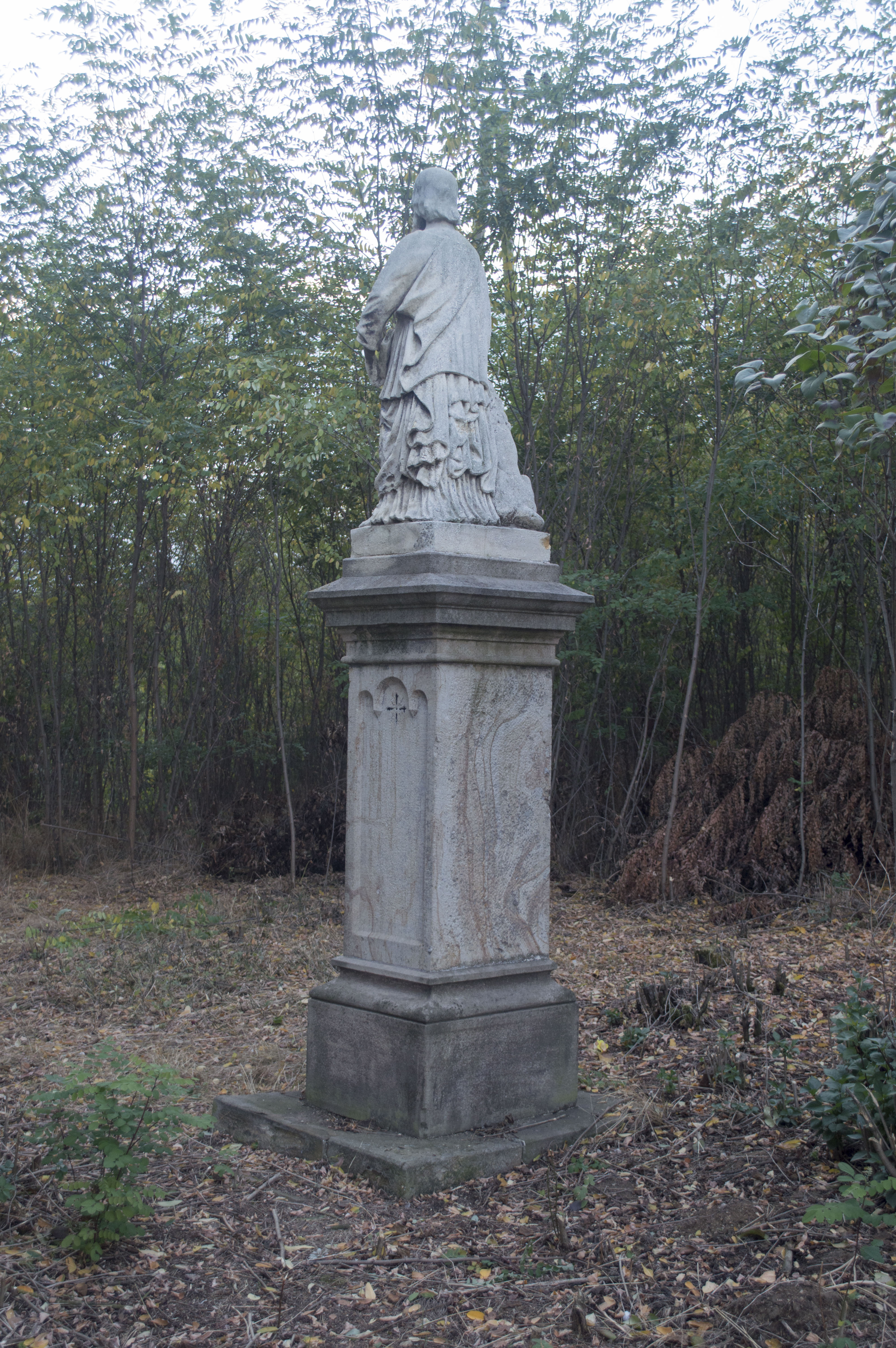

### Kříž na Výhonu
Celo-pískovcový kříž nacházející se poblíž domu č. 26 v části obce zvané Výhon. Jedná se o první písemně doložený kříž, který nechala zhotovit u kameníka Jakuba Majera z Nové Vsi roku 1820 rodina Kejblů a to na památku sester Evy (1794 – 1818) a Kláry (1801 – 20. 2. 1820), které v mládí zemřely na tuberkulózu. Jejich otec Jiří Kejbl (asi 1765 – 1820) zemřel ještě před Klárou, takže kříž nechala nejspíše zhotovit jejich matka Dorota (1801 – 1836) či některý z bratrů za jejich věno. Kříž byl restaurován Alexandrem Kozlovem, přičemž silně poškozená horní část byla nahrazena přesnou kopií. Ve spodní části je nápis: „DWE SESTRI-EWA, A KLÁRA-KEGBL, GSAU-ZAKLADATE-LE TOHO KŘI-ŽE WROKU 1820“. 

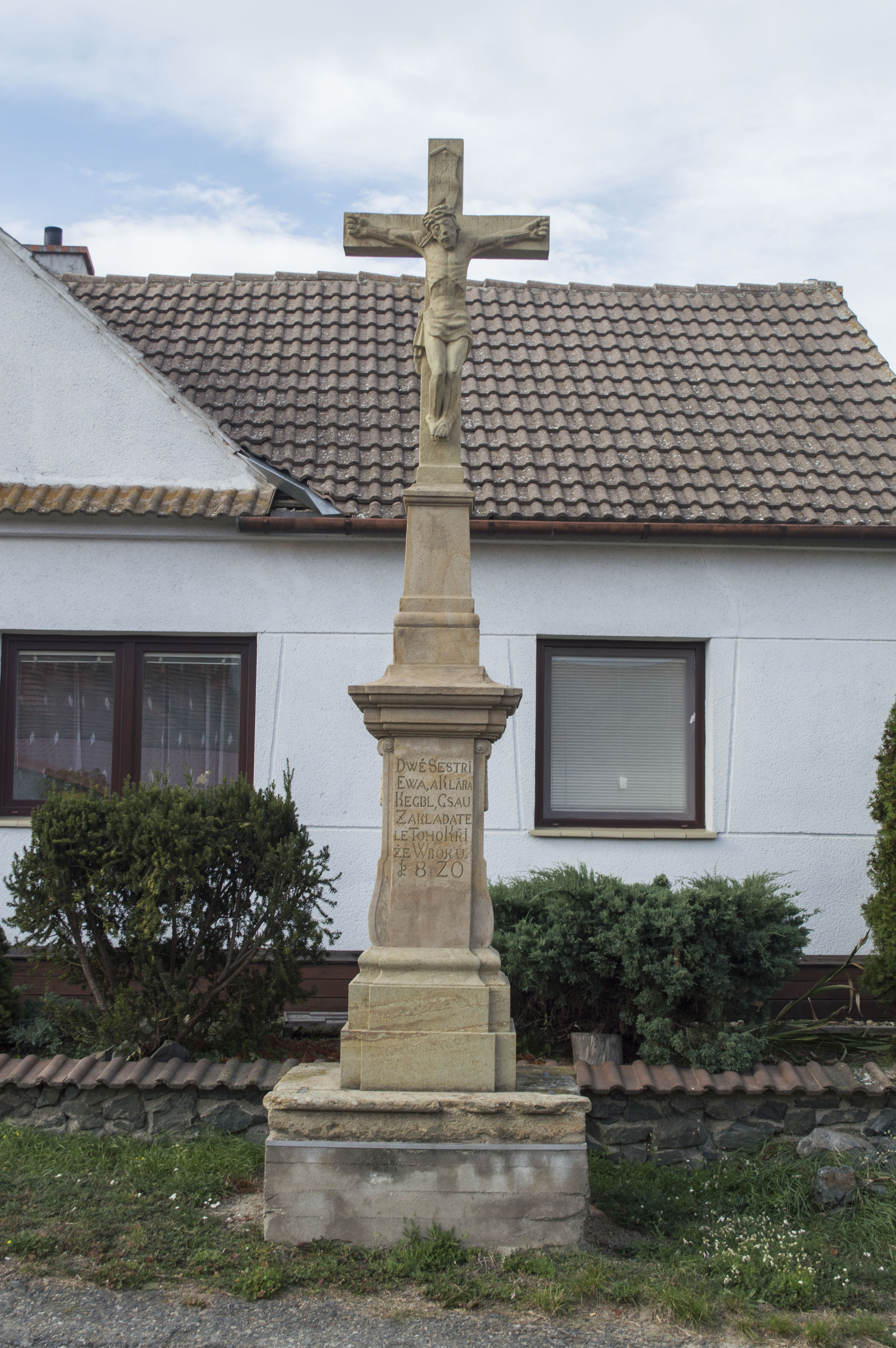
čelní pohled
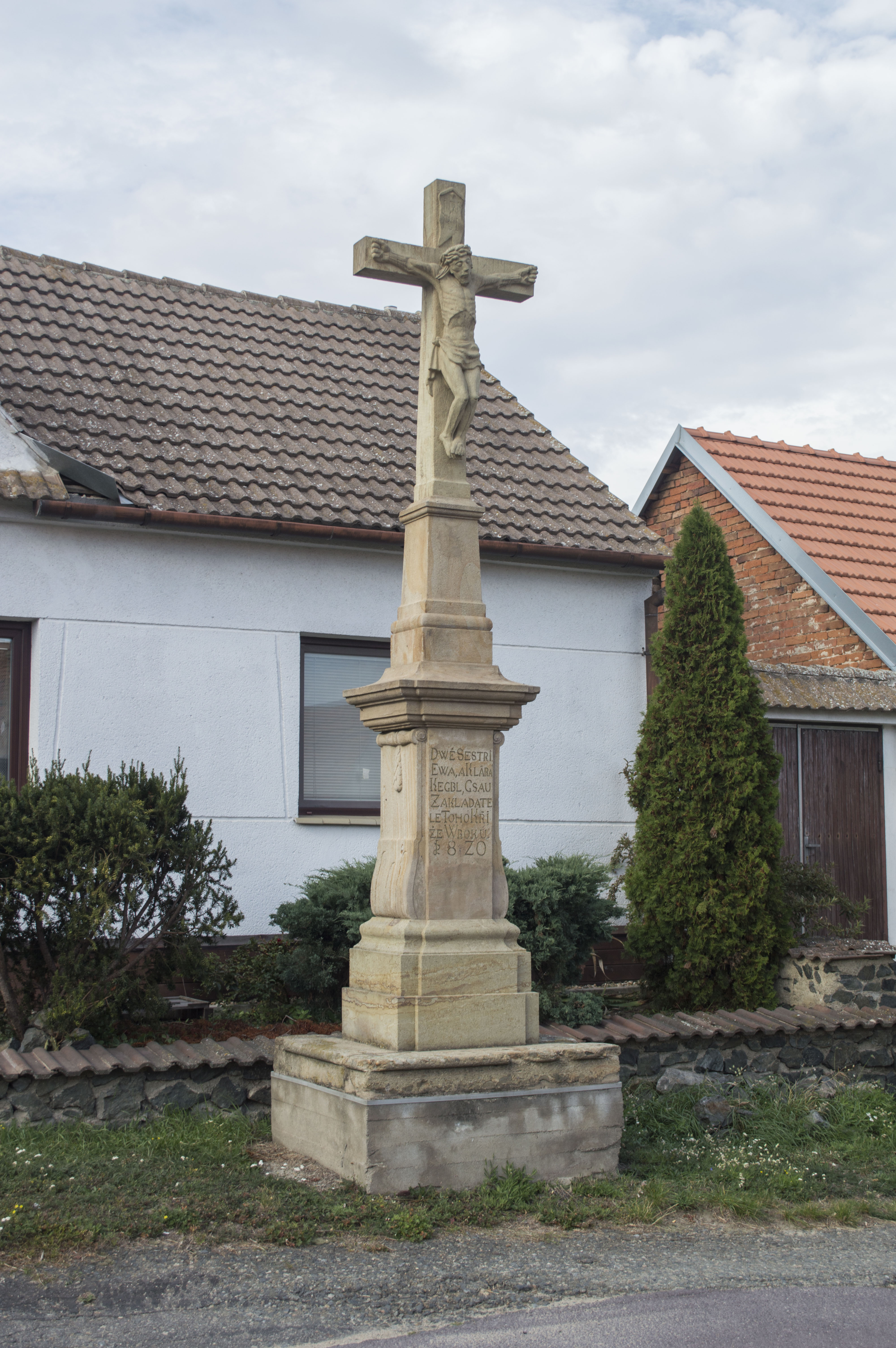
boční pohled
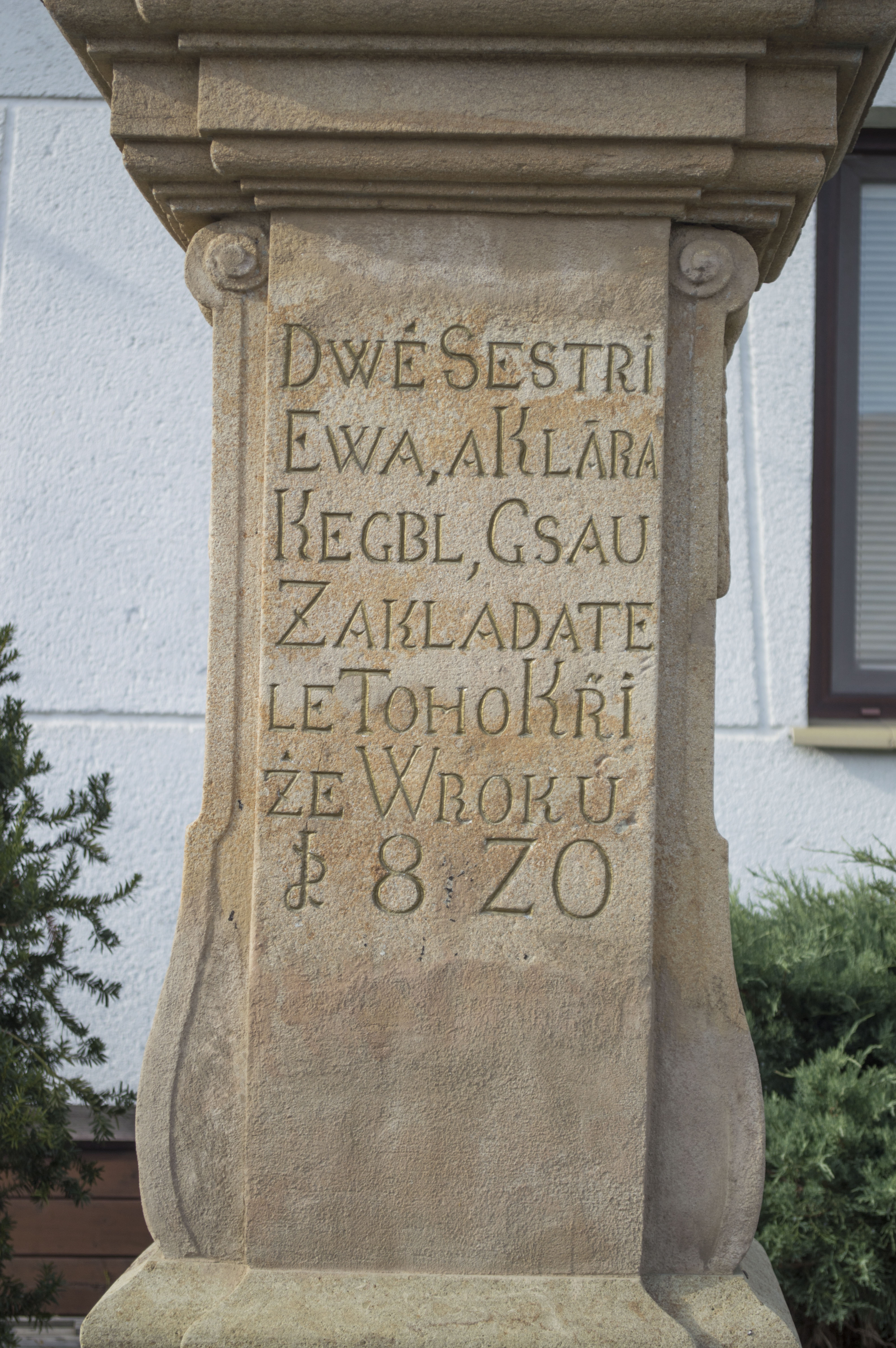
detail nápisu

### Kříž k Miroslavi
Kamenný kříž stojící asi 200 metrů od kraje obce poblíž cesty do Miroslavi v místech ústění polní cesty vedoucí od východu. Tělo Krista je litinové. Ve spodní části je z přední strany nápis: „Pochválen buď Ježíš Kristus — o — Ejhle Ježíš spanilý, jejž tvé hříchy zranily. Následuj Ho duše má, On tvá spása jediná“, a ze zadní strany pouze fragment začínající: „Věnován ku cti a chvále Boží...“. Jedná se nejspíše o písemně doložený kříž z roku 1905, který byl financován obecní sbírkou, postaven na místě zničeného dřevěného kříže a vysvěcen 29. října 1905.

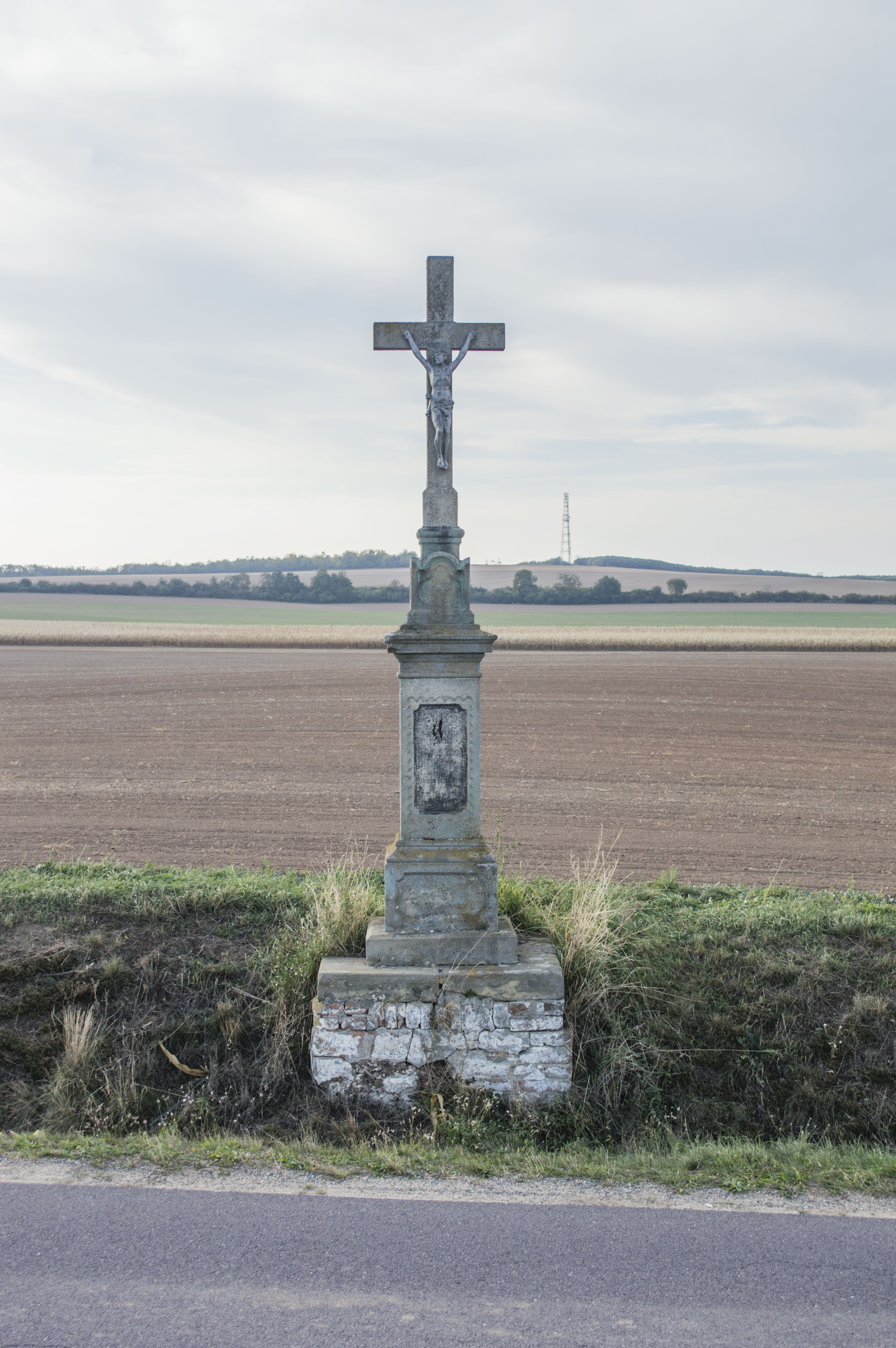
čelní pohled
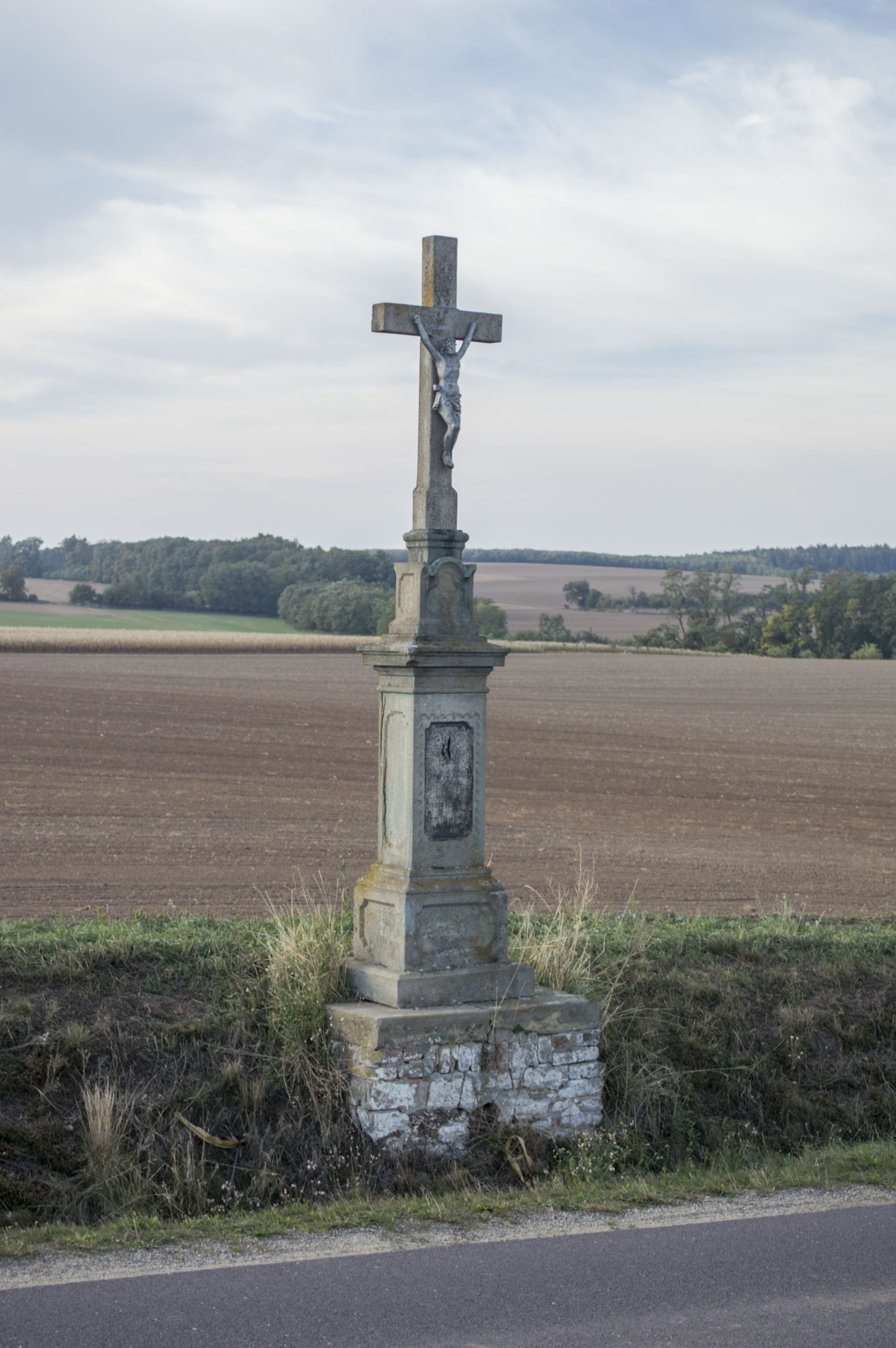
boční pohled
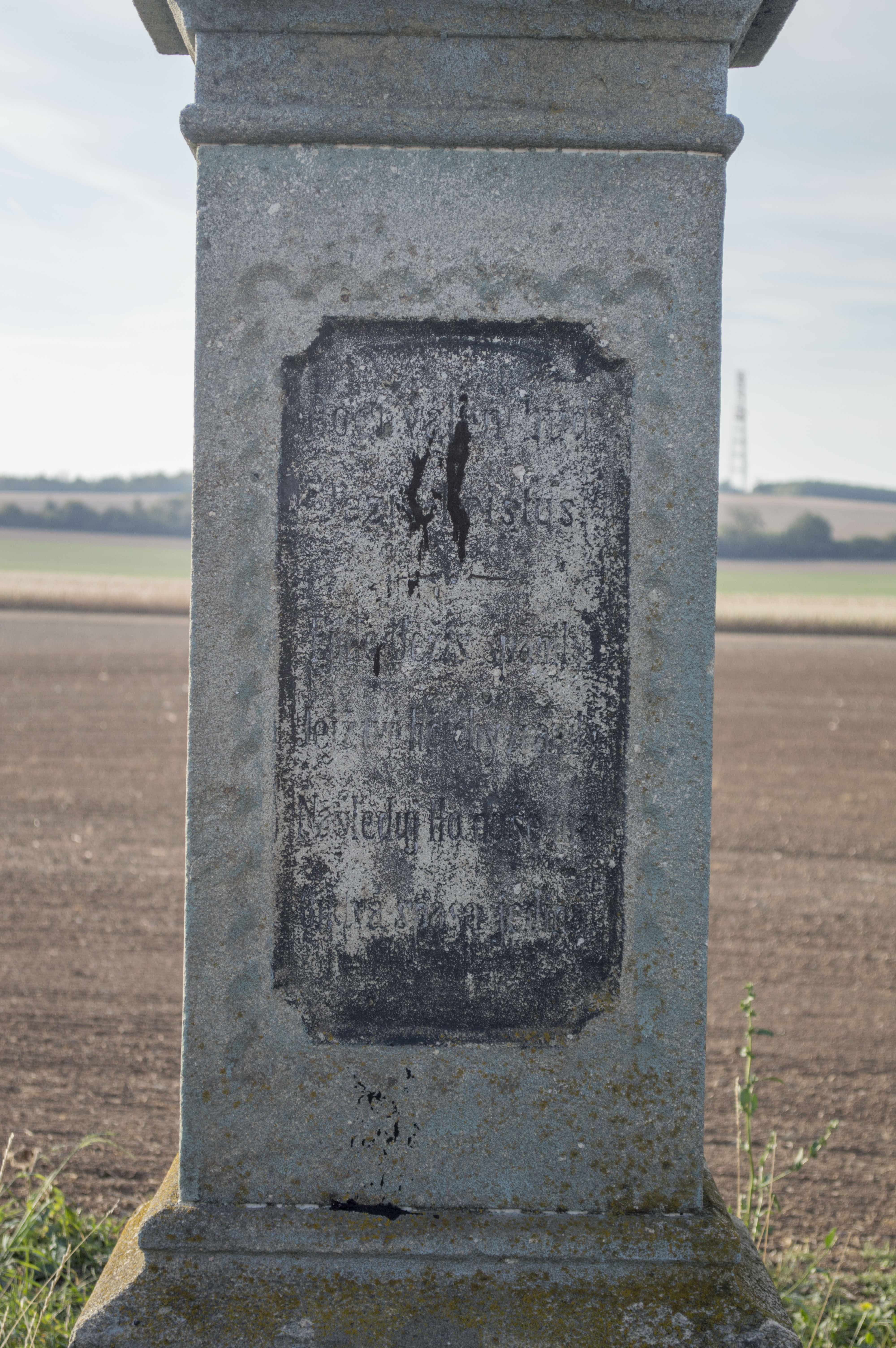
detail nápisu zepředu
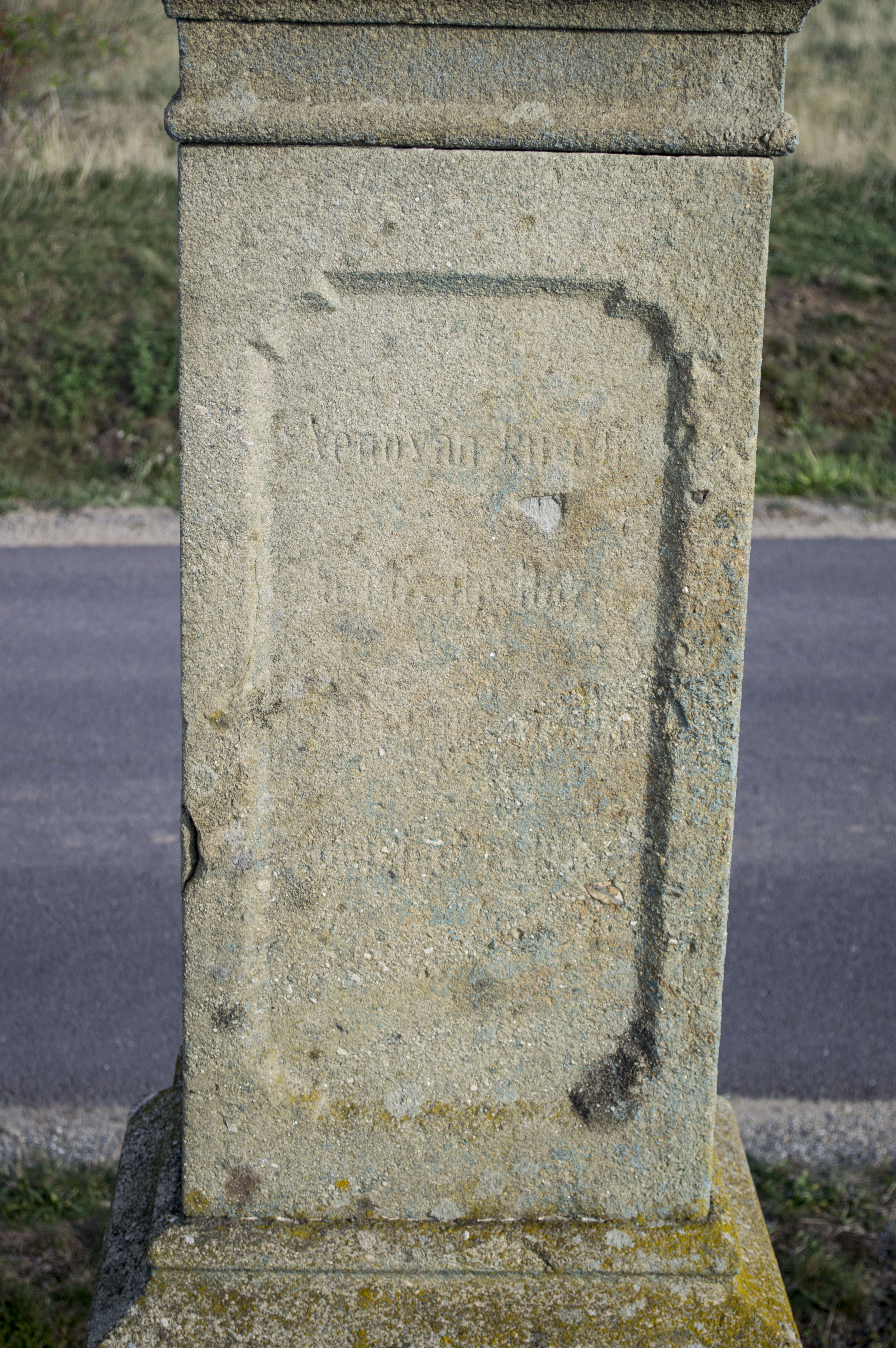
detail nápisu zezadu

### Kříž u kostela
Celo-pískovcový kříž stojící u vchodu do kostela sv. Mikuláše s litinovým Kristem. Roku 1906 jej nechal zhotovit domkař František Klim. V roce 2009 byl poškozen vichřicí a následně opraven. Zepředu je nápis: „Ó pane Ježíši Kriste, smiluj se nad dalekým pokolením lidským, a vysvoboď nás od všelikých hříchů skrze svou předrahou krev nyní i vždycky až na věky věkův. Amen.“, zezadu je nápis: „Tento kříž dali postaviti manželé Ondřej a Kateřina Hodeček 1906 odkazem svého syna Filipa Hodečka. 1857 + 1889“.

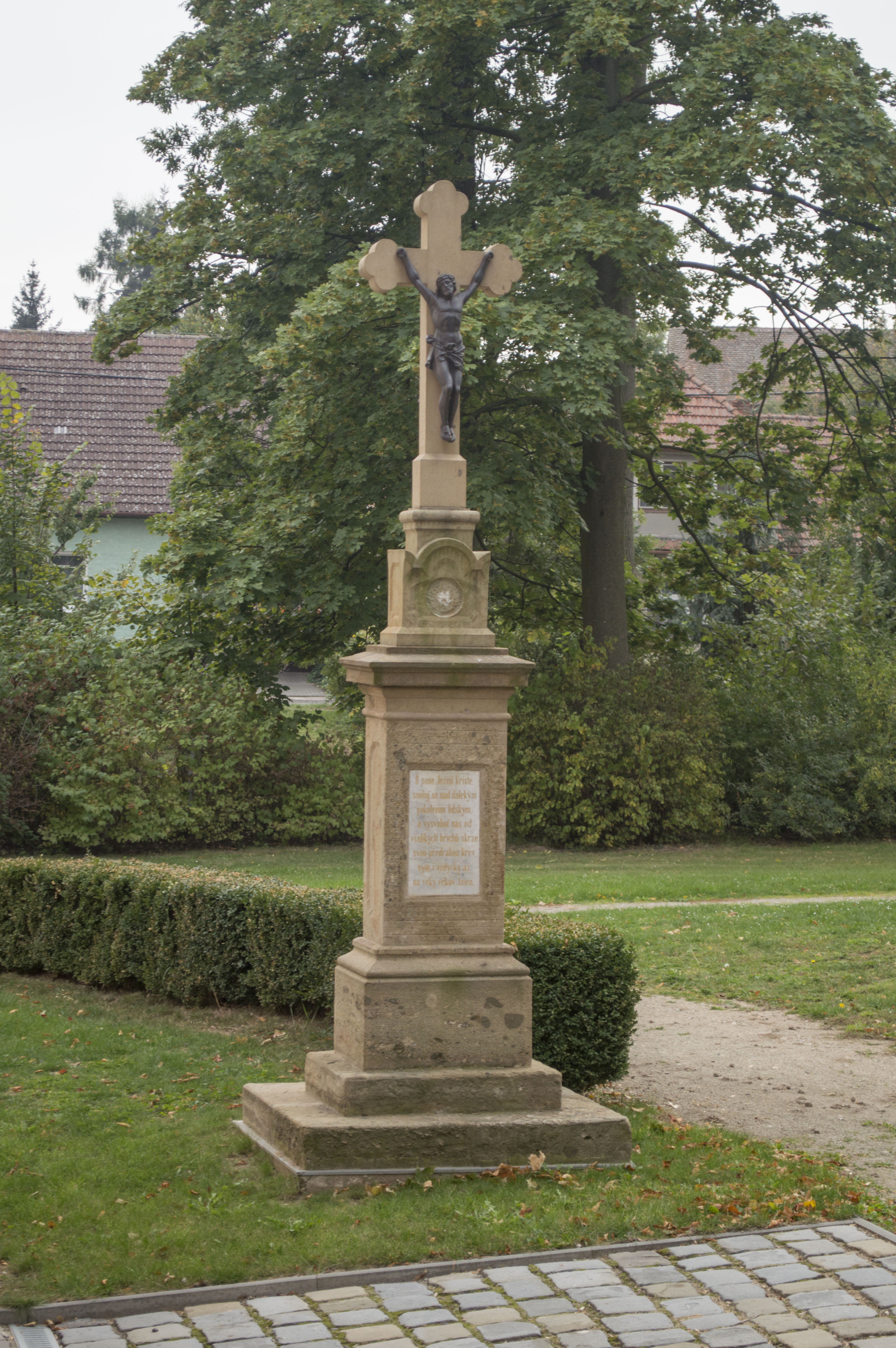
pohled zepředu
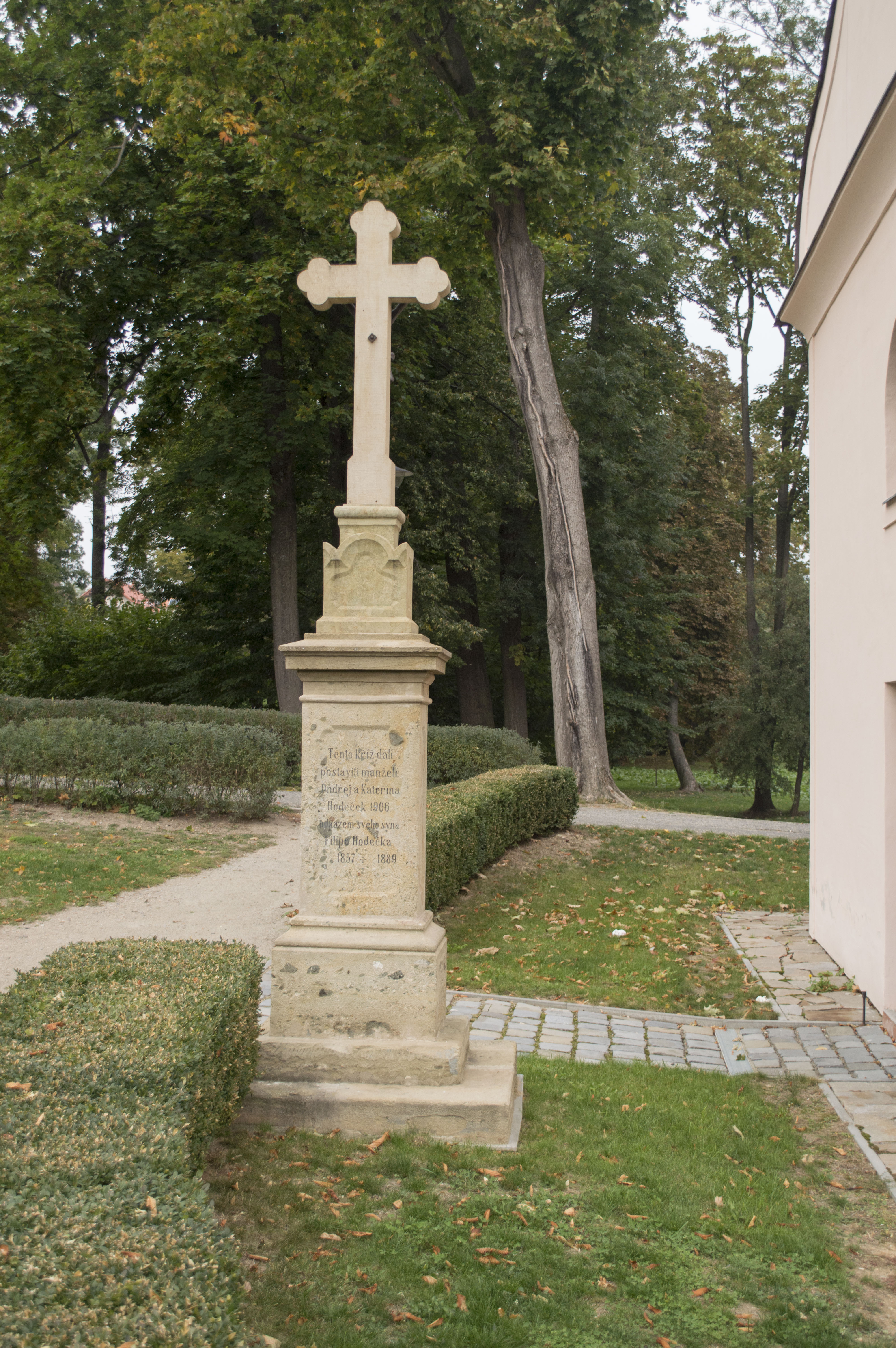
pohled zezadu
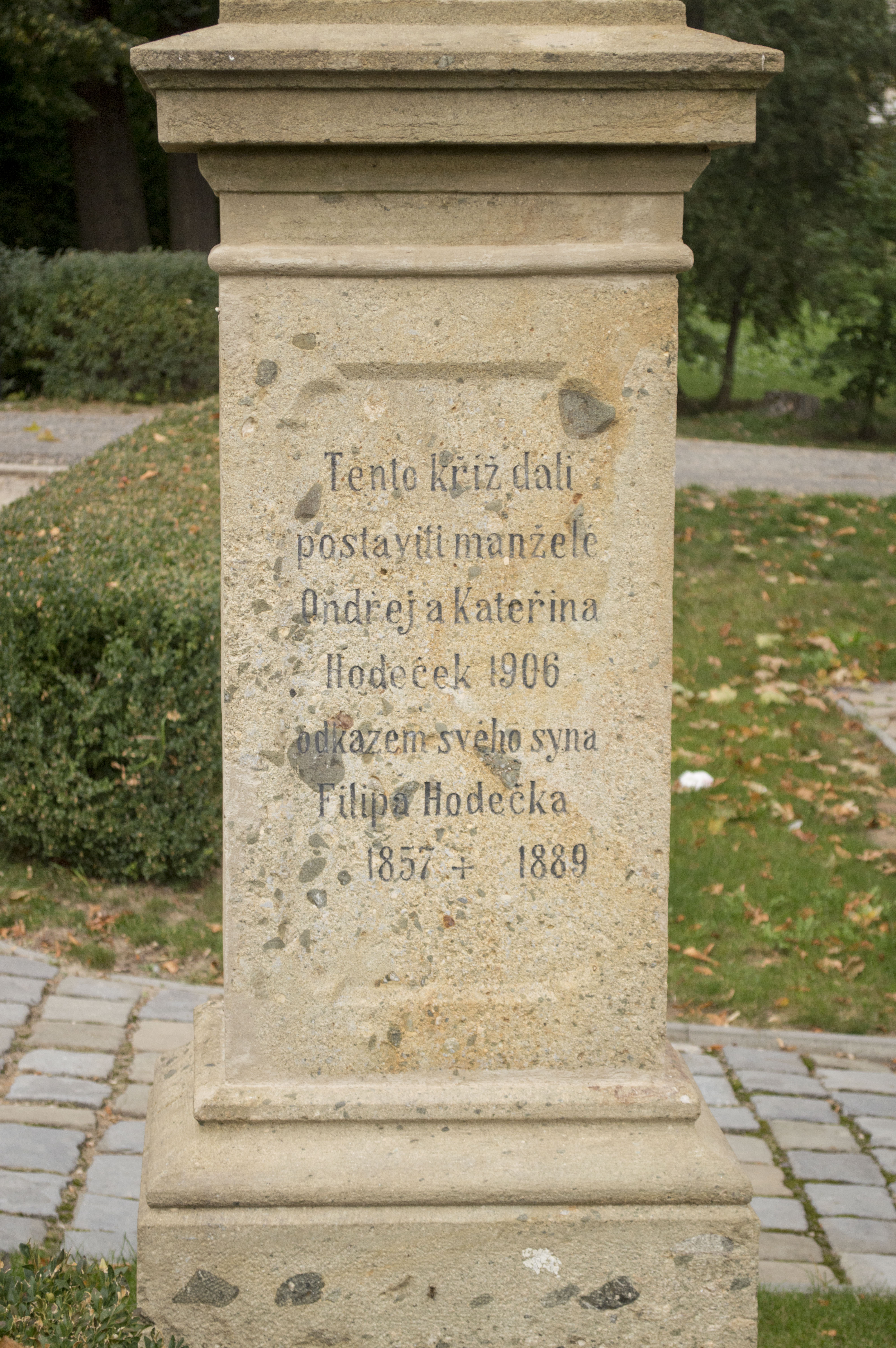
nápis zepředu
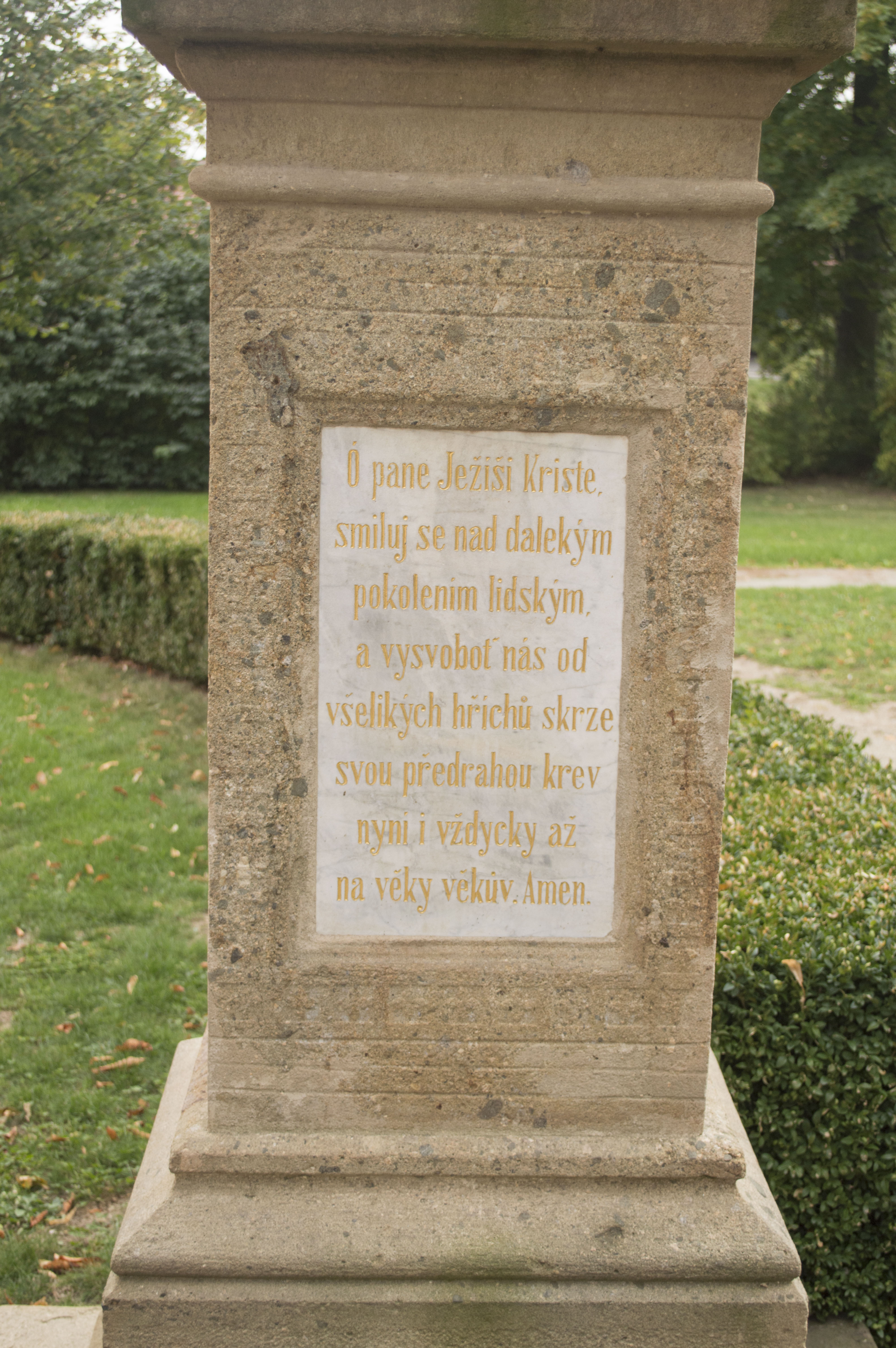
nápis zezadu
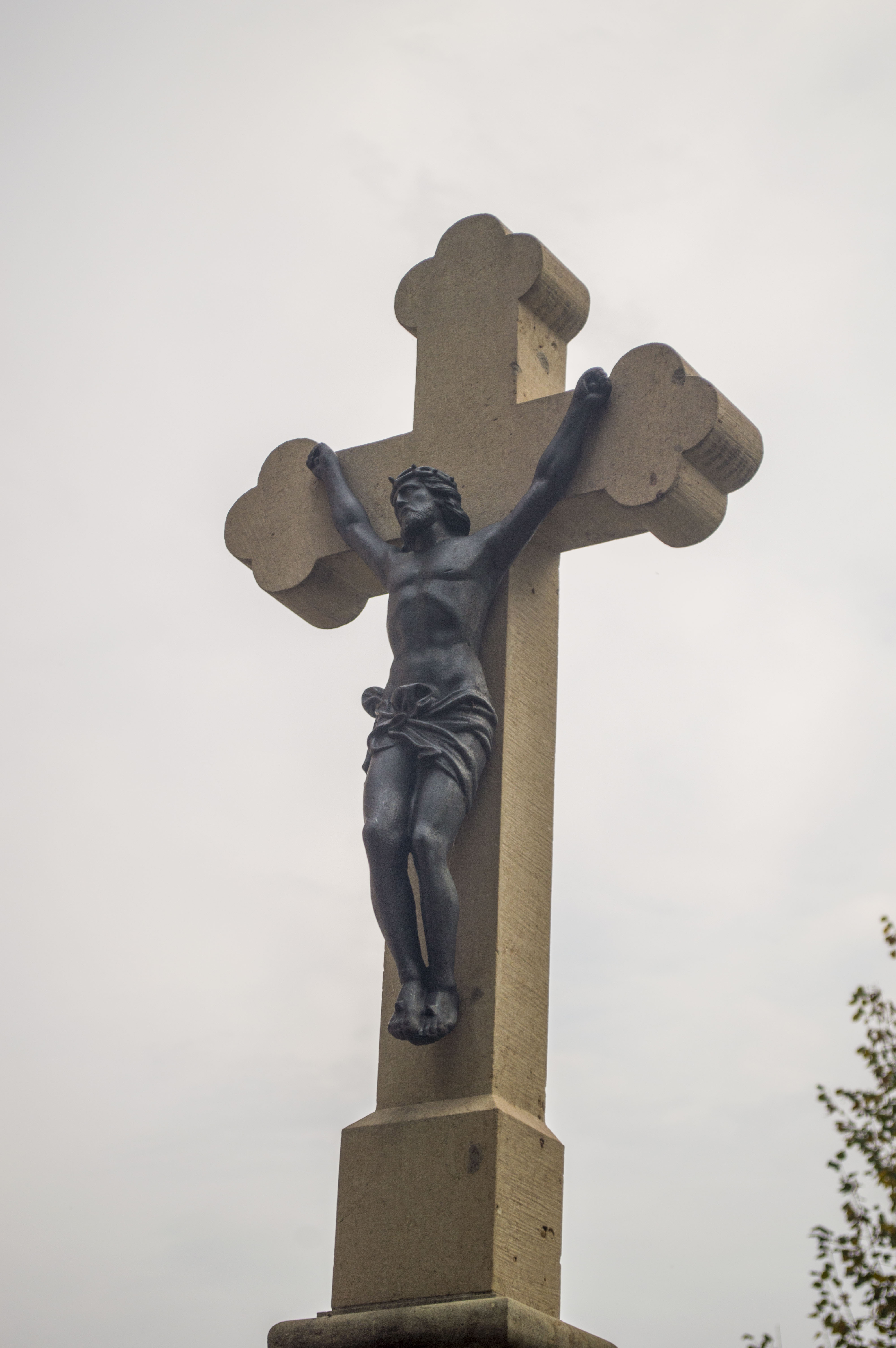
detail kříže

### Švábůj kříž
Pískovcový kříž stojící v poli asi 300 metrů jihovýchodně od domu č. 66. V minulosti patrně stál poblíž polní cesty, která tímto směrem vedla, ale byla rozorána. V roce 1894 jej nechali zhotovit manželé Anton a Anna Schwabovi (z domu č. 80). Měl připomínat muka Kristova a věčnou přítomnost Boha v místech s dalekým výhledem. Kříž je však ve špatném stavu, vrchní část se zlaceným litinovým Kristem je ulomena (existuje) a podstavec značně poškozen. Dochoval se však litinový reliéf modlící se postavy na patce kříže. Na přední straně je nápis: „Obětovali ke cti a slávě boží. Manželé Antonín a Anna ŠVÁB. 1894“, na zadní straně pak: „Pojďtež kdož pracujete a obtížení jste, já Vás občerstvím. Mat 11, 28.“

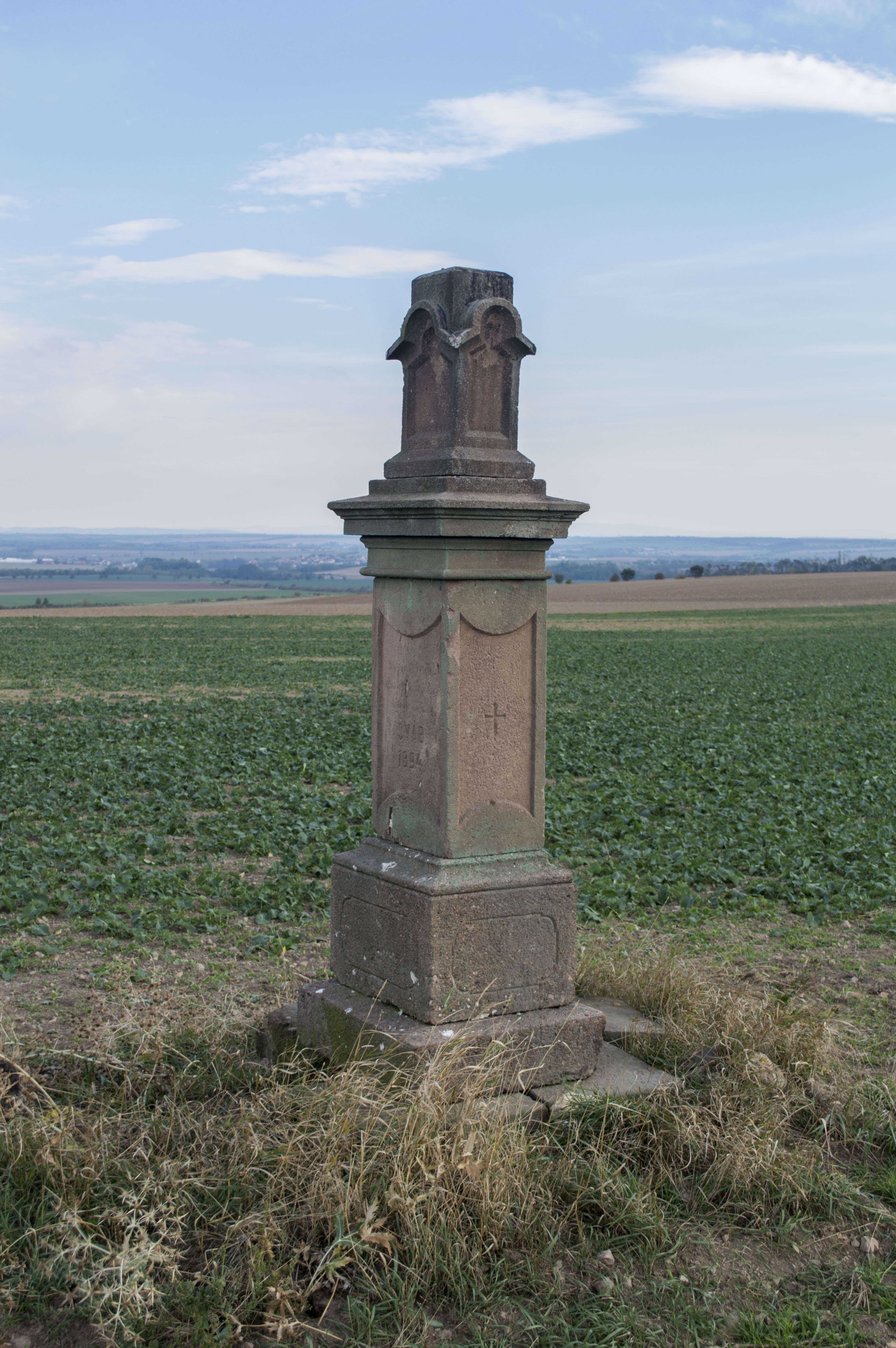
celkový pohled
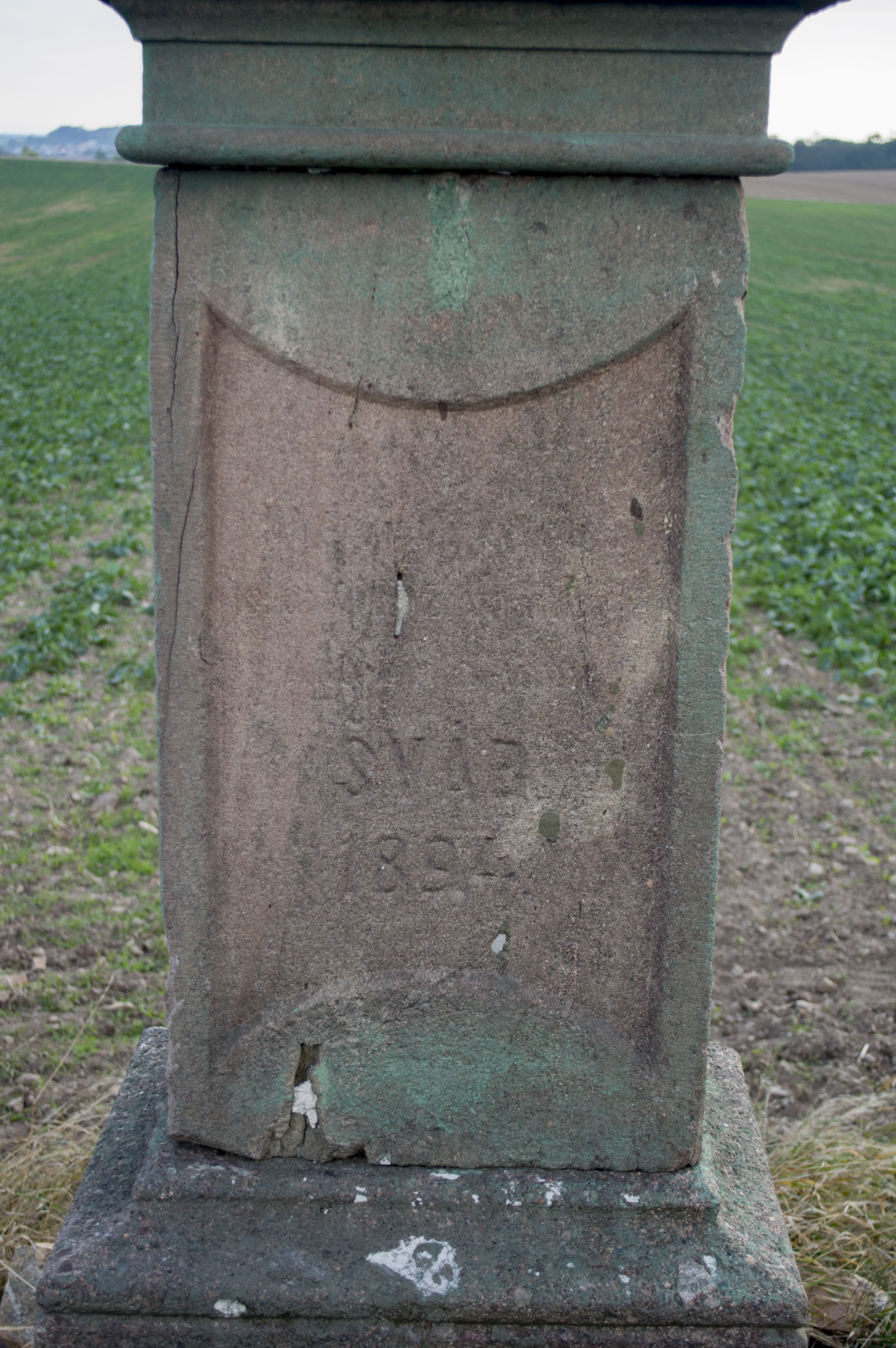
detail nápis zepředu
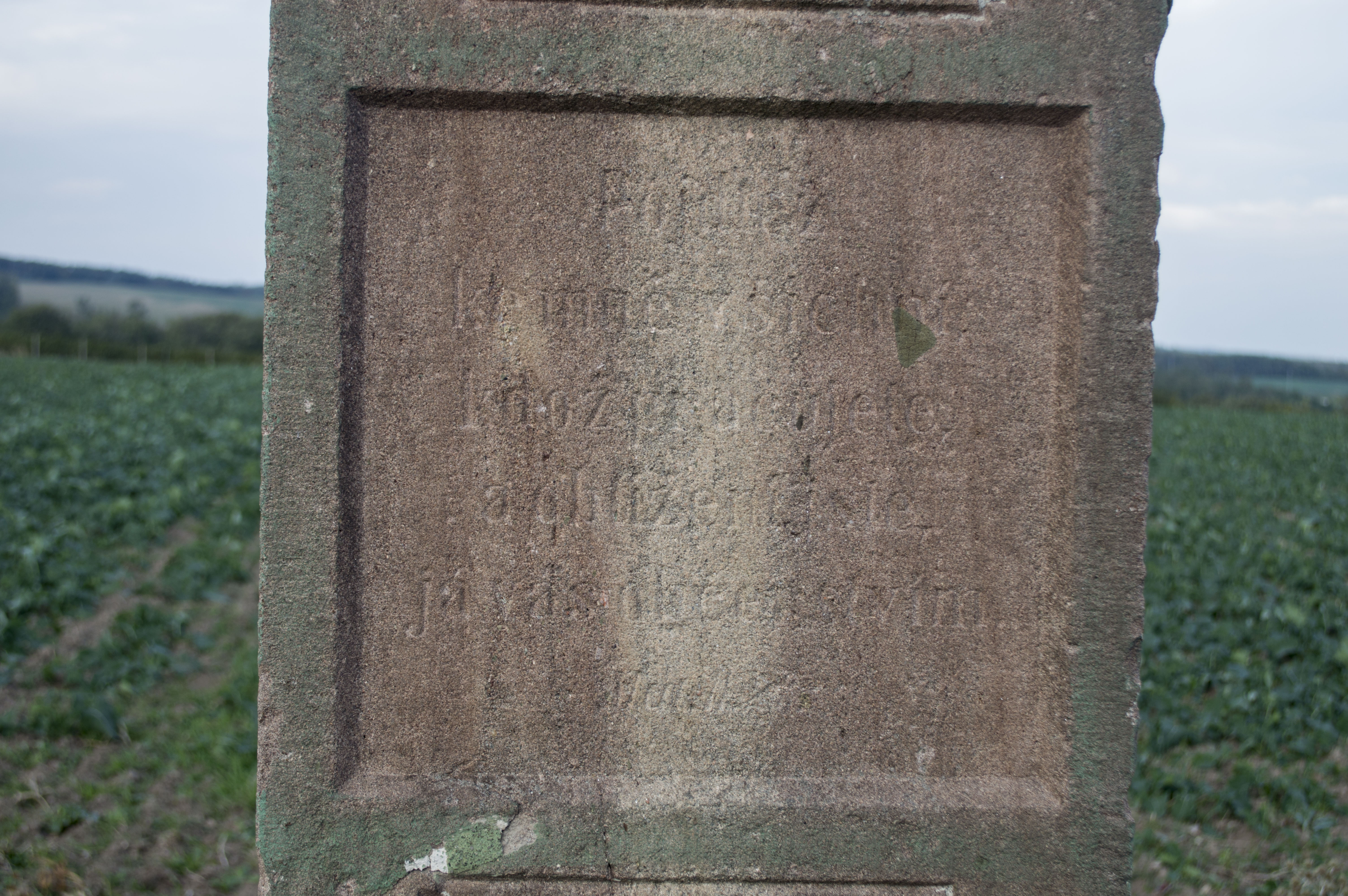
detail nápisu zezadu
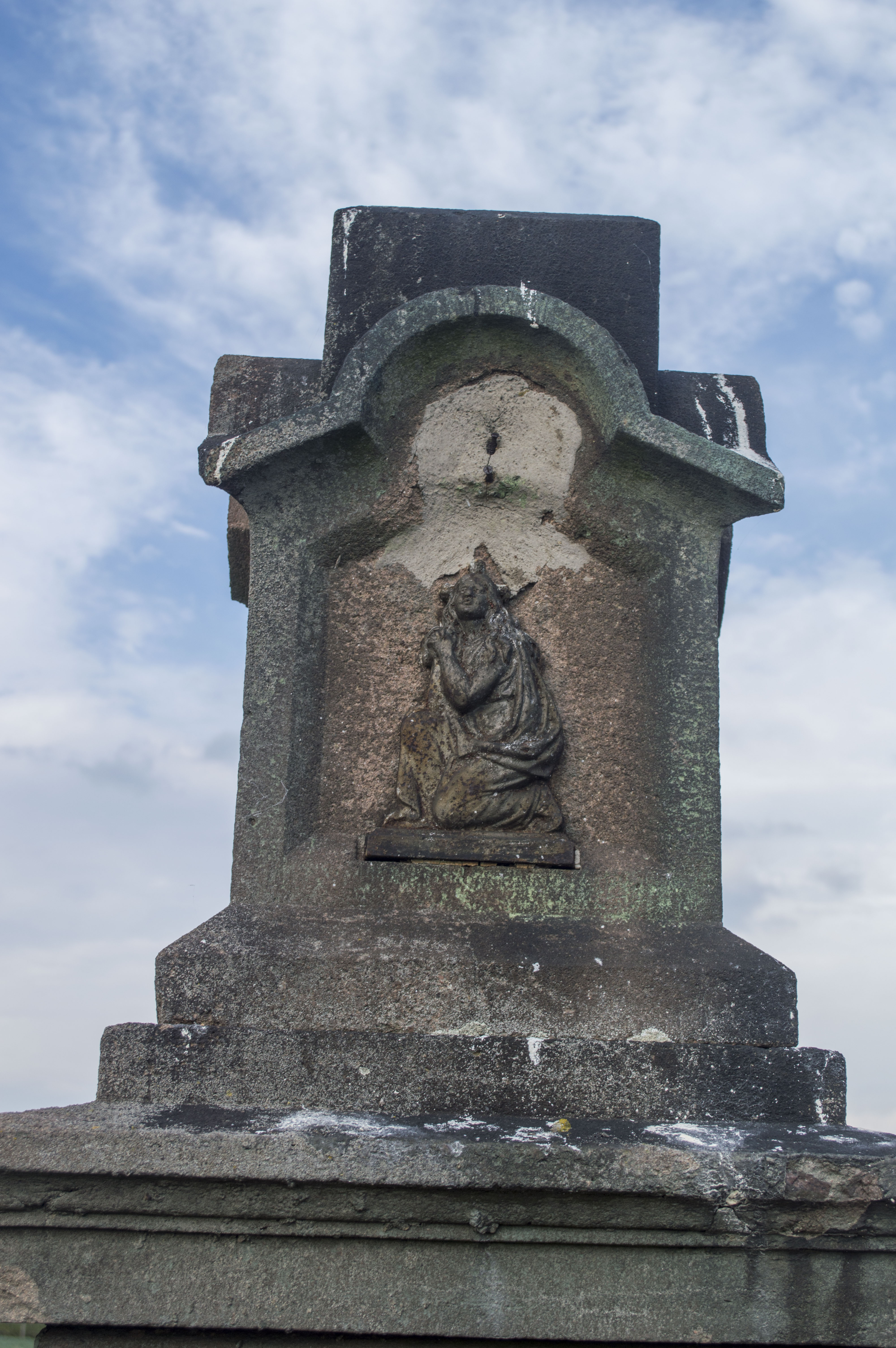
detail litinového reliéfu

### Kříž nad Dolním rybníkem
Kamenný kříž u cesty směrem do Suchohrdel, stojící na úbočí lesíka sousedícího s Dolním rybníkem (Suchánek). Tělo Krista je litinové, včetně reliéfu postavy na patce kříže. Jedná se pravděpodobně o kříž, který nechali v roce 1881 vztyčit Eduard a Maria Denkovi jako výraz vděku za poskytnutou milost. Na zadní straně je letopočet 1881.

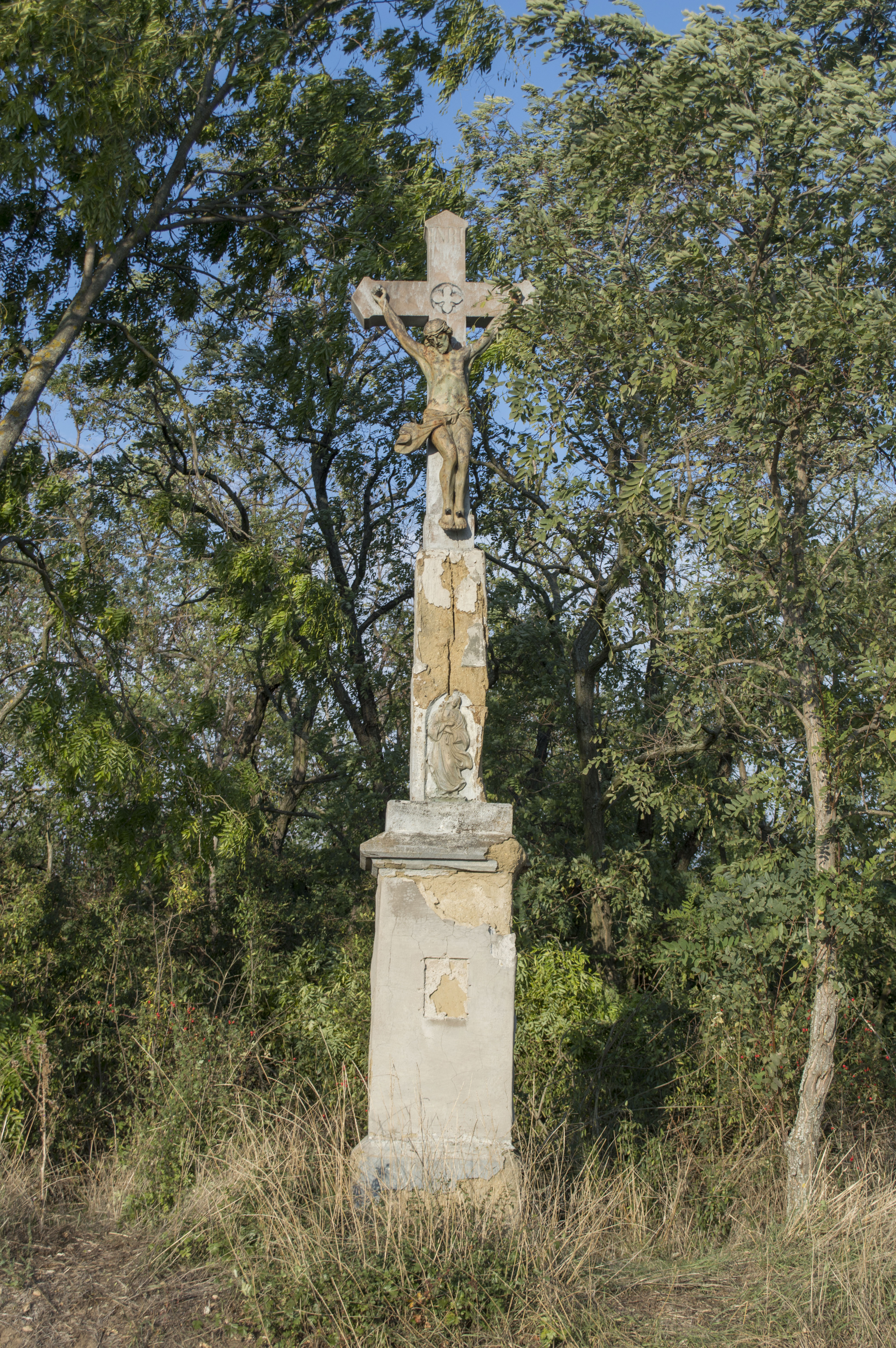
čelní pohled
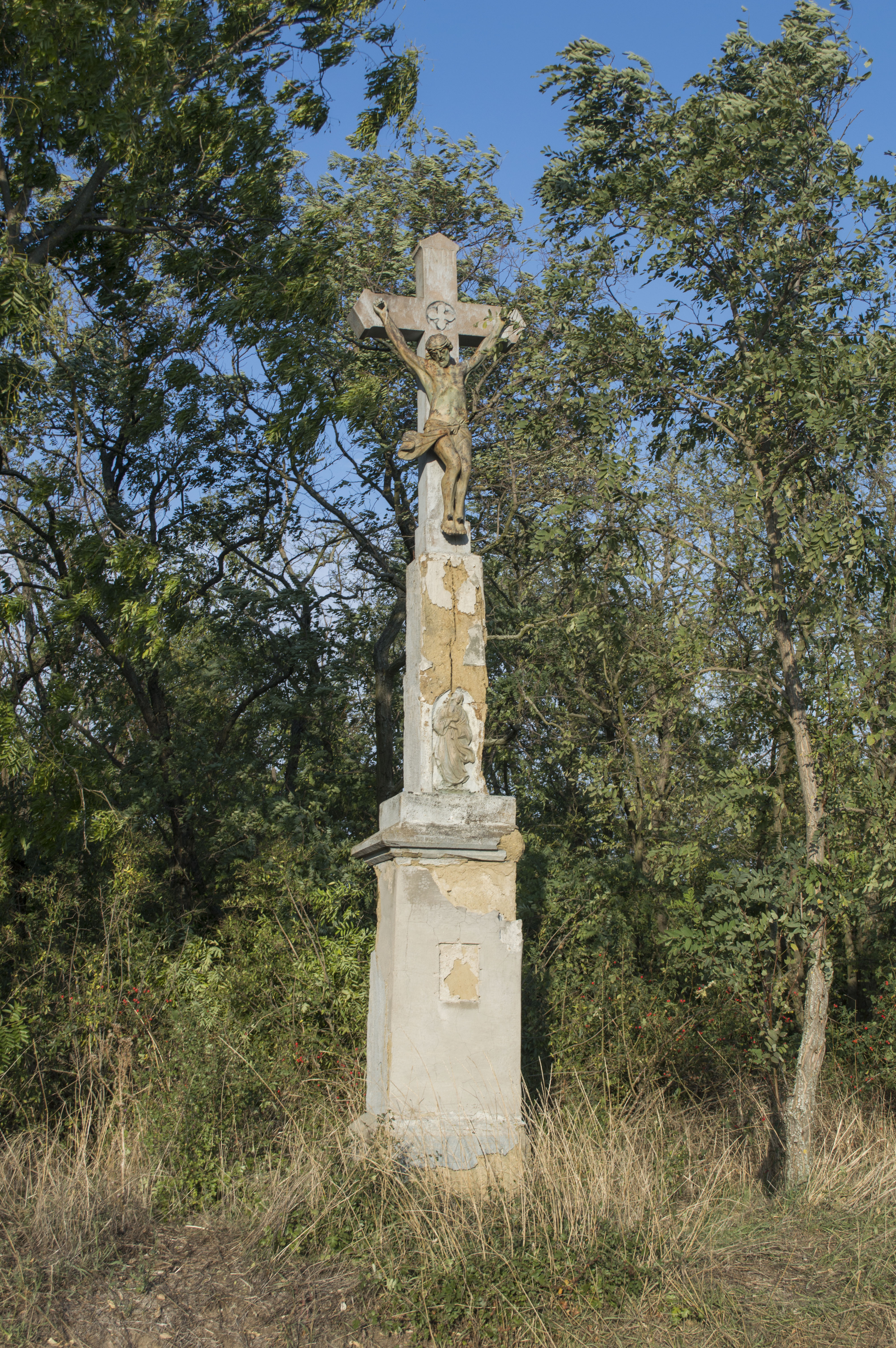
boční pohled
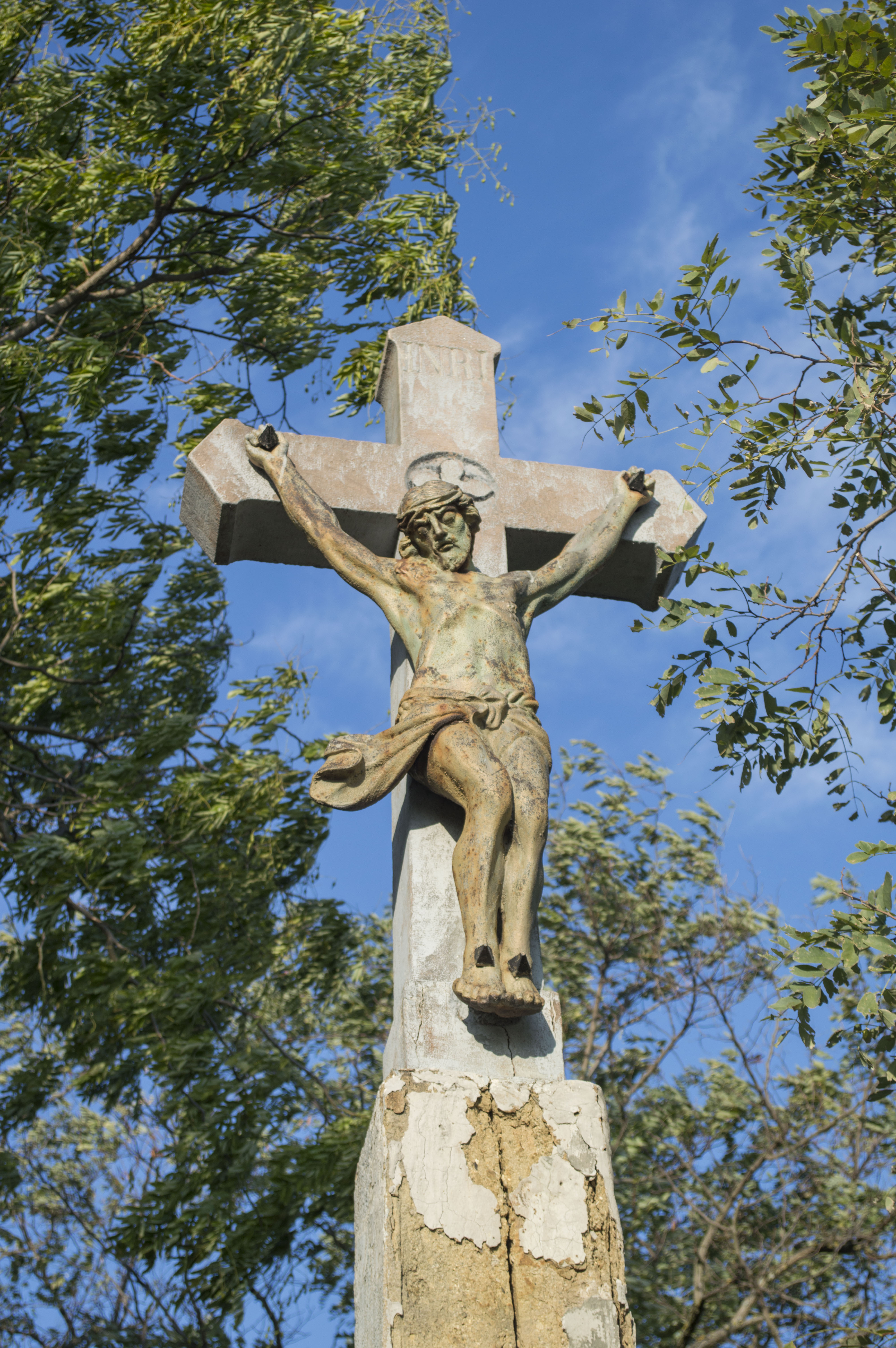
detail kříže
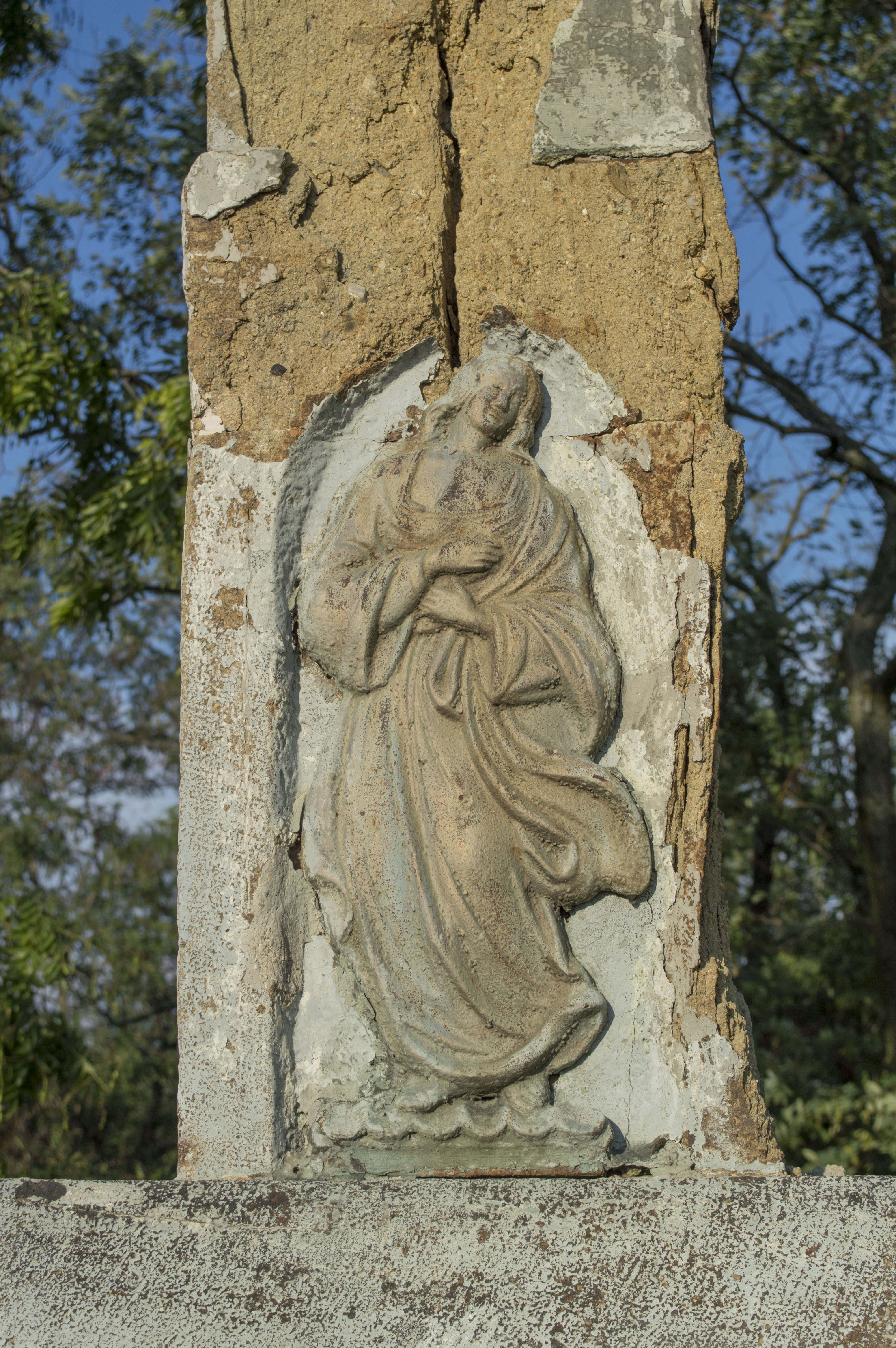
detail litinového reliéfu
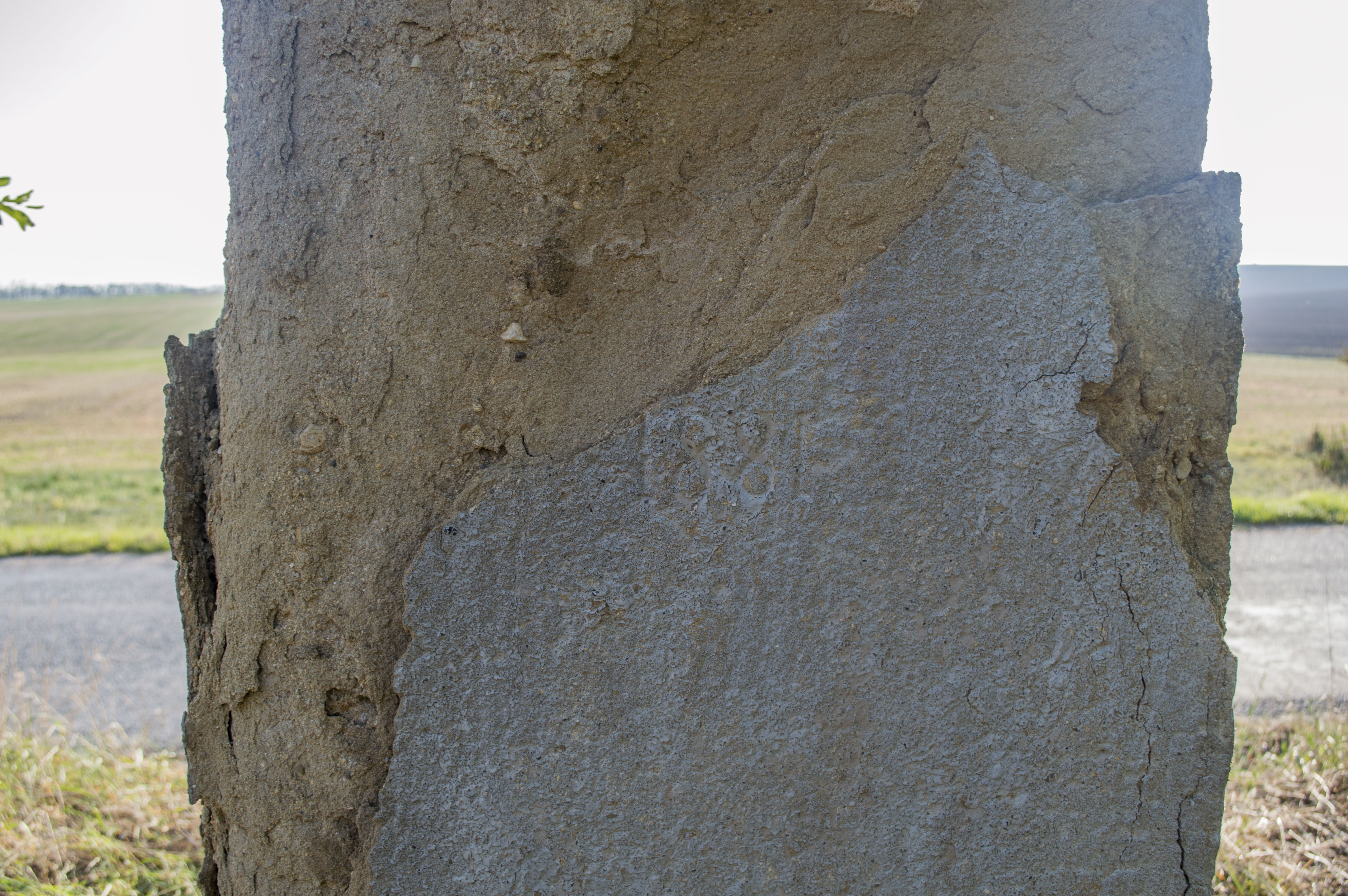
detail datace zezadu
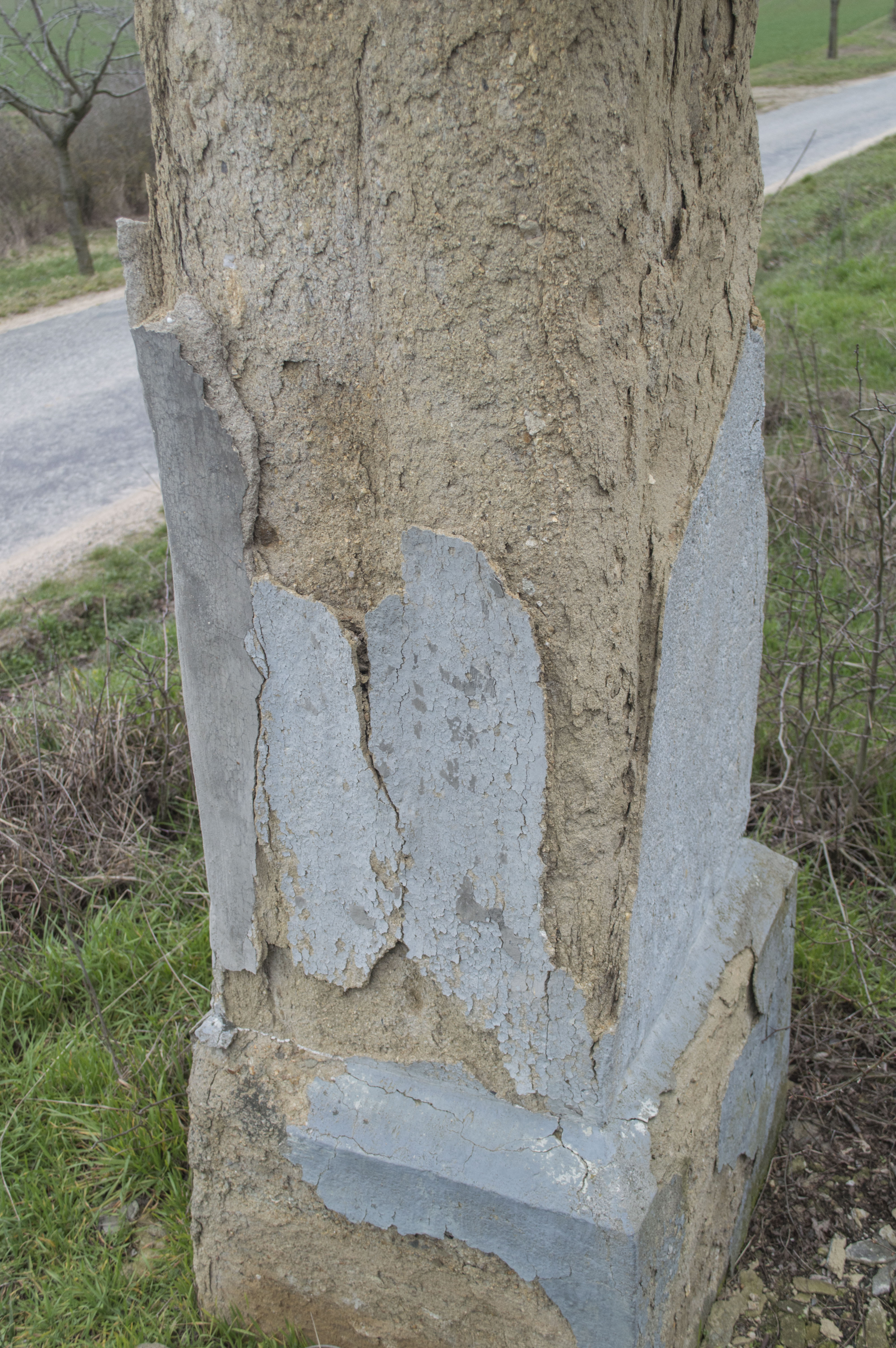
poškození

### Kříž na hřbitově
Kamenný kříž v areálu hřbitova, který byl obcí postaven v roce 1906 na místě původního dřevěného kříže. Na přední straně je nápis: „Já jsem vzkříšeni a život, kdo věří ve mne byť také umřel, živ bude.“ Na kříži je litinový korpus Krista a reliéf Panny Marie. 

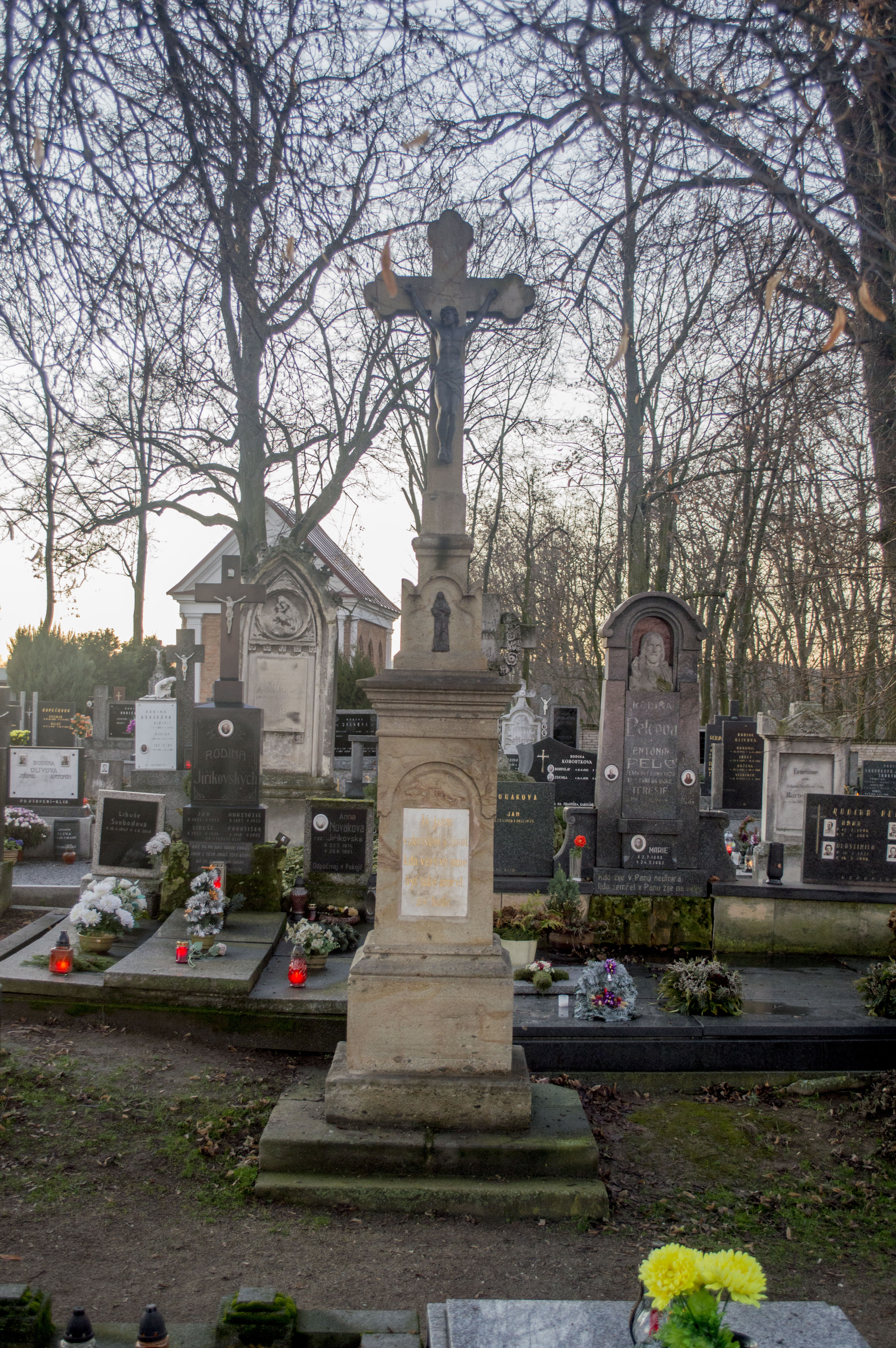
čelní pohled
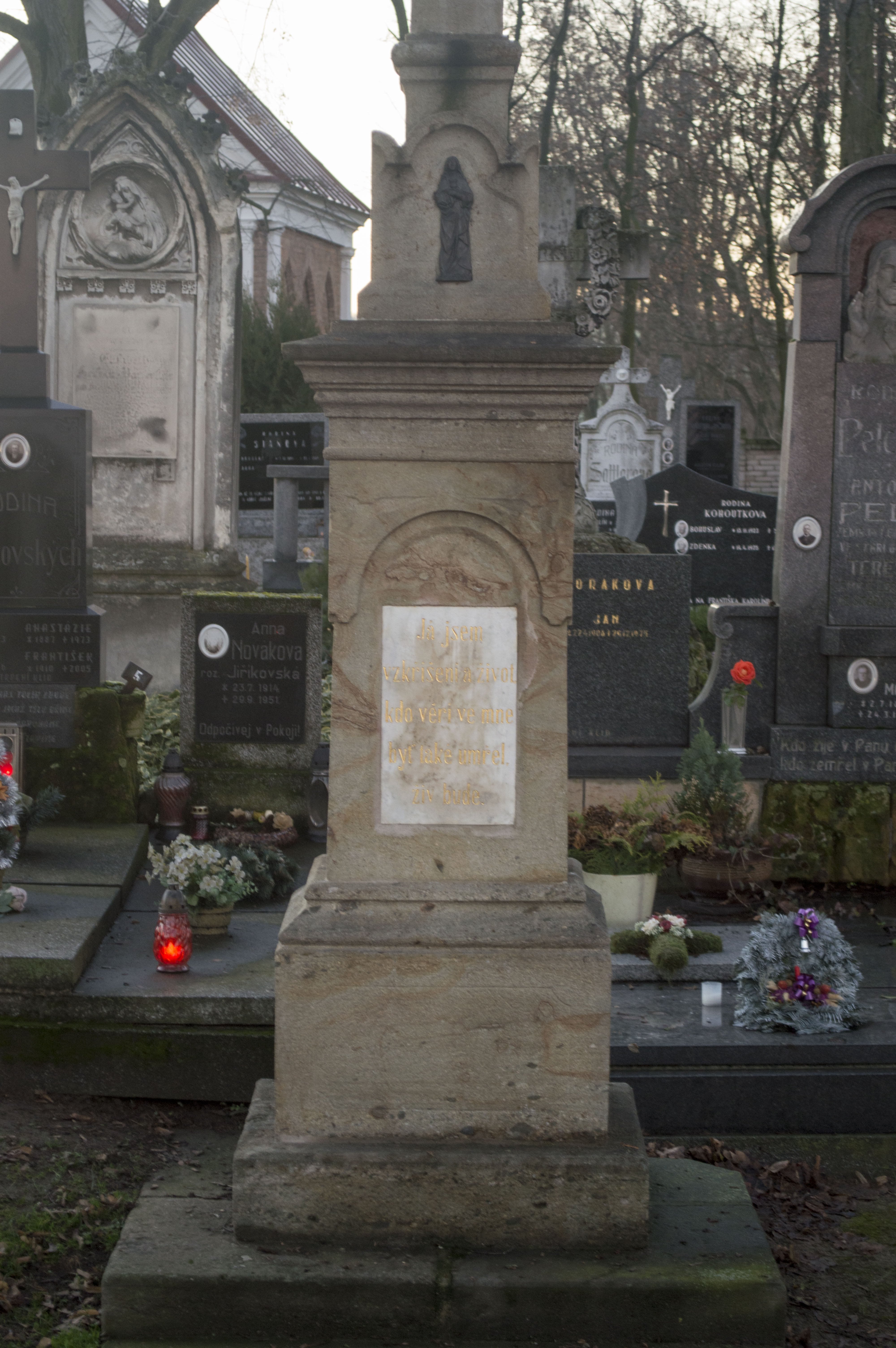
detail spodní části
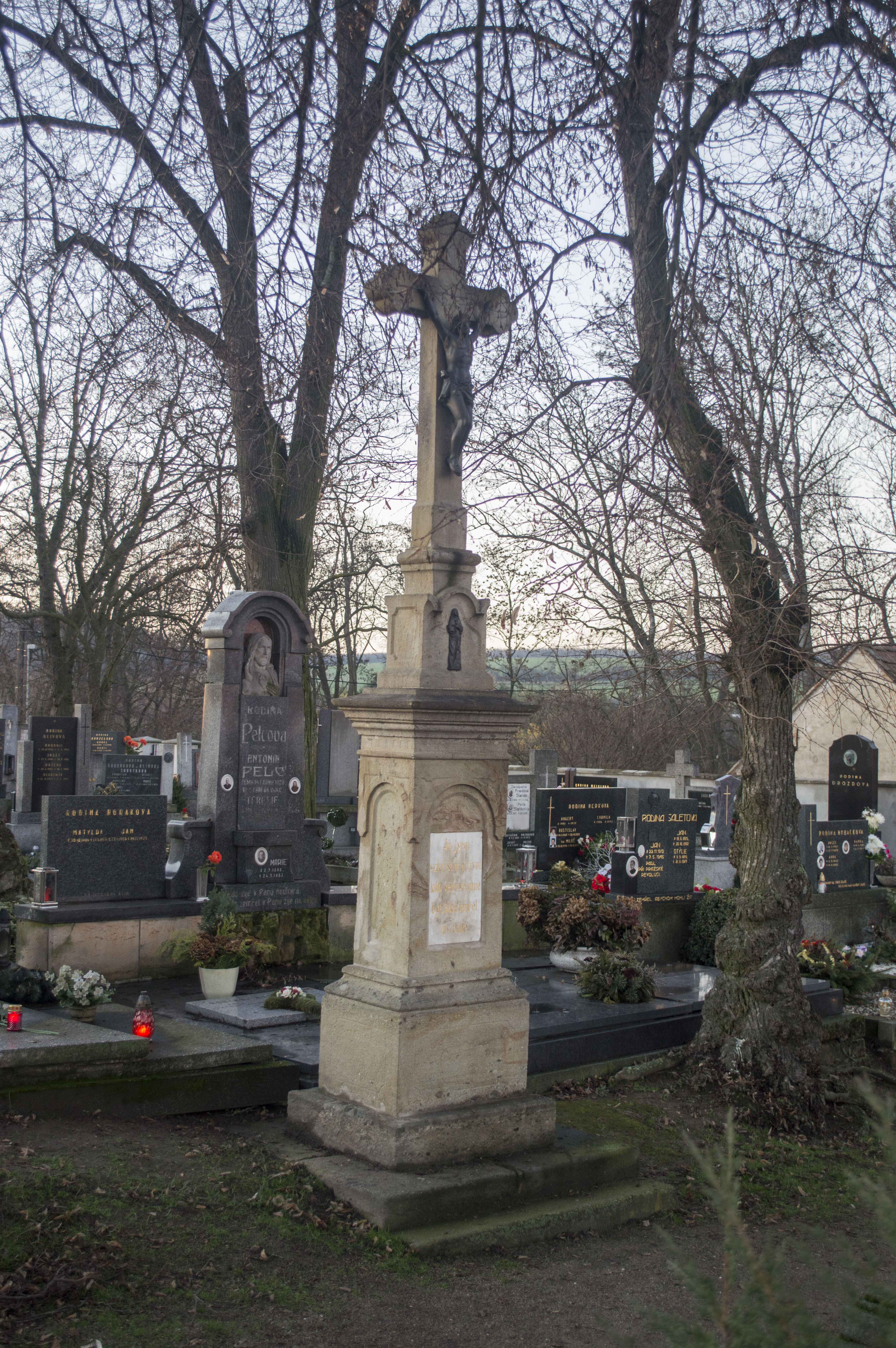
boční pohled
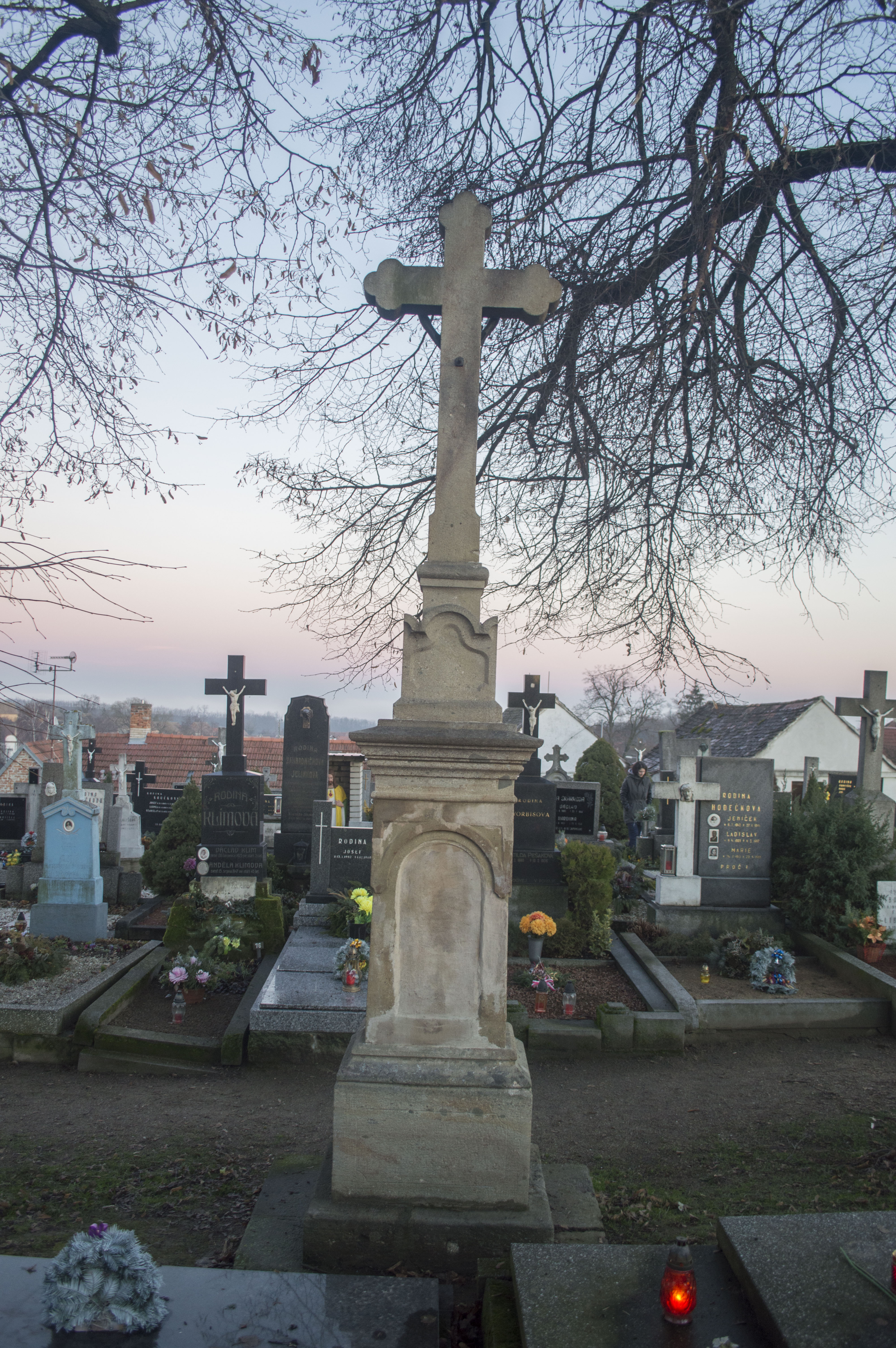
pohled zezadu

### Černý kříž
Litinový, černý kříž nacházející se v lesním porostu u cesty do Lesonic asi 1200 metrů od okraje obce. Kříž je v neogotickém stylu se zlaceným Kristem. Po bocích kříže stojí dvě lípy. Podstavec je zcela bez nápisů. Kříž byl restaurován.

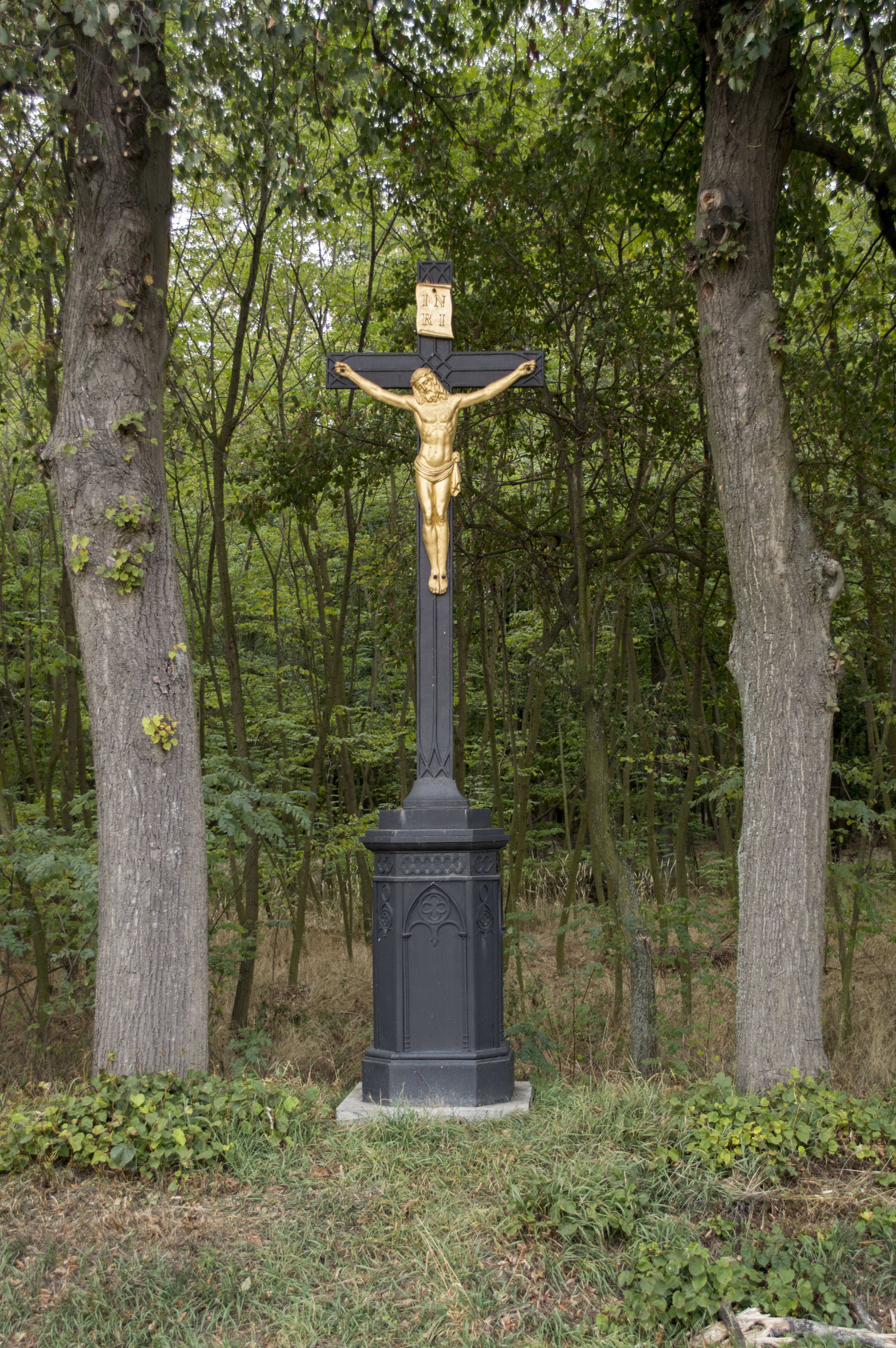
čelní pohled
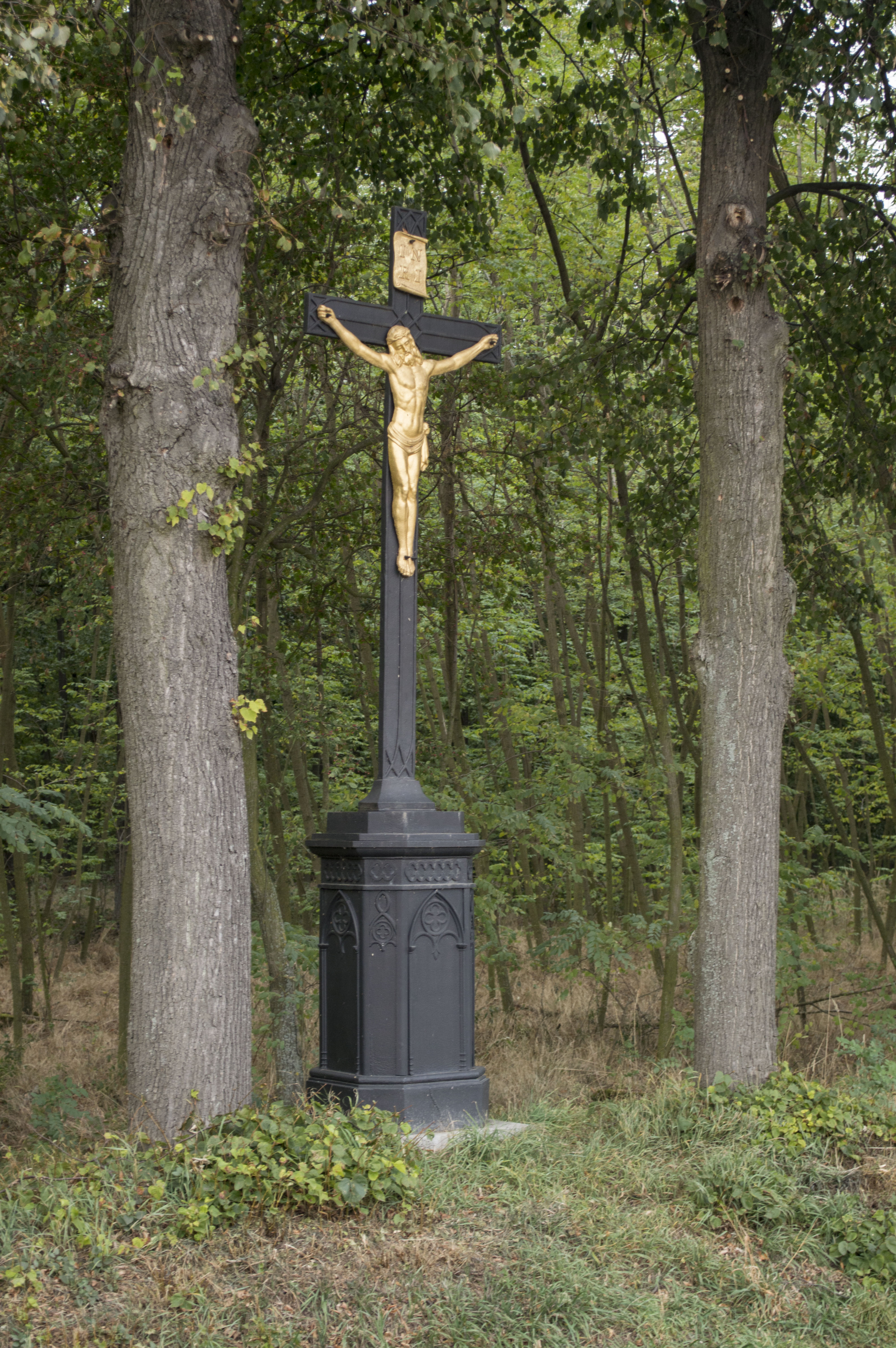
boční pohled
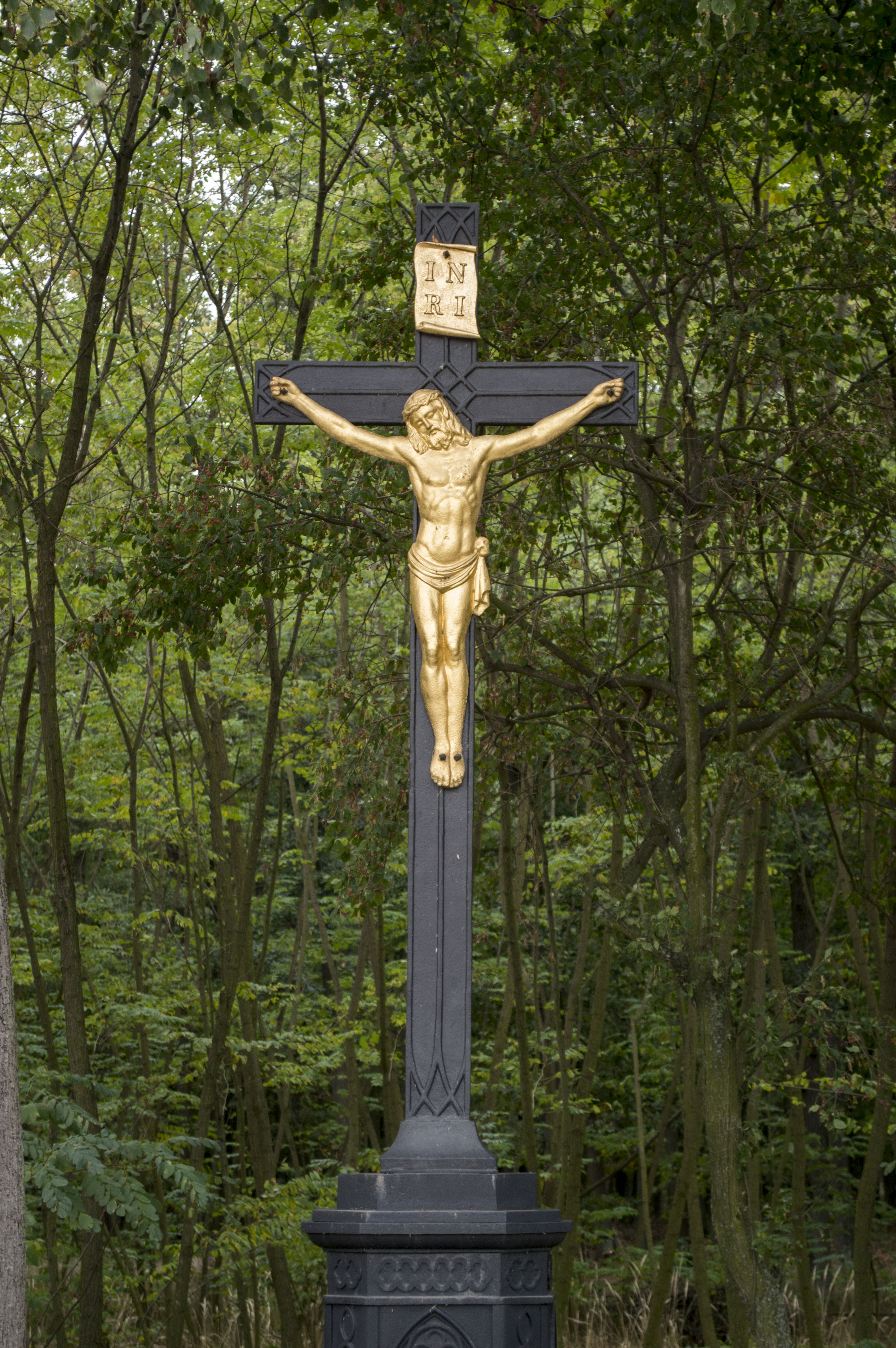
detail vrchní části
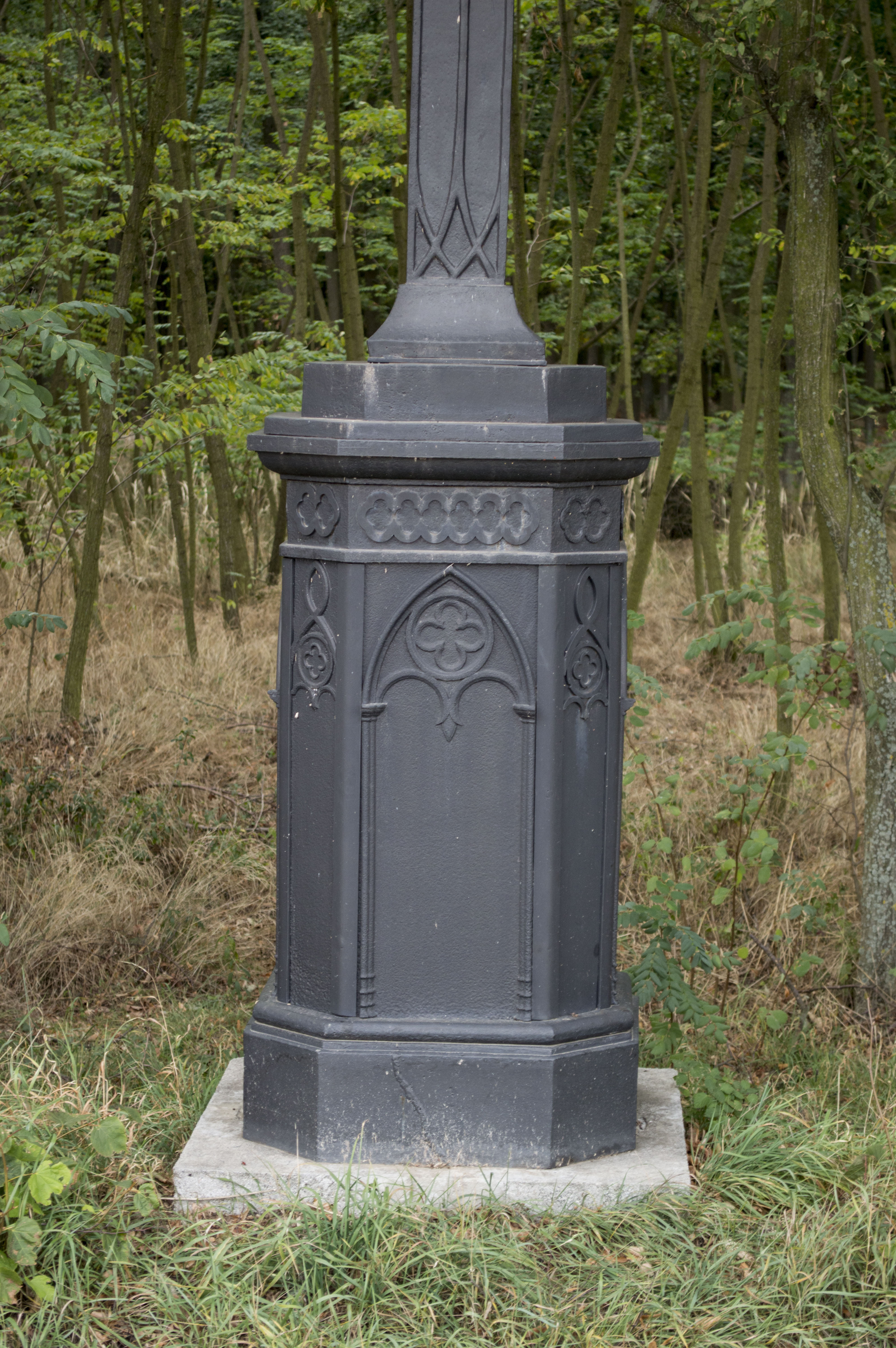
detail spodní části

### Petrův kříž
Nový žulový kříž se zlaceným Kristem stojící v zatáčce cesty do Lesonic, poblíž odbočky k bývalému JZD. Postaven byl v roce 2013 na památku Petra Jandy. Na sloupu jsou nápisy: „Bože buď milostiv nám hříšným“. Ze zadní strany je nápis: „Bylo přání syna Petra“.

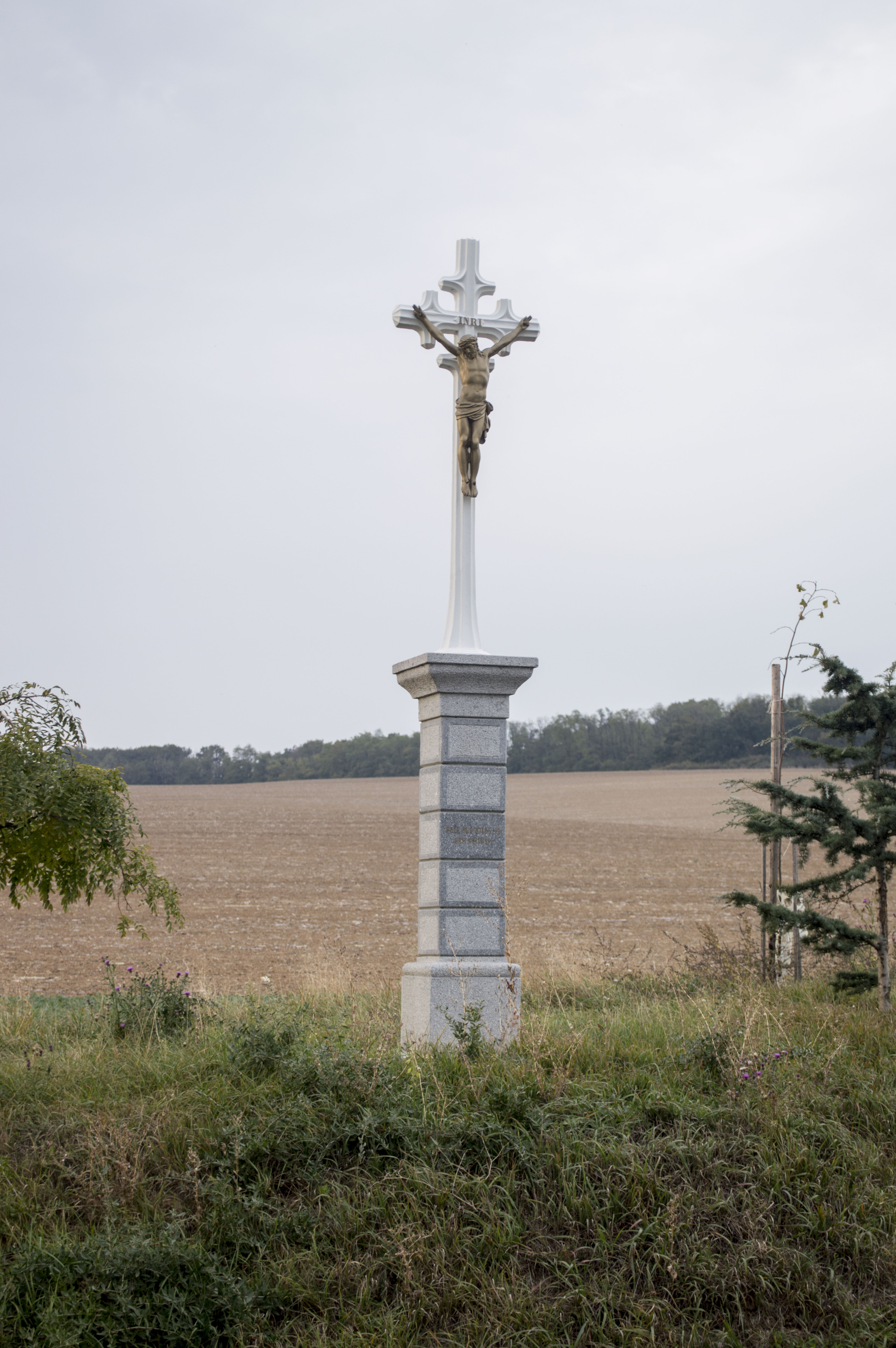
boční pohled
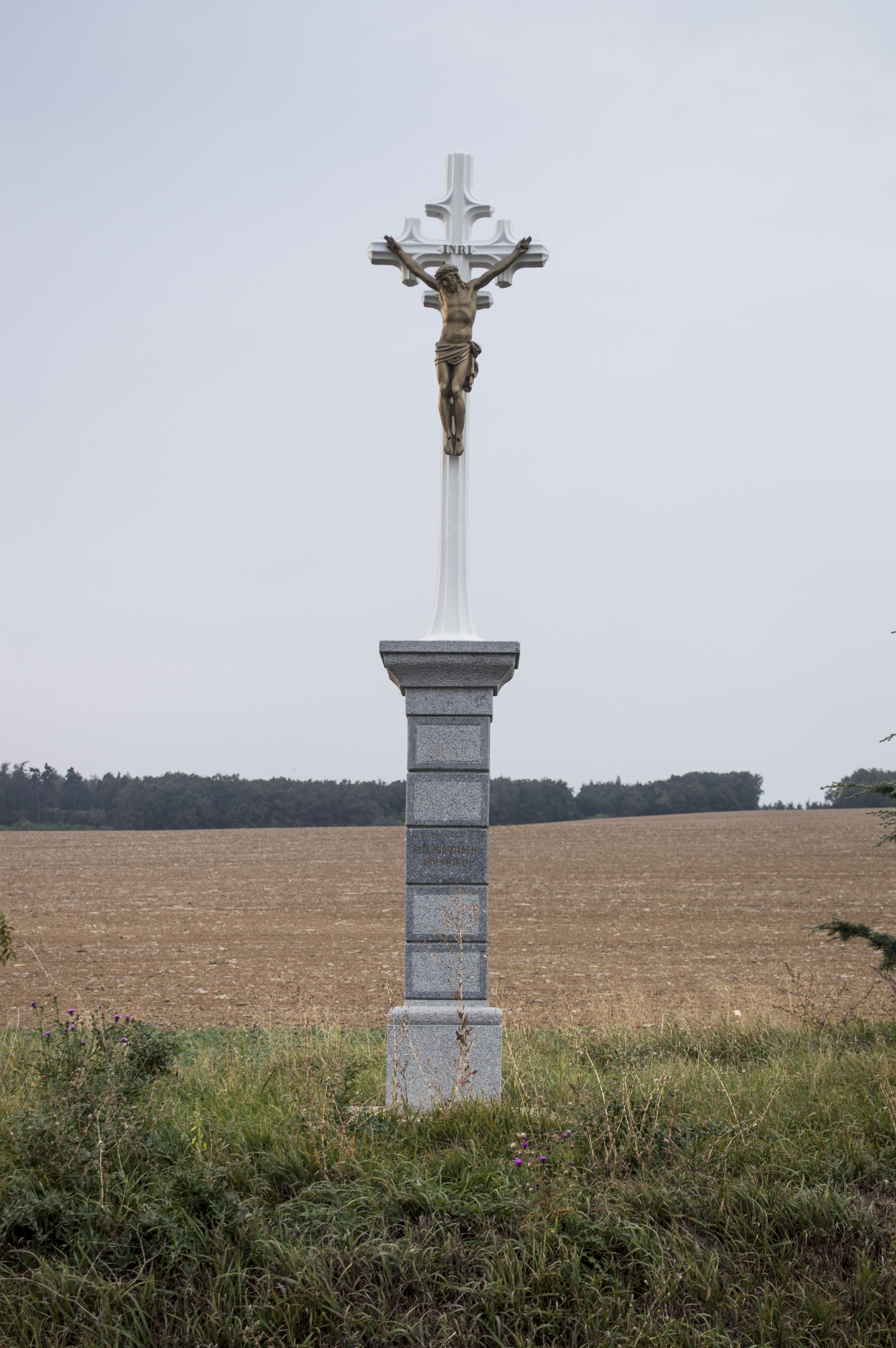
čelní pohled
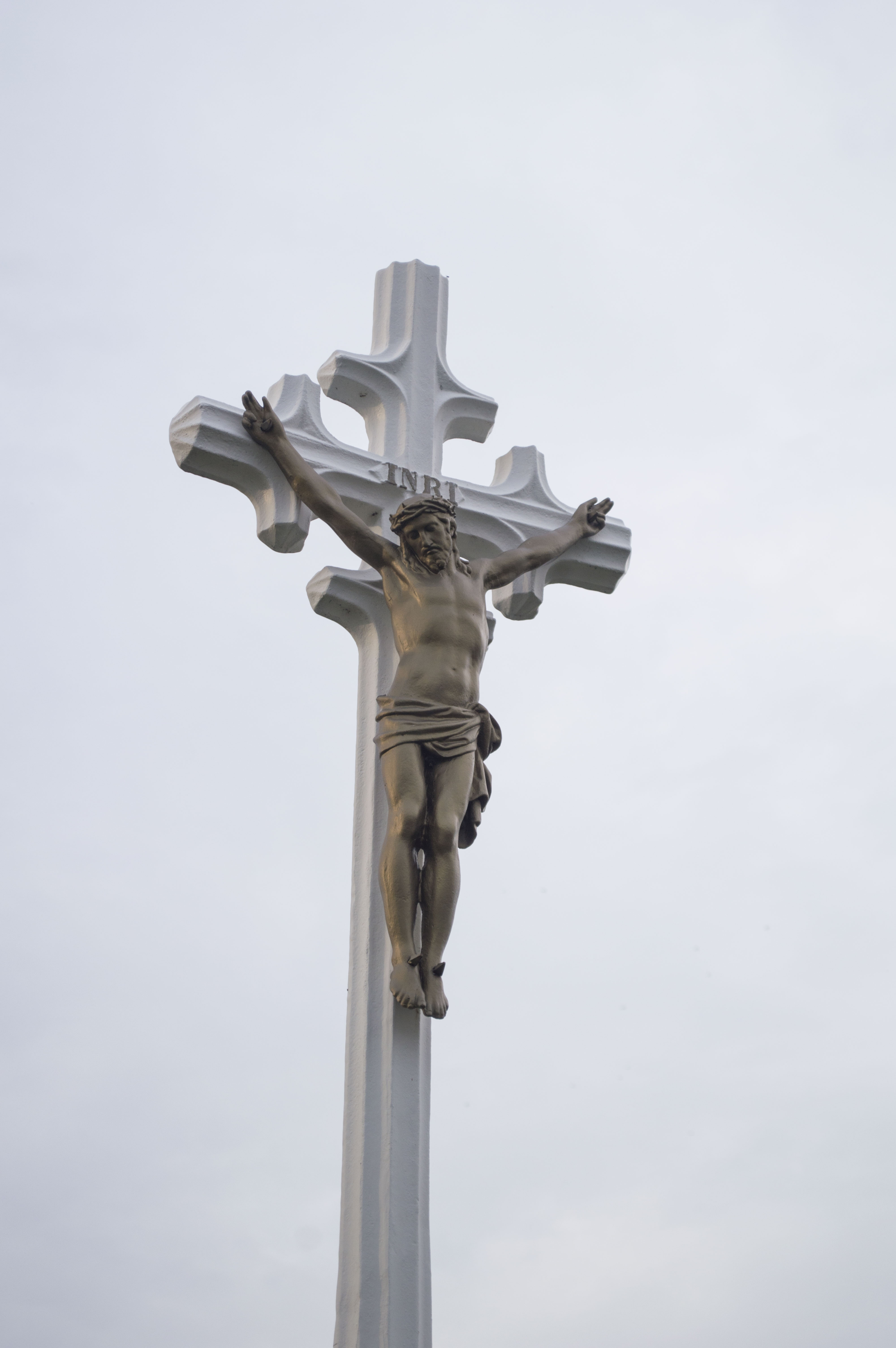
detail kříže
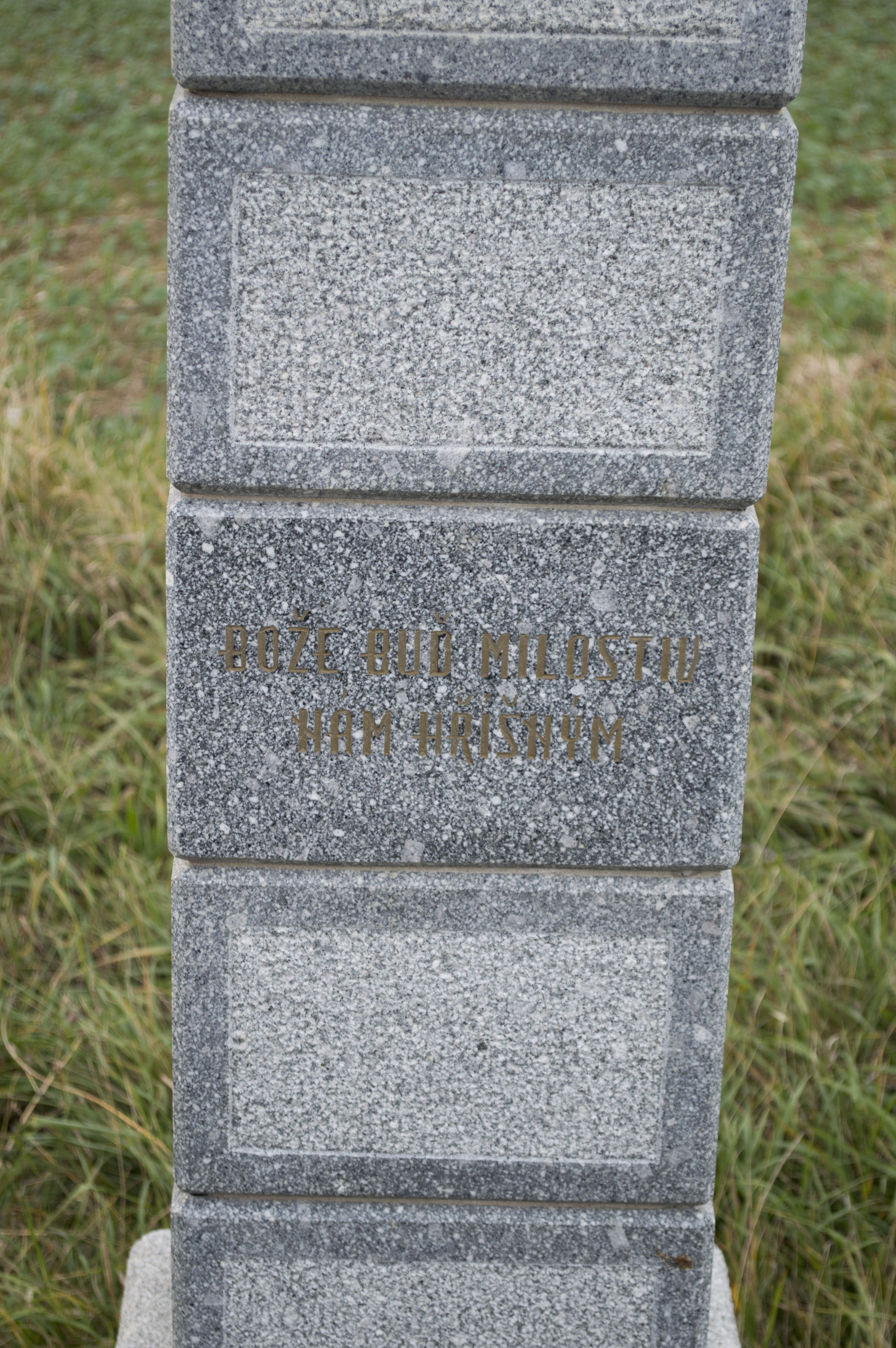
nápis zepředu
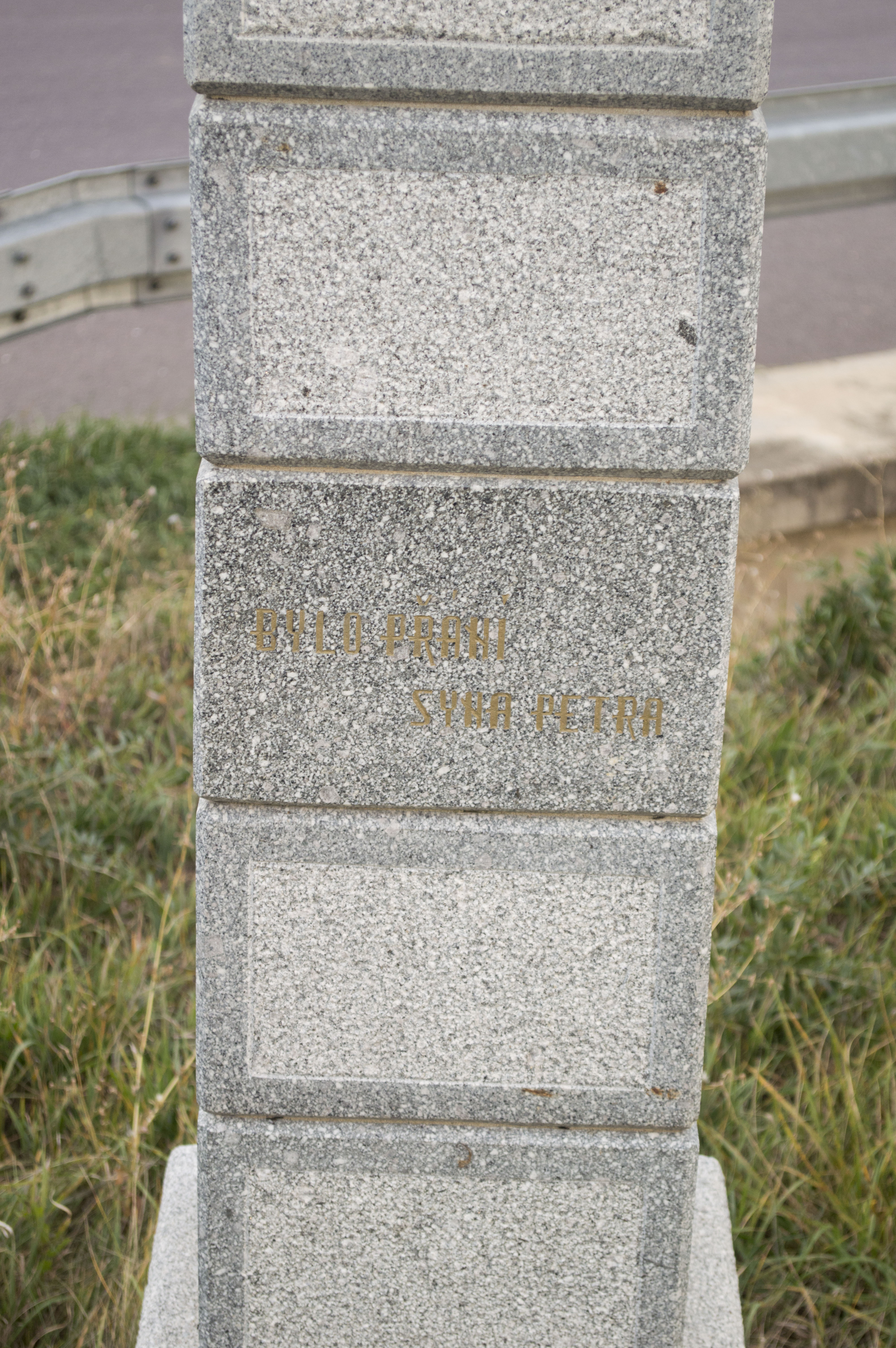
nápis zezadu

### Dřevěný kříž v Dolní trati
Při cestě směrem do Suchochrdel stojí dřevěný kříž, jehož příčné břevno je tvořeno vrtulí. V křížení je nápis „† 23.5.2001 Pavel a Zdenka Mičkovi“, který připomíná nešťastnou leteckou havárii, kdy čtyřiadvacetiletí manželé ze sousedních Suchohrdel zahynuli při pádu ultralehkého letadla. 

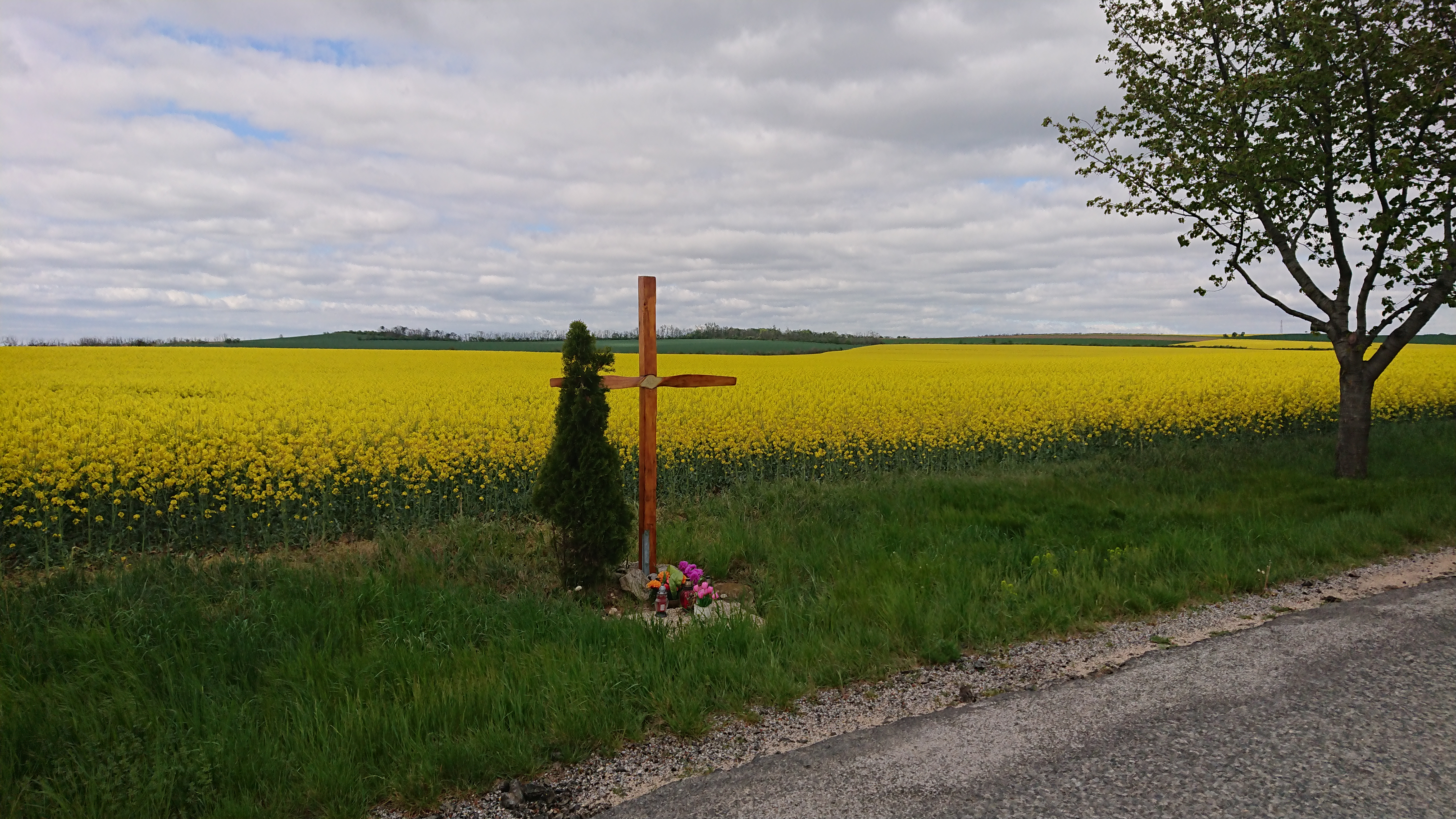
situování kříže
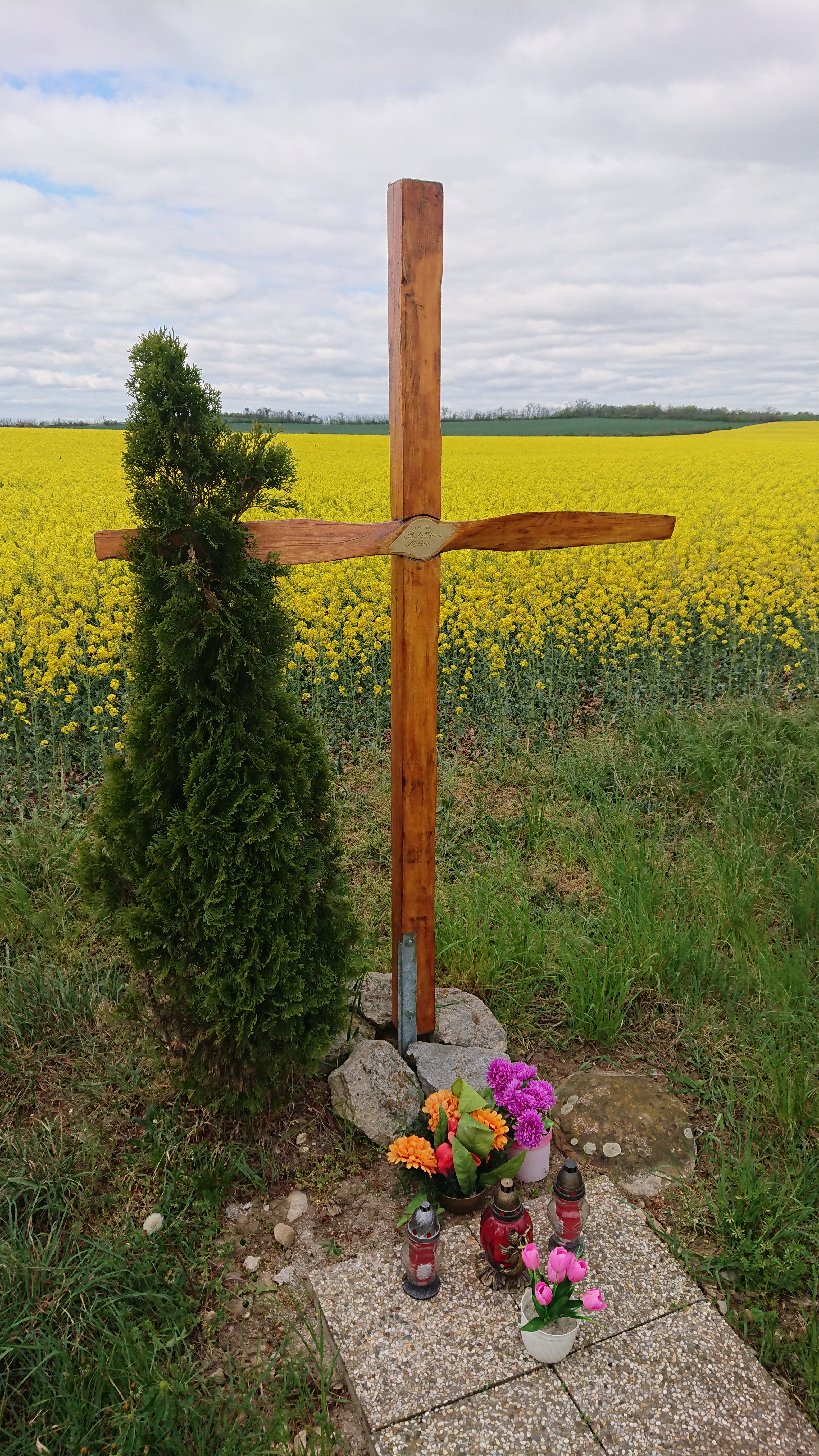
samotný kříž
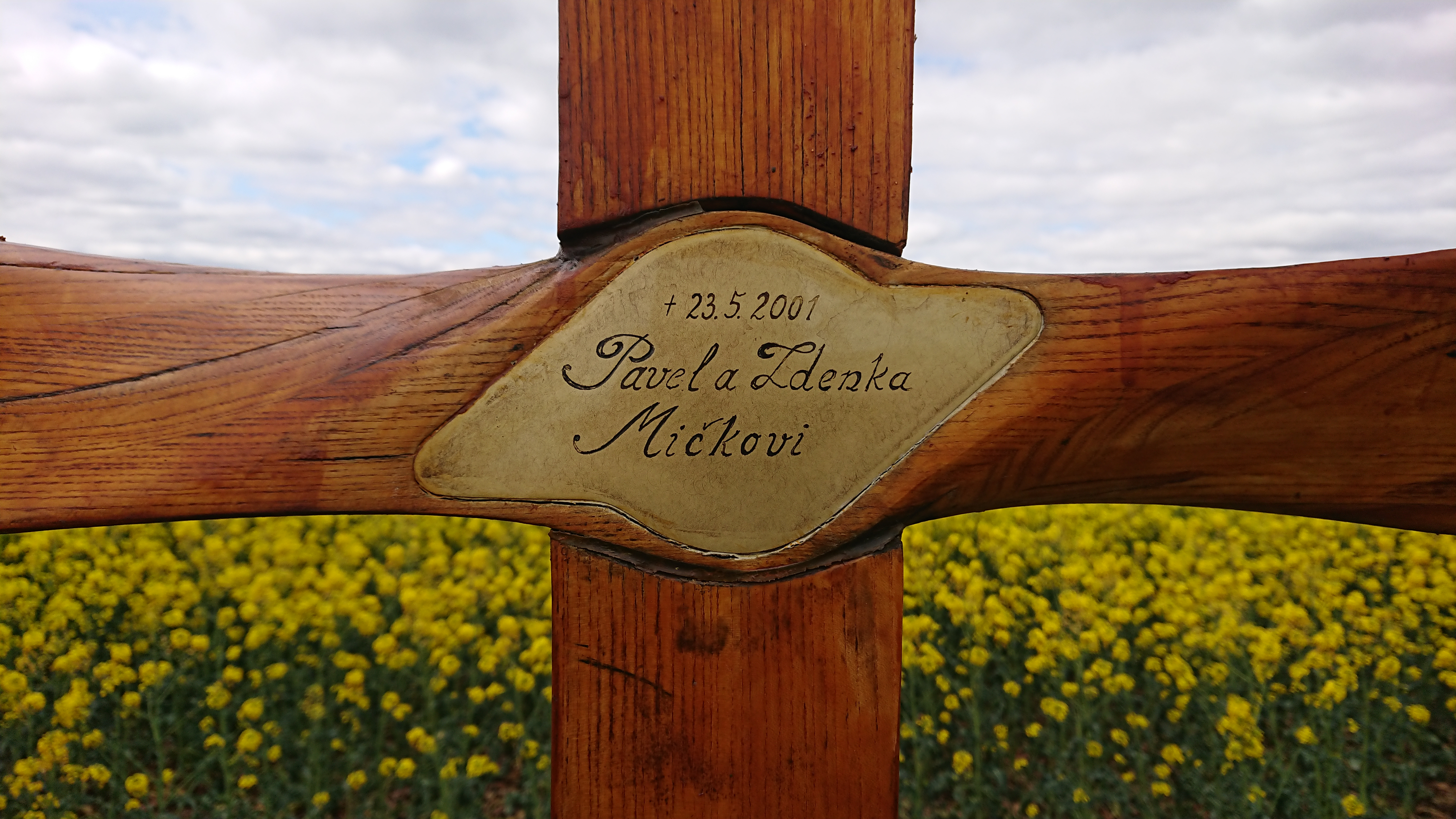
detail nápisu

### Dřevěný kříž u cesty k Miroslavi
Již neexistující dřevěný kříž, který nechal zhotovit čtvrtláník Tobiáš Souček. Ten byl však při prudké bouři roku 1876 stržen. Proto farář Johann Fritsch pořídil 11 zlatých a 36 krejcarů na nový dřevěný kříž s figurou Ježíše Krista.

### Neznámý dřevěný kříž
Již neexistující dřevěný kříž s plechovým Kristem, který stál na blíže nespecifikovaném místě. Existuje pouze záznam, že jej v roce 1892 zlomila prudká bouře. Ze sbírky byl poté zhotoven nový s podstavcem a obrazem Krista.

## Jiné

### Bývalý panský sklep
Budova stojící na začátku ulice vedoucí ke hřbitovu poblíž domu č. 105. Na pískovcovém ostění vchodu je vytesán letopočet stavby 1780. Sklep byl tedy postaven v době, kdy panství vlastnil Karel Vilém Haugwitz (1736–1819) a spravoval Alois Jan Majer. Budova má dvě okna a vchod s dřevěnými, plátovanými vraty, ve vysokém štítě je oválné okno. Uvnitř se nachází místnost, která navazuje na chodbu dlouhou cca 80 m. Chodba je z počátku užší, dále je rozšířena. Po celé délce chodby až ven vedou koleje pro přepravu. Budova byla mezi lety 2015 a 2023 v přestavbě. Budova nyní slouží Vinařství Hodeček.

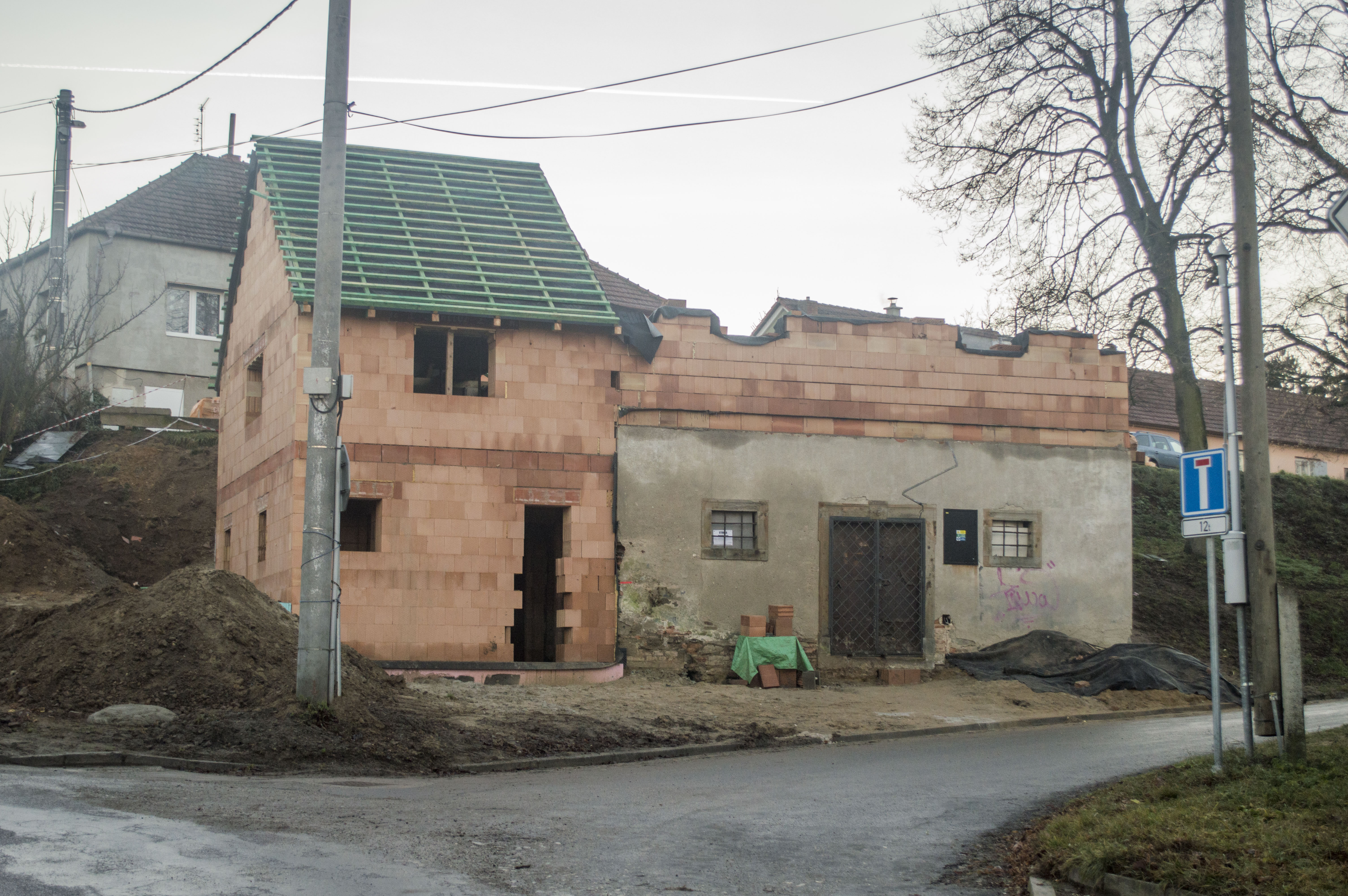
sklep během přestavby
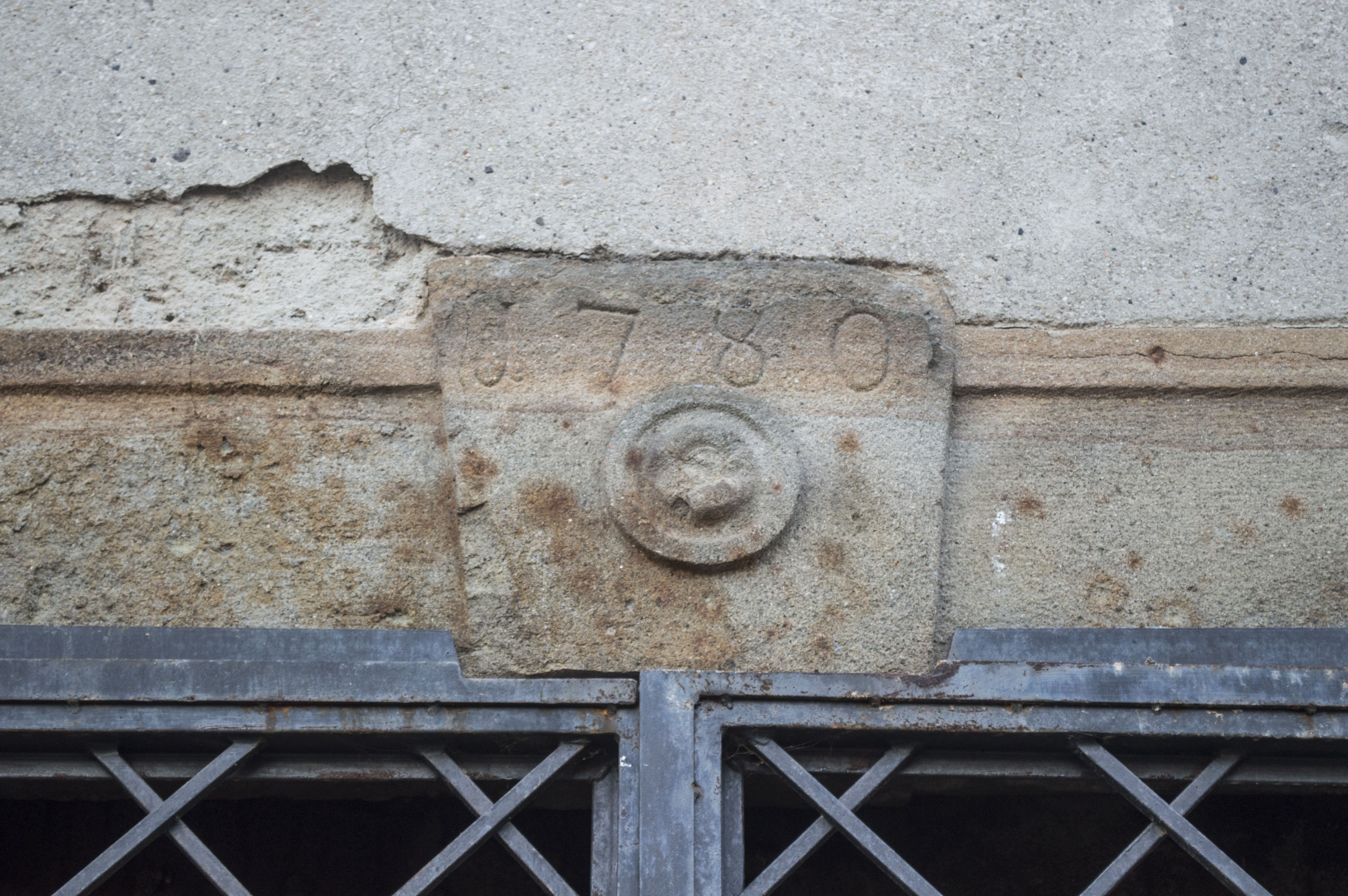
detail letopočtu
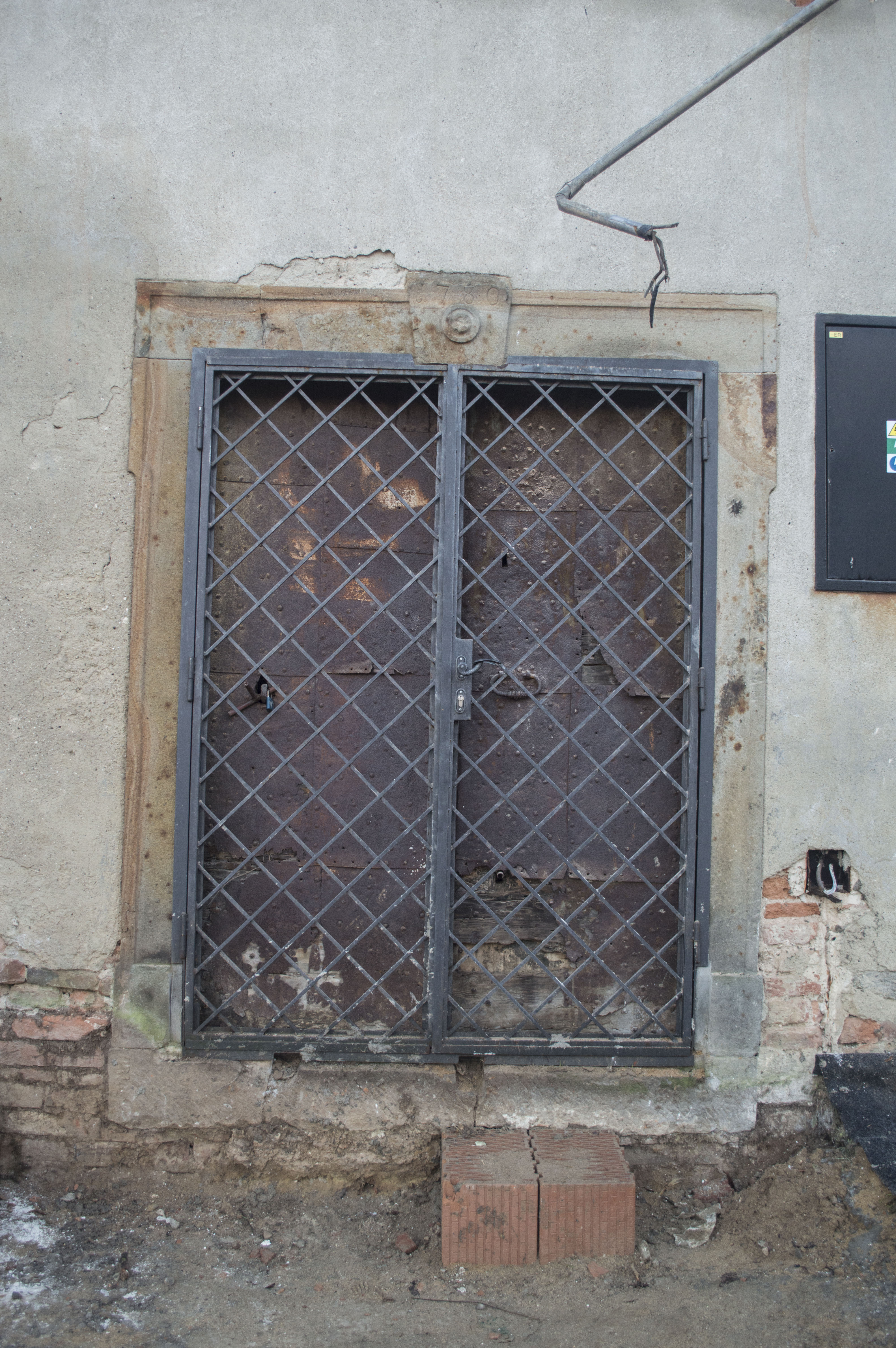
vchod
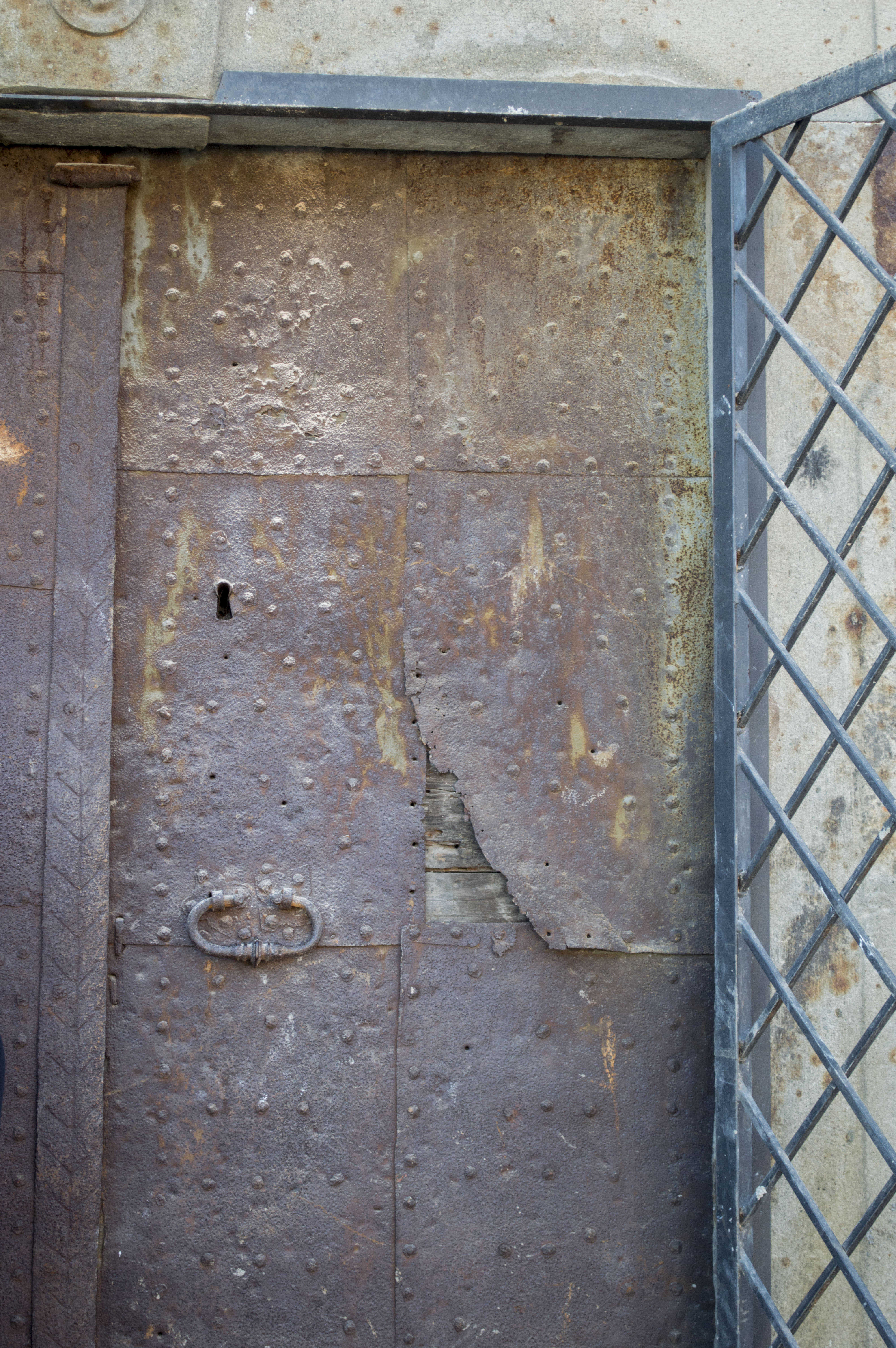
pobití vrat
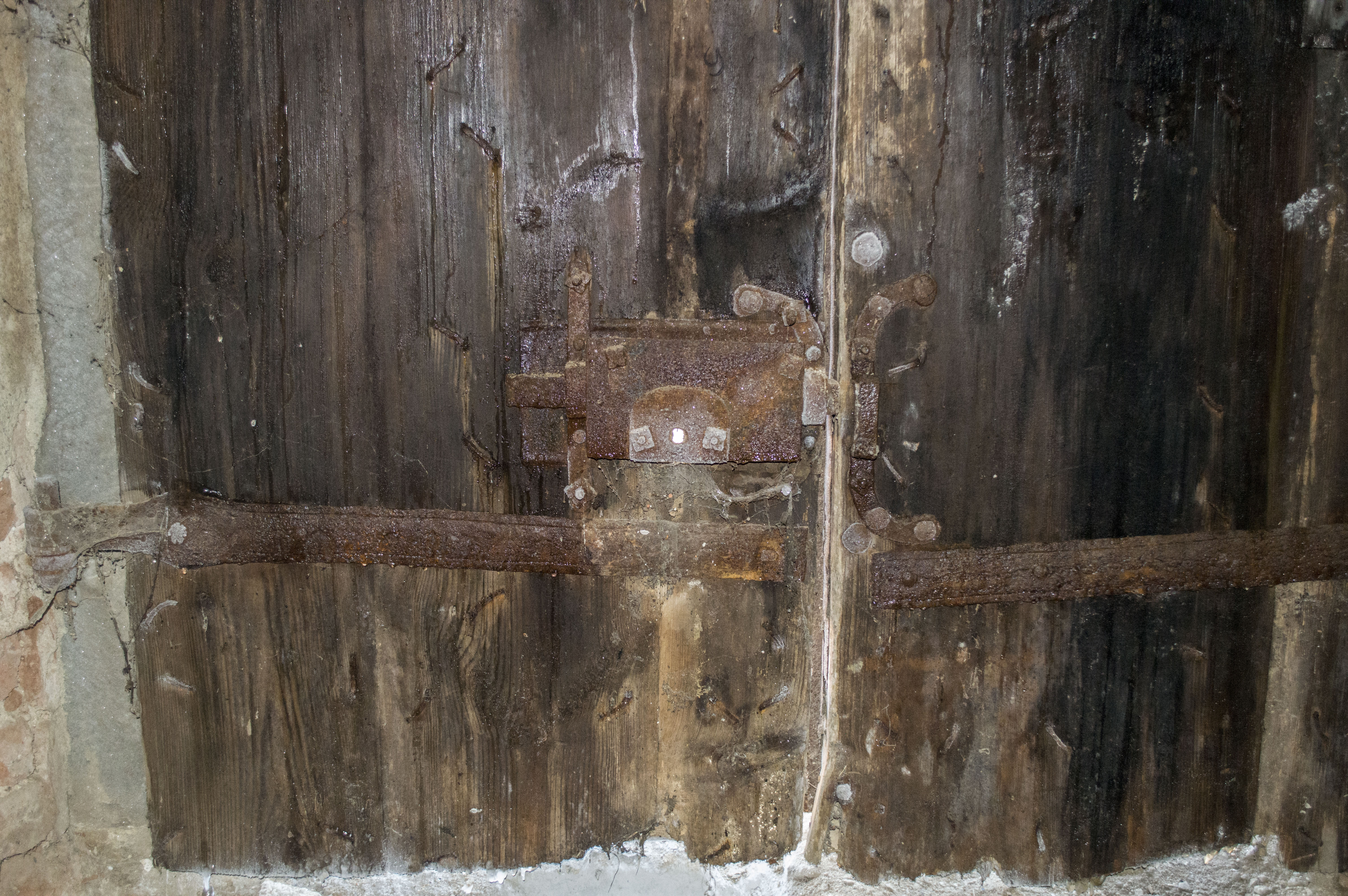
detail zámku
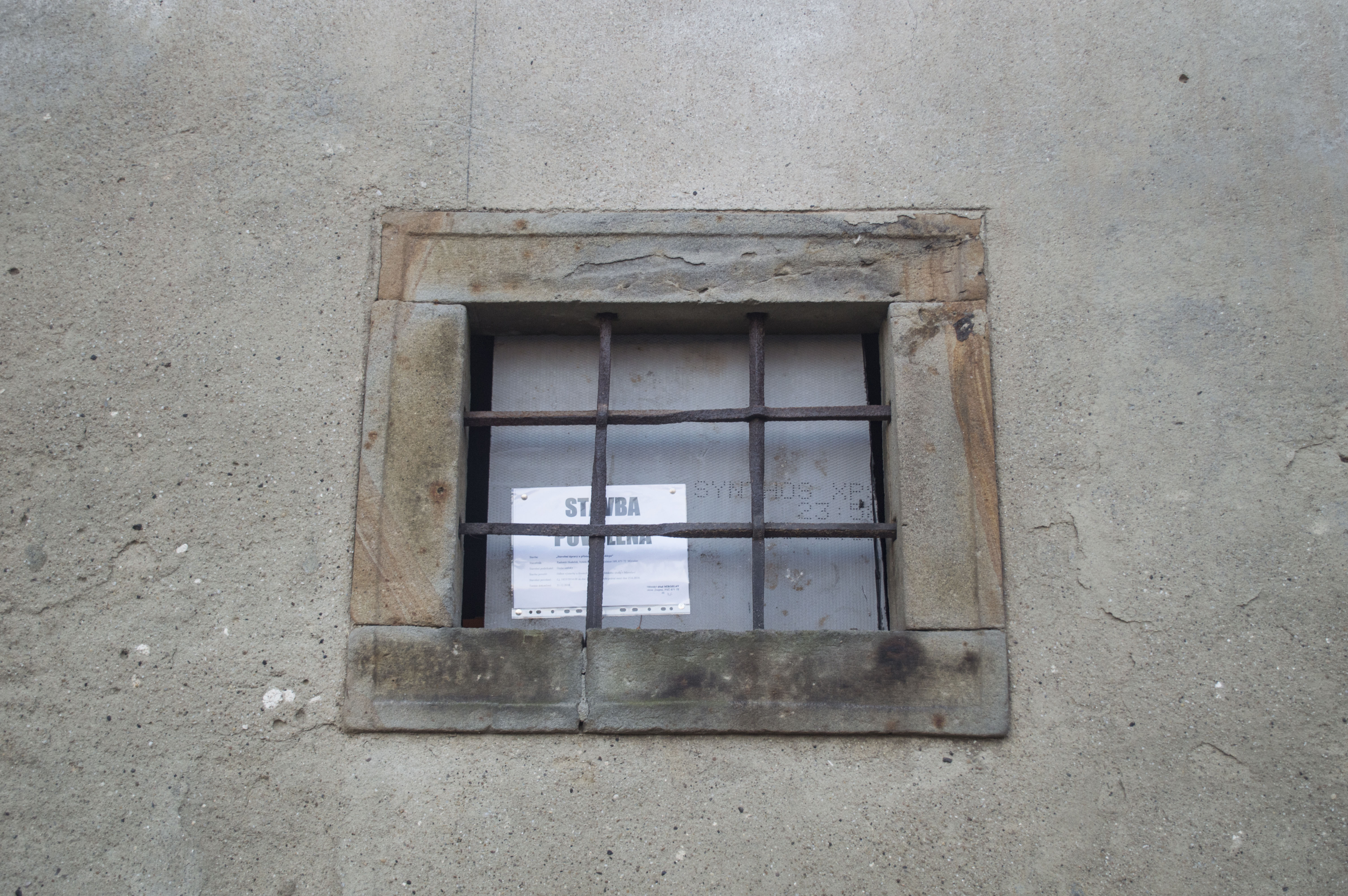
okno
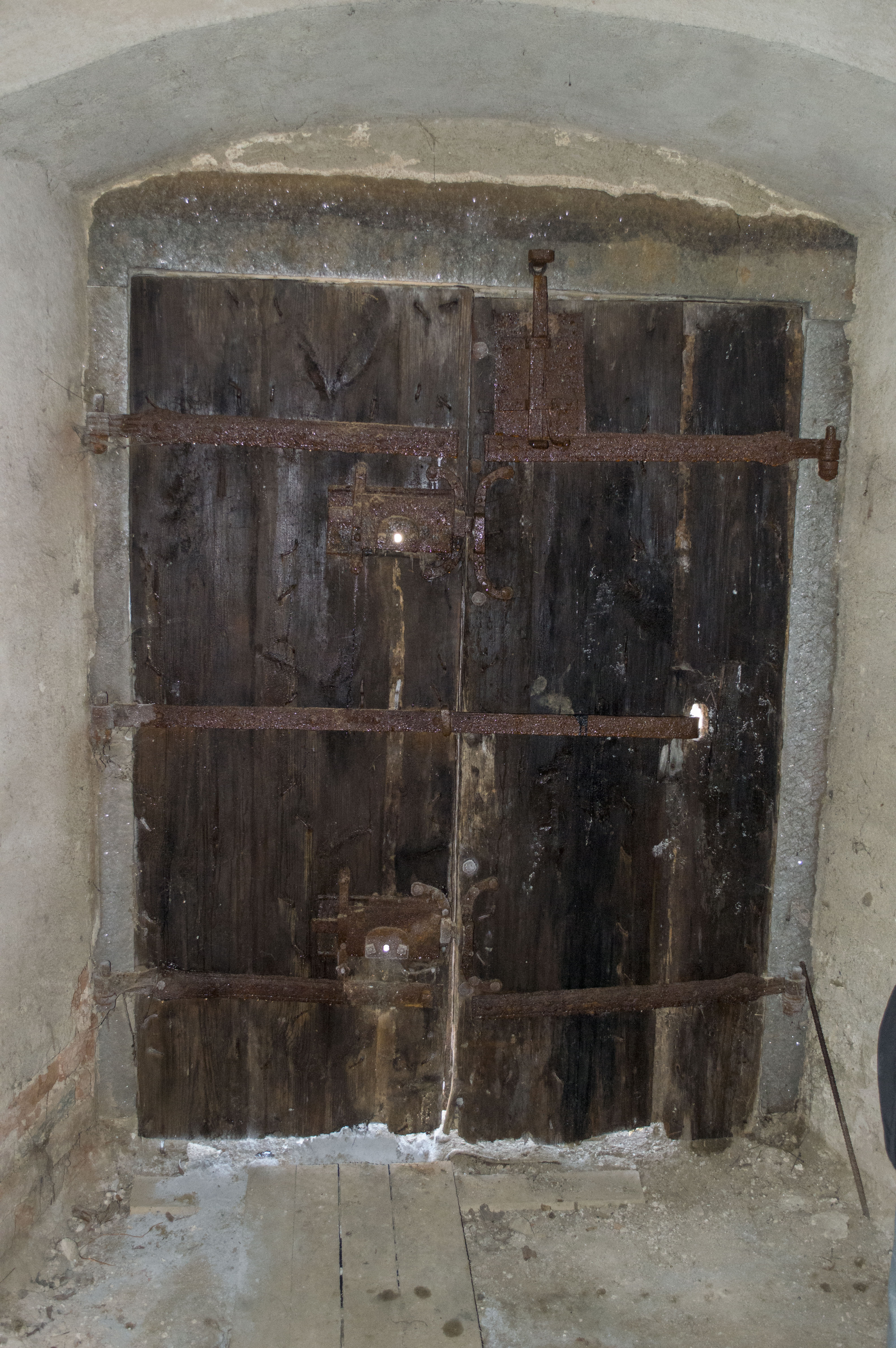
vrata zevnitř
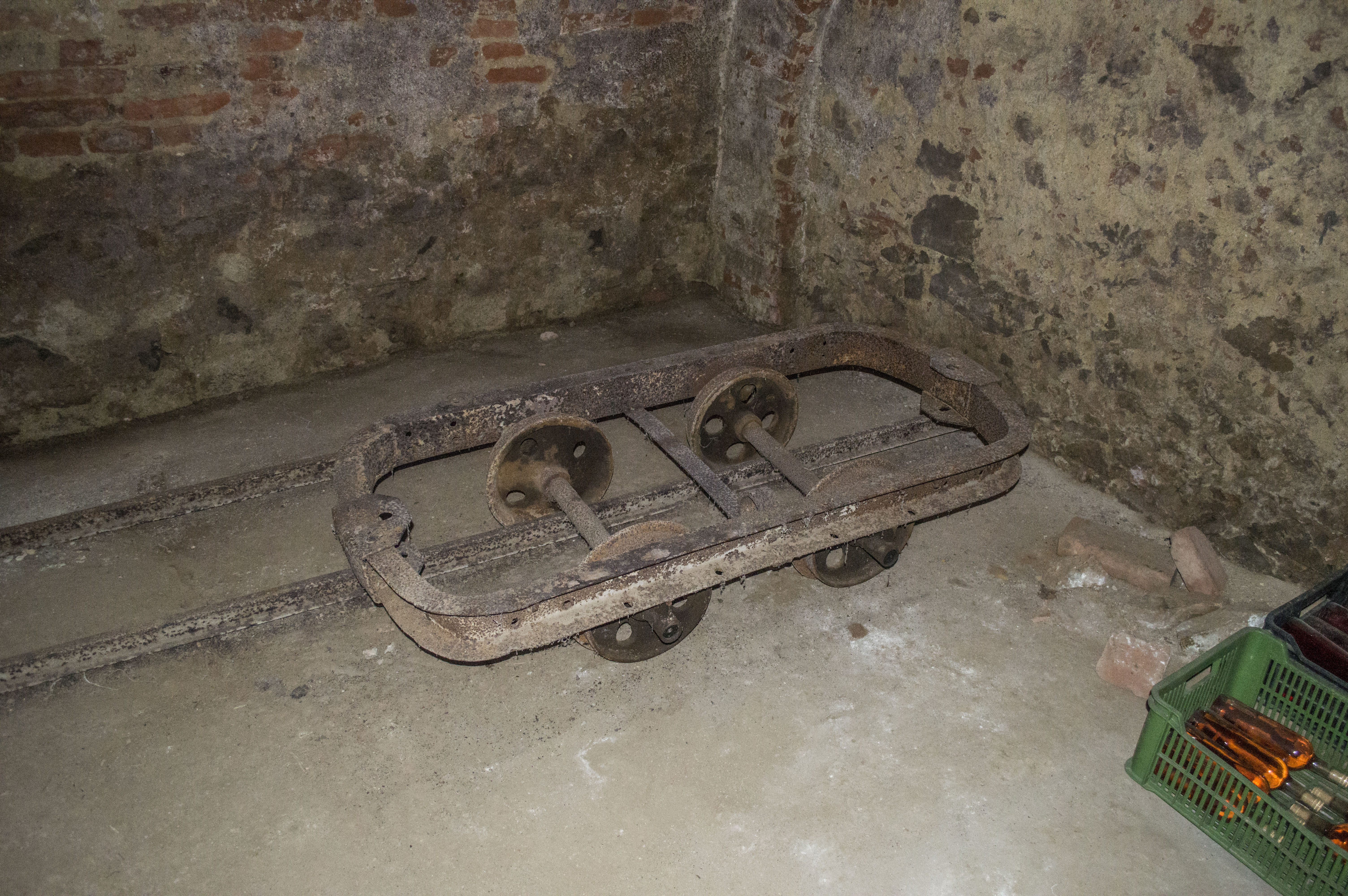
povoz
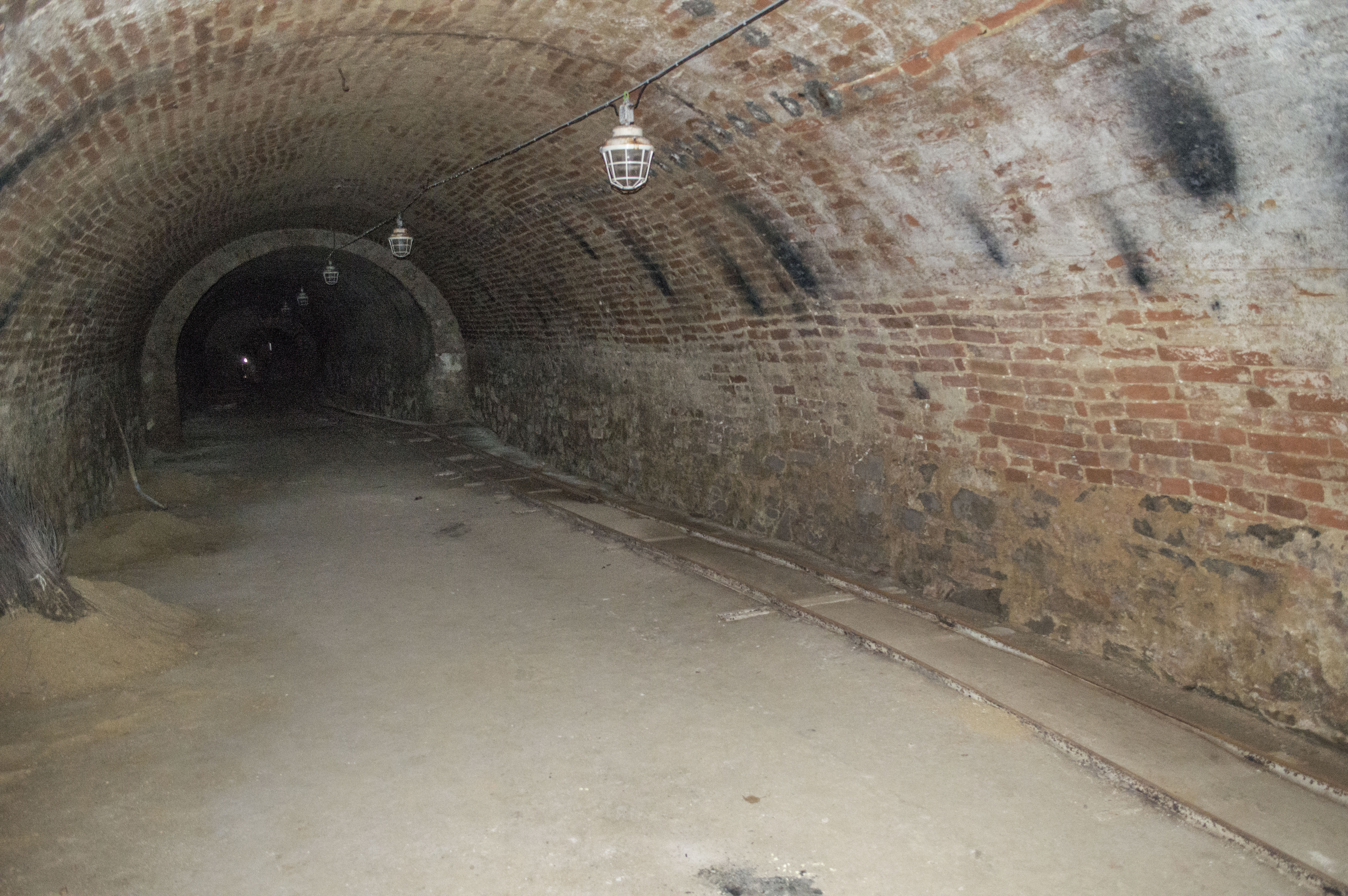
chodba (pohled k východu)
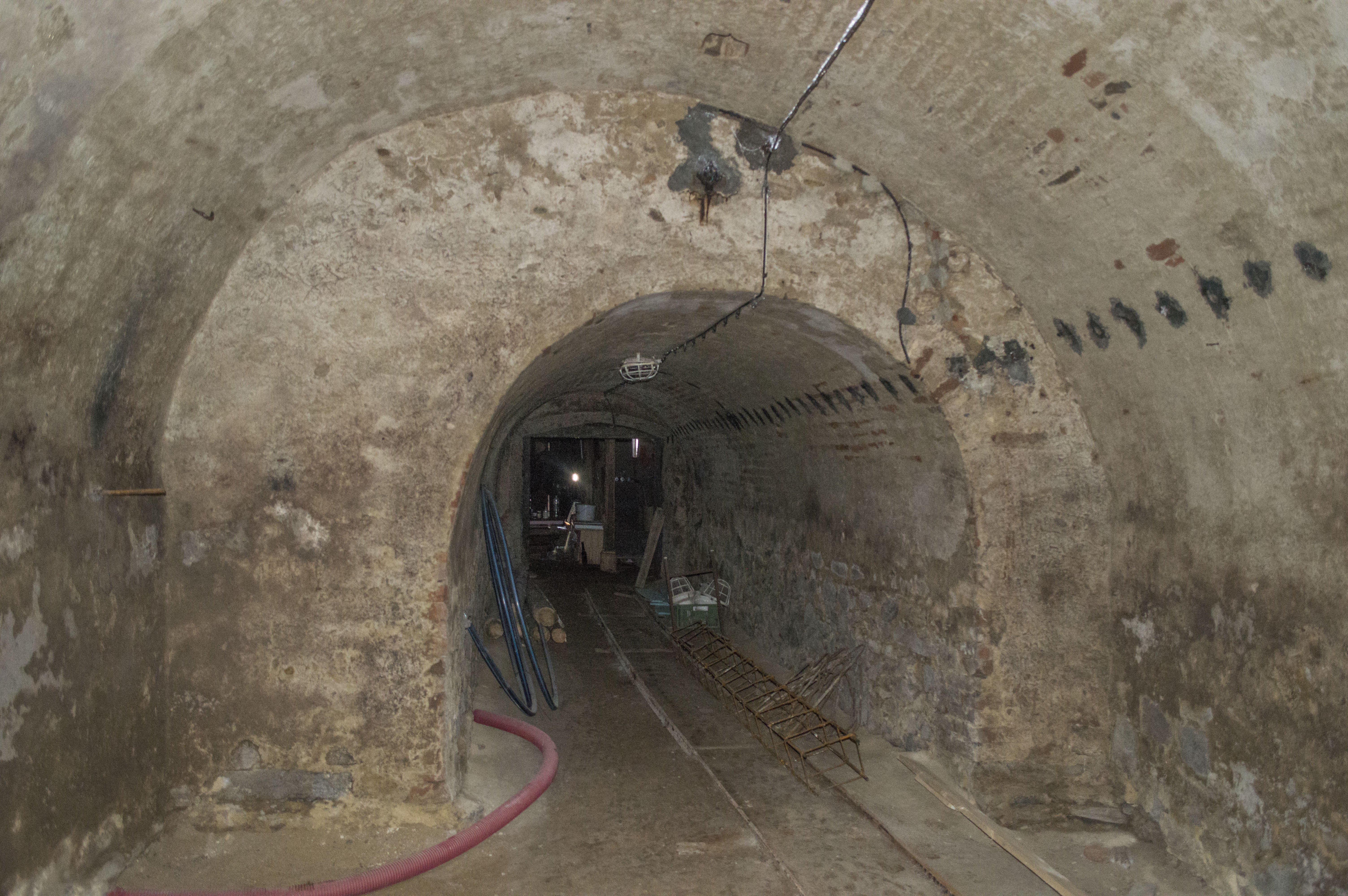
zúžení chodby (pohled k východu)

### Budova školy
Budova č. 28. Školství v miroslavských Knínicích se rozvinulo na konci 18. století, z počátku se vyučovalo v domech, později se rozhodlo postavit školu v části obce zvané Výhon. Budova pro jednu třídu byla stavěna mezi lety 1834–1835. Stavbu financoval tehdejší učitel a pán Emanuel Bartenstein a dřevo na stavbu zajistil Miroslavský baron Hopfen. První učitelem v této budově byl nejspíše Jan Růžička z domu č. 22. V roce 1883 učitel Jan Olšanský zřídil v této budově obecní knihovnu, která před 1. světovou válkou obsahovala 130 svazků. V roce 1888 byla budova rozšířena o další prostory pro druhou třídu pod vedením mistra Hynka Kováře z Moravského Krumlova, dle původního plánu Františka Dočkala, zednického mistra z Miroslavi. 30. června 1983 byla výuka z důvodu malého počtu žáků zrušena a přemístěna do Miroslavi. Posledním ředitelem byl Jan Berka s učitelkou Annou Klejdusovou. Několik let budova sloužila firmě na výrobu a vývoj tištěných spojů, nyní je budova v soukromém vlastnictví.

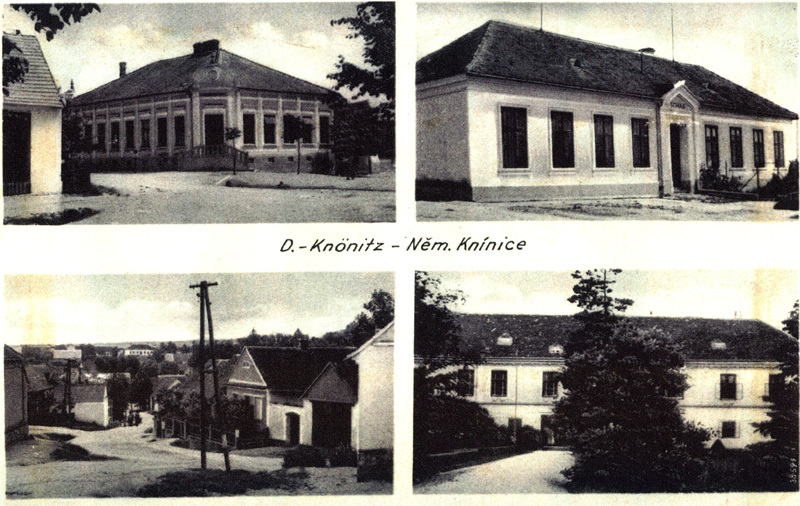
Fotografie školy na pohlednici v pravém horním rohu

### Obecní hostinec
Budova č. 42 uprostřed obce. Tento hostinec nahradil předešlý, který již nevyhovoval, jehož hostinští byli například v roce 1873 Matyáš Feltsch, od roku 1884 Karel Elbling, po něm Jan Kejbl (zemřel r. 1891). V roce 1912 bylo rozhodnuto po vypršení smlouvy posledního hostinského, Františka Neužila, postavit novou a reprezentativní budovu s hostincem, sálem a obecní kanceláří. Hostinec byl postaven dle návrhu Josefa Jurčíka z Dolních Kounic a poté slavnostně otevřen v roce 1913. Jeho prvním nájemcem se stal řezník a hostinský Rudolf Beneš z Chrlic u Brna. Později byl hostinec přestavěn a jeho vchod se přesunul ze středu na pravou stranu. Nyní slouží část budovy obchodu s potravinami a hostinec je otevřen pouze během obecních slavností.

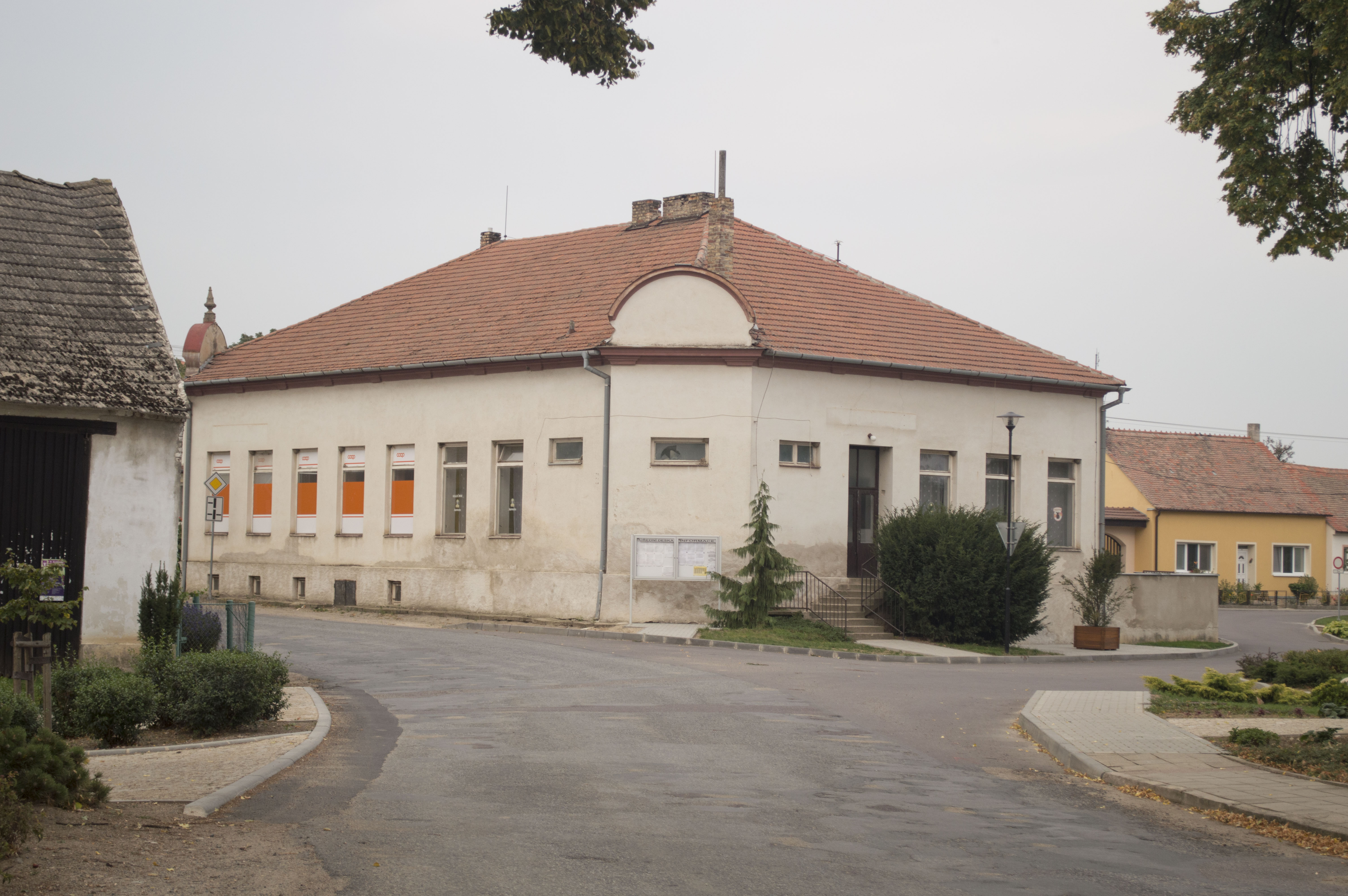
pohled na hostinec
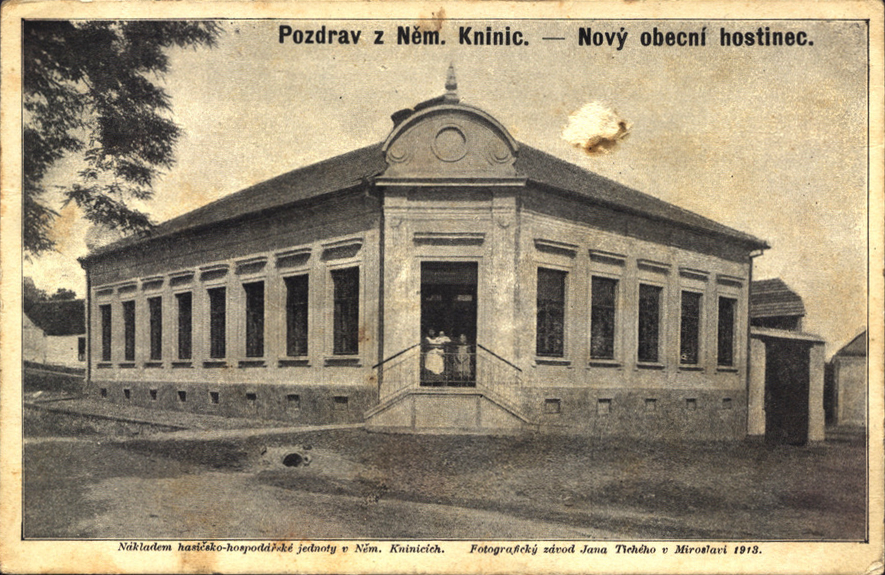
Fotografie hostince z doby dokončení
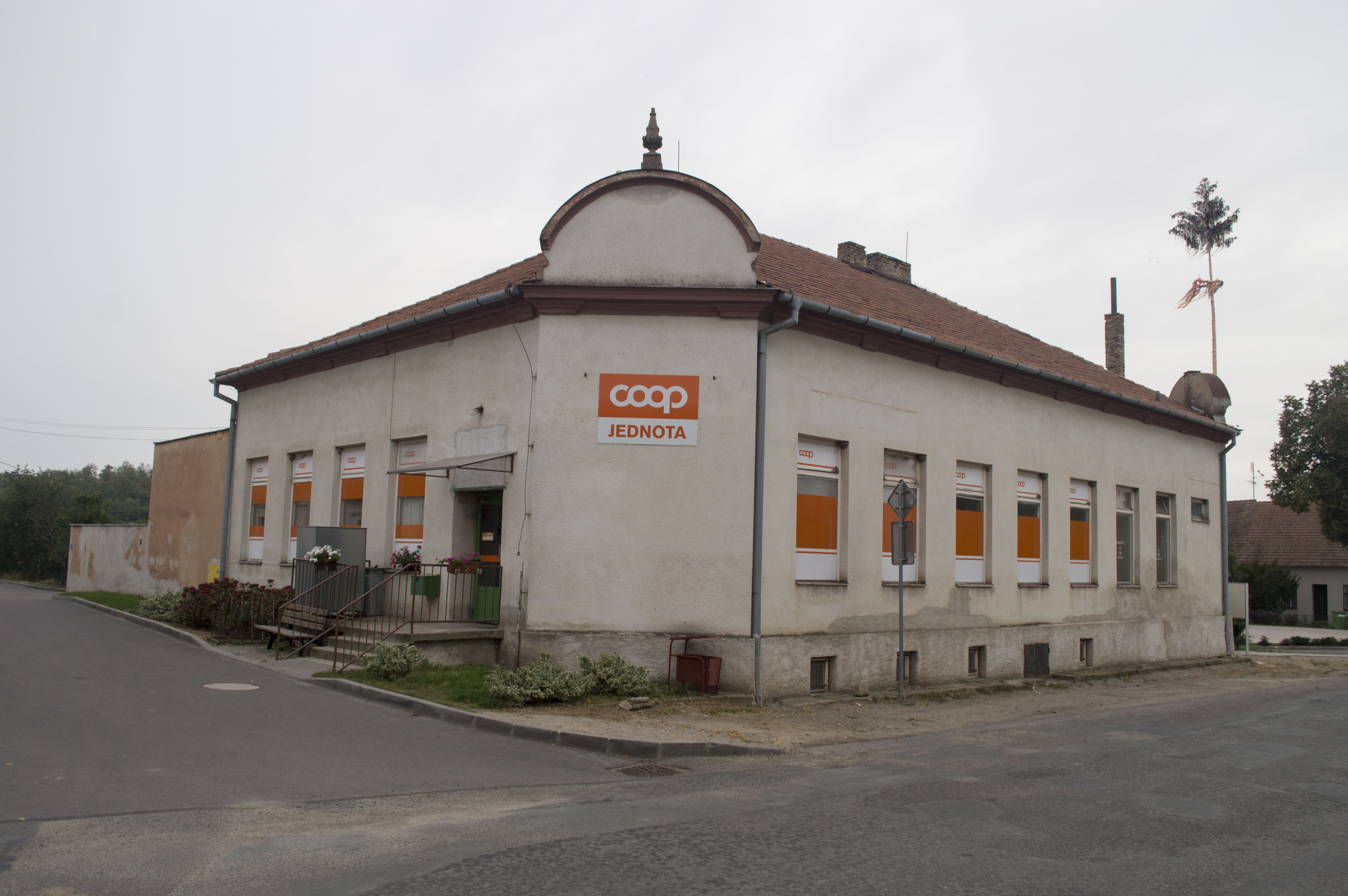
pohled na obchod z druhé strany
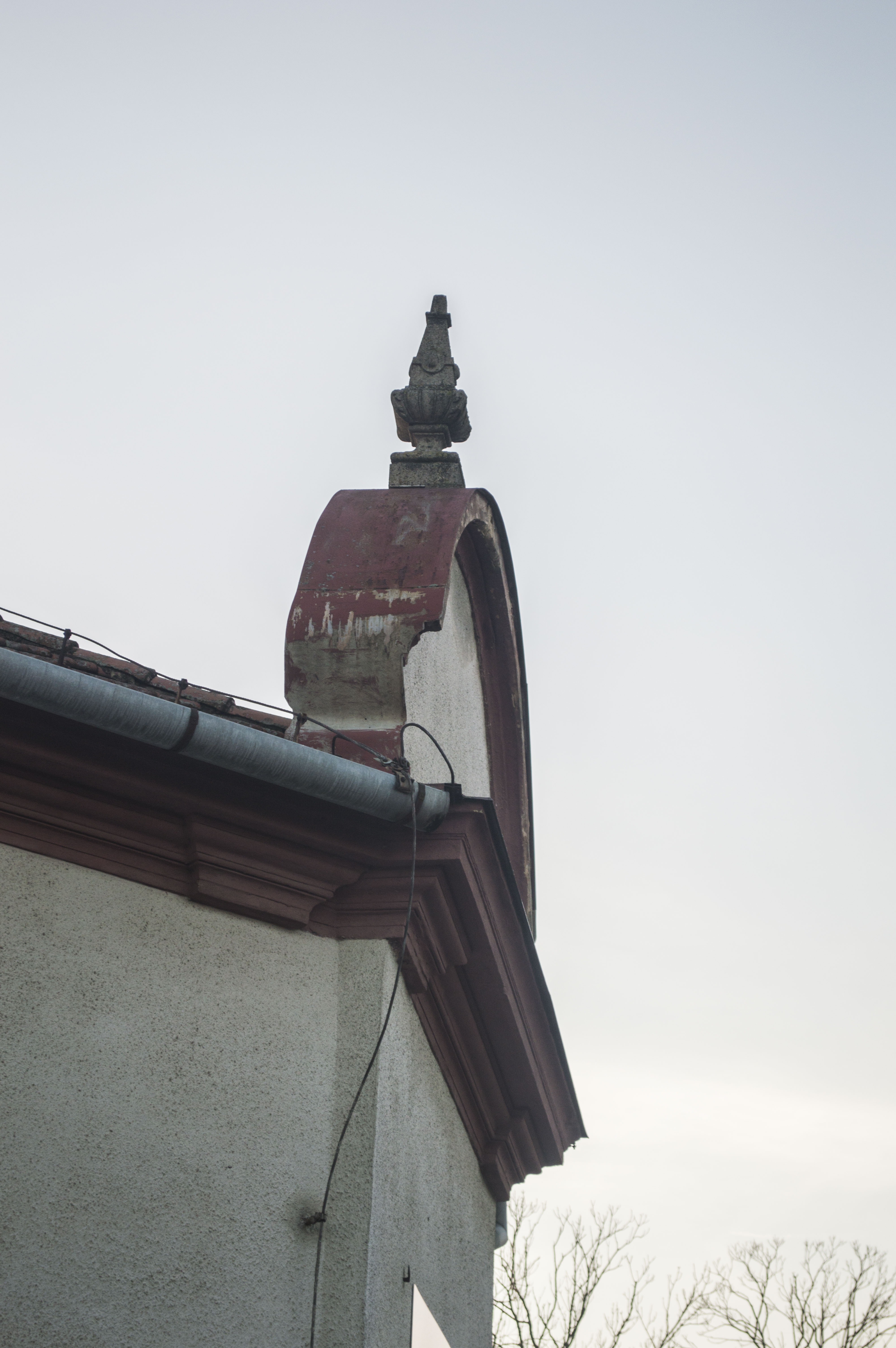
detail štítu